# Citadelle de Bastia
La Citadelle (en Corse A Citatella ou A Citadella) est un quartier historique de la ville de Bastia. Sa construction date de la présence génoise en Corse. Le quartier porte également le nom de Terra Nova. 
C'est le quartier le plus ancien de la ville de Bastia. Il est d'un haut intérêt patrimonial et historique. Les remparts de la citadelle ainsi que la porte monumentale sont inscrits aux monuments historiques. Les façades et la toiture du palais des Gouverneurs sont inscrits aux monuments historiques. Au sein de la Citadelle on trouve deux édifices religieux qui sont classées monuments historiques : l'église Sainte-Croix et la cathédrale Sainte-Marie.

## Historique

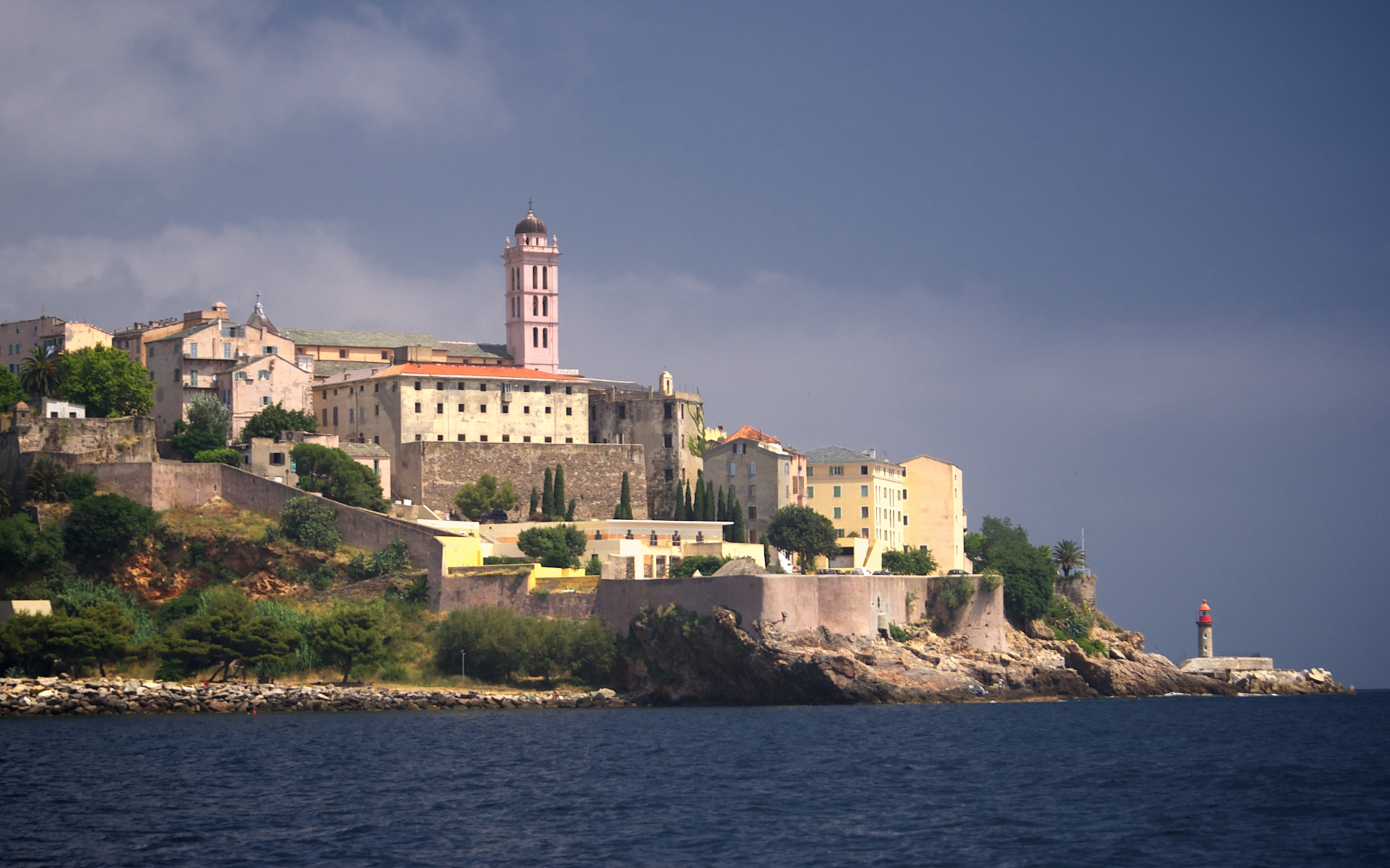
La Citadelle de Bastia vue du sud

La citadelle de Bastia a été fondée au XIVe siècle par les Génois. La capitale de la Corse est alors Biguglia, où résident les gouverneurs. Mais les Génois considèrent l'endroit dangereux et peu adapté pour le commerce. Dans les années 1380, le gouverneur Leonello Lomellini décida de construire un nouveau fort, appelé Castello della Bastia ou Il Fortino, situé sur un promontoire rocheux surplombant deux ports : la marine du village de Cardu, appelé Portu Cardu et qui correspond au Vieux-Port actuel, et la marine du village disparu de Belgudere, appelée Portu Vechju, qui correspond à l'actuelle anse de Ficaghjola. 

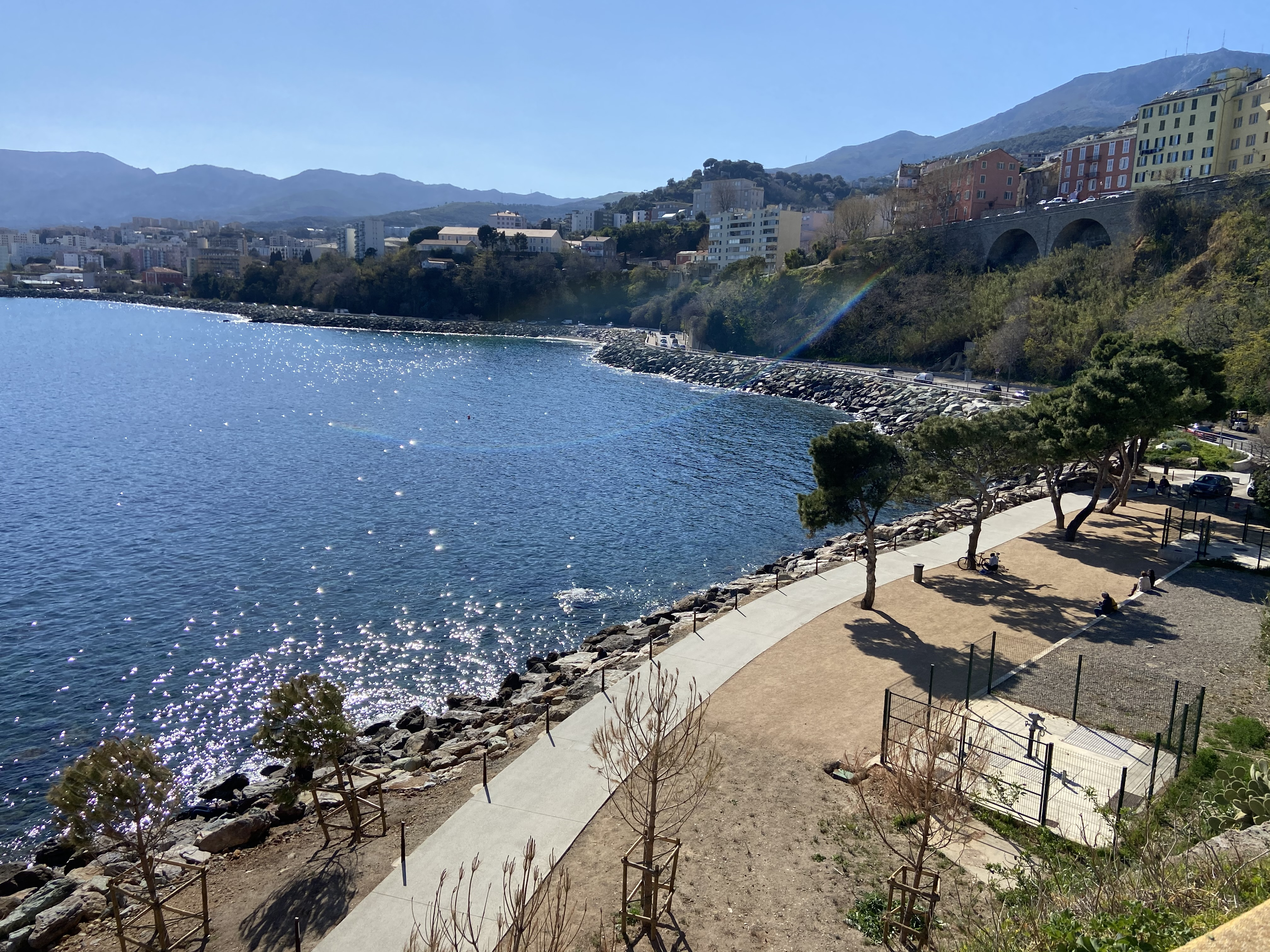
L'anse de Portu Vechju

En 1475, le podestà Antonio Tagliacarne entreprend la construction d'une vingtaine de maisons. Ainsi nait le quartier de Terra Nova, en opposition à celui de Terra Vechja, qui correspond au quartier actuel du Vieux-Port, anciennement appelé Portu Cardu. 

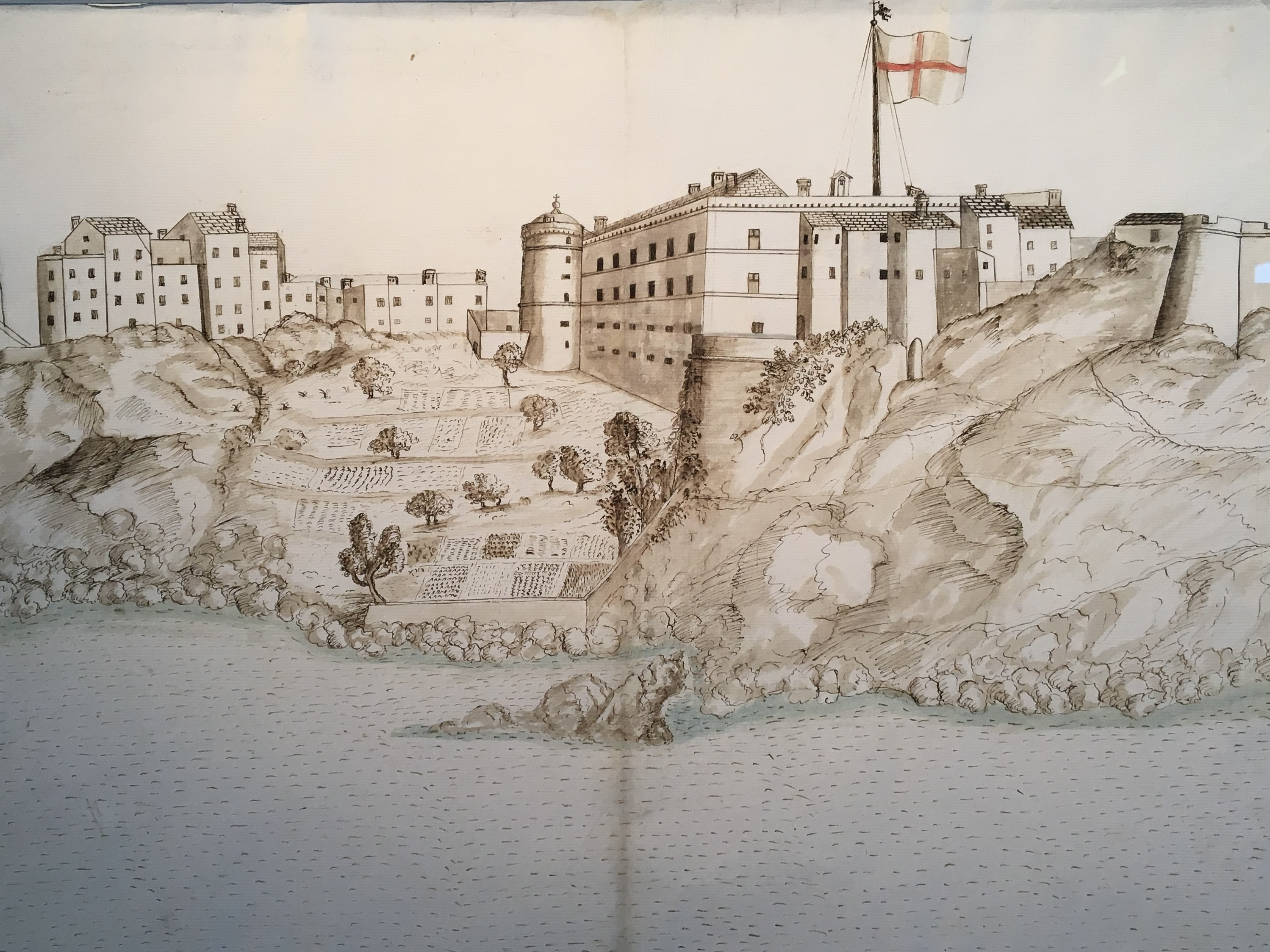
Dessin génois de la Citadelle de Bastia, entre 1600 et 1668

Ce premier noyau d'une vingtaine de maisons correspond aujourd'hui aux immeubles qui se trouvent rue Notre-Dame et rue de la Paroisse.

De la première fortification de la Citadelle, en italien le Castello della Bastia, il ne reste plus rien. Il était situé en lieu et place du bastion Saint Charles, au-dessus du jardin de Romieu actuel. C'est cette tour du Fortino qui va donner son emblème à a ville. On la retrouve sur les armoiries de Bastia. 

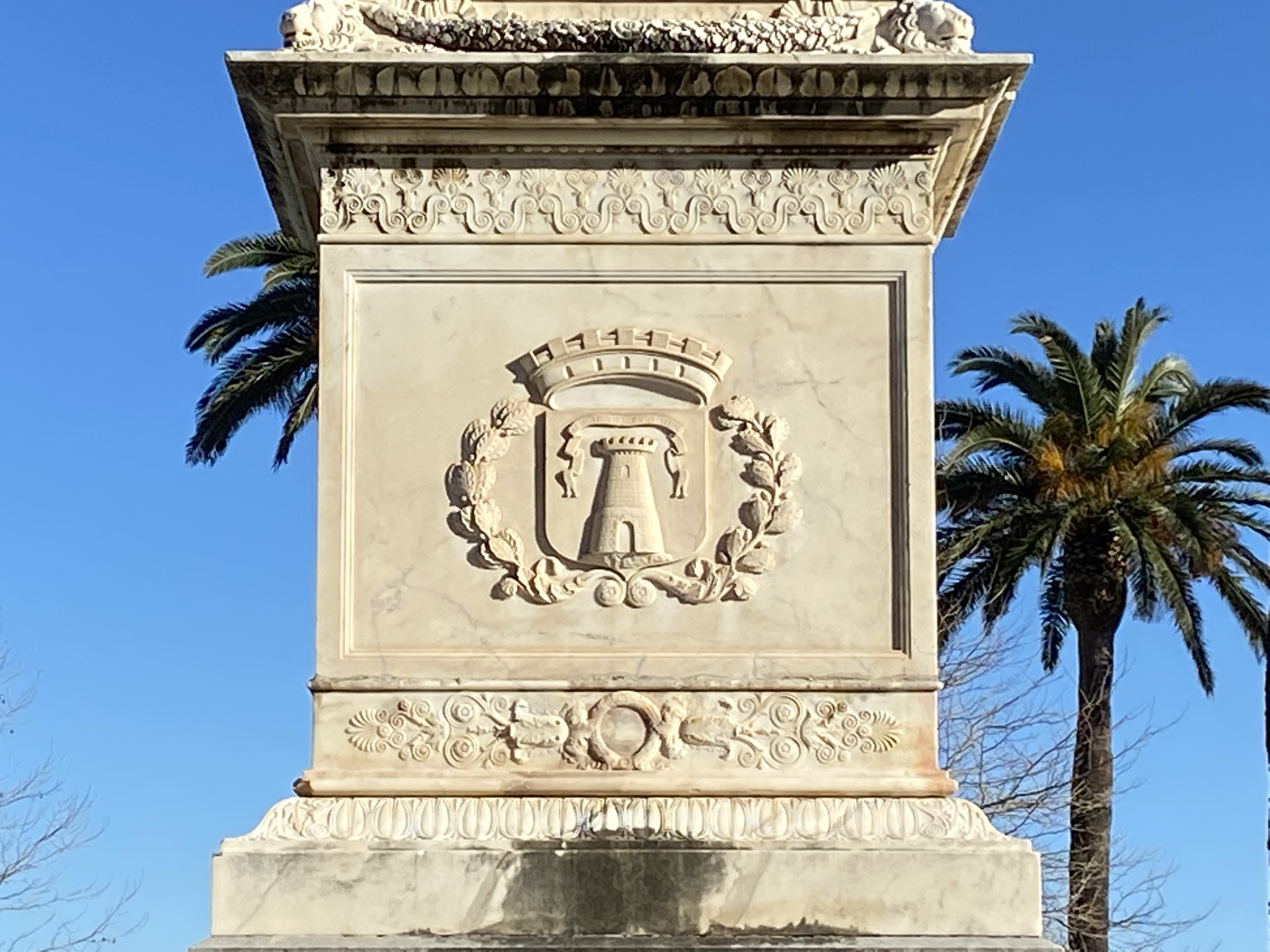
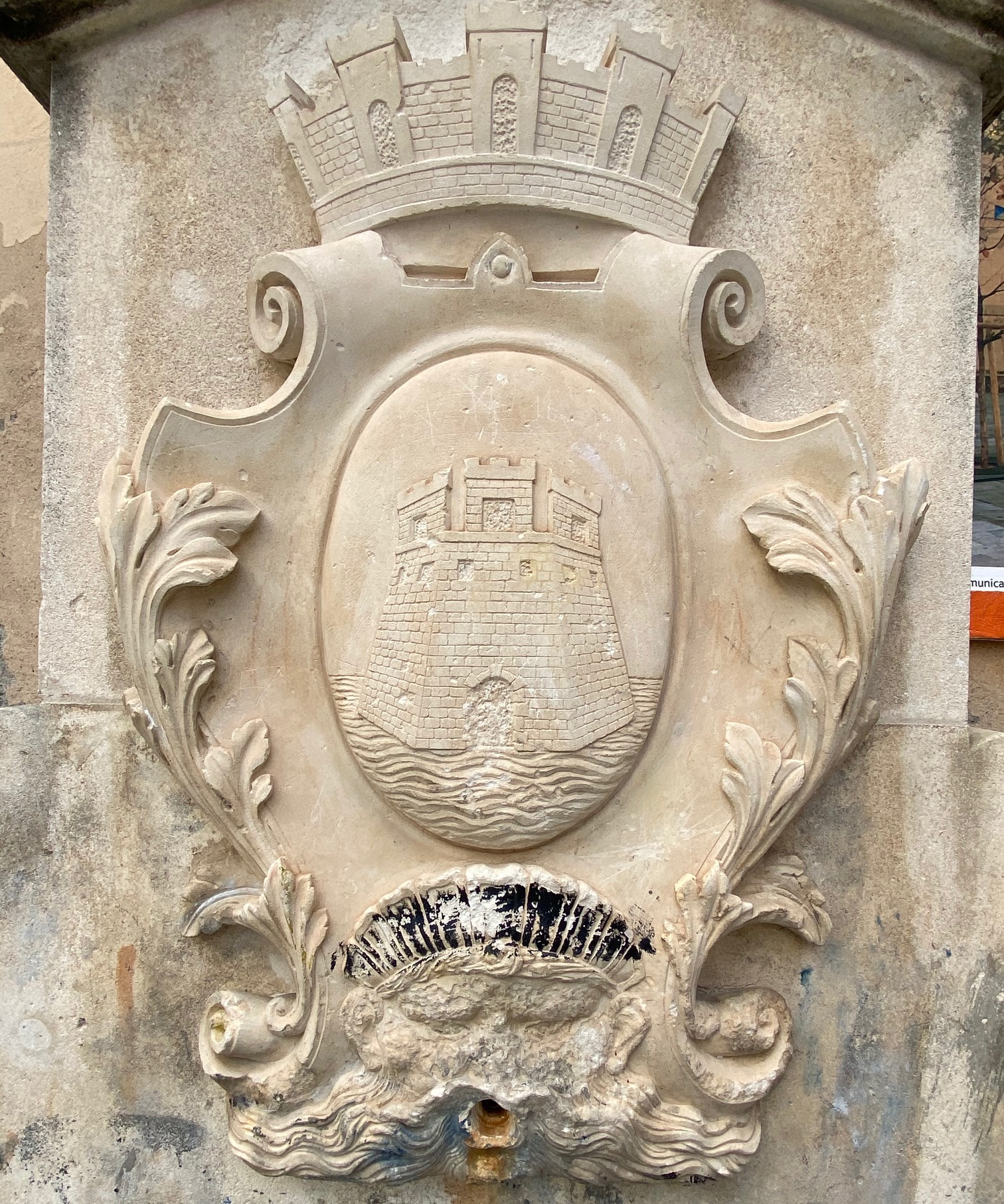
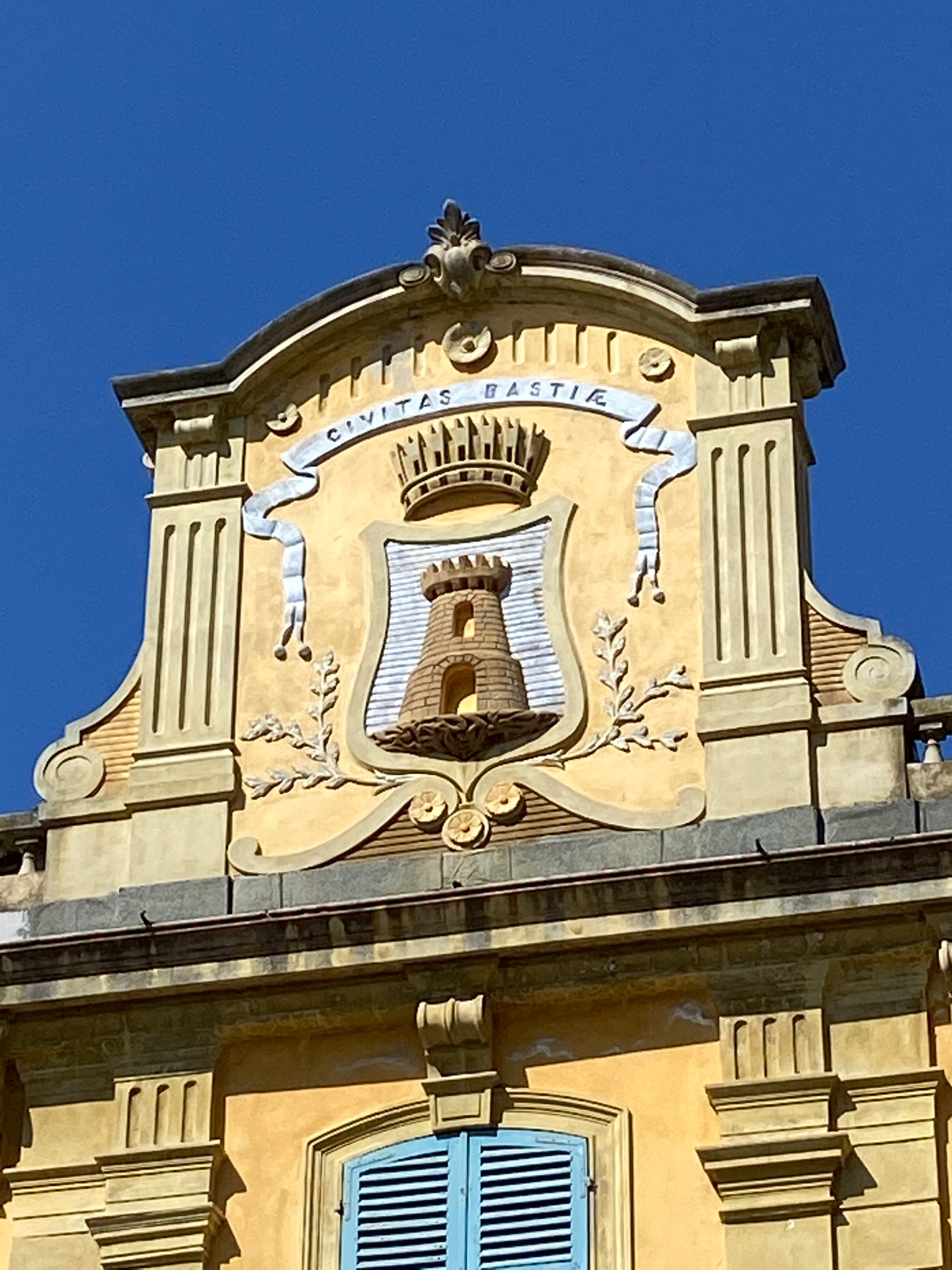
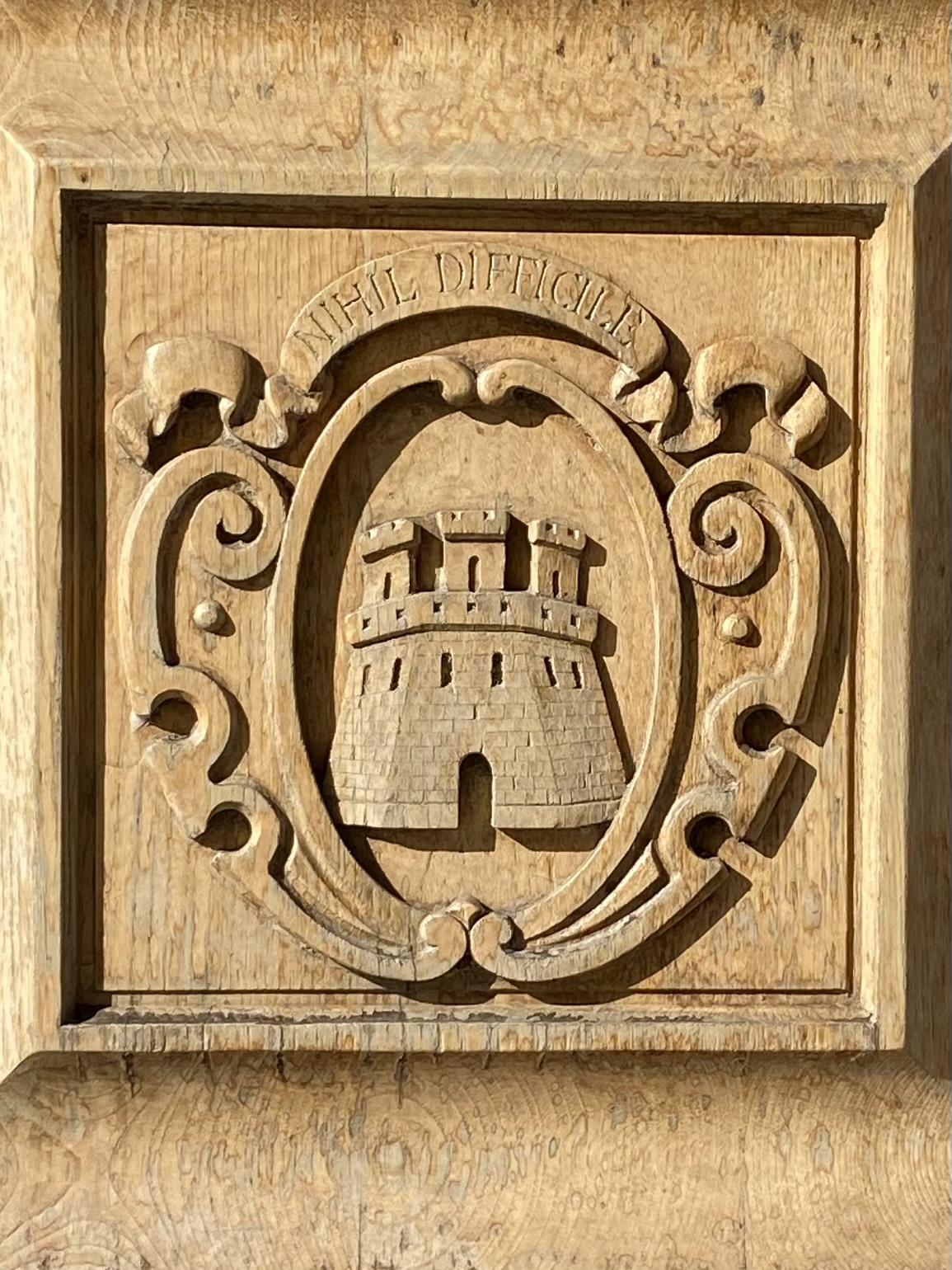

## Monuments et lieux

### La place du Donjon, ou Piazza di A Corte

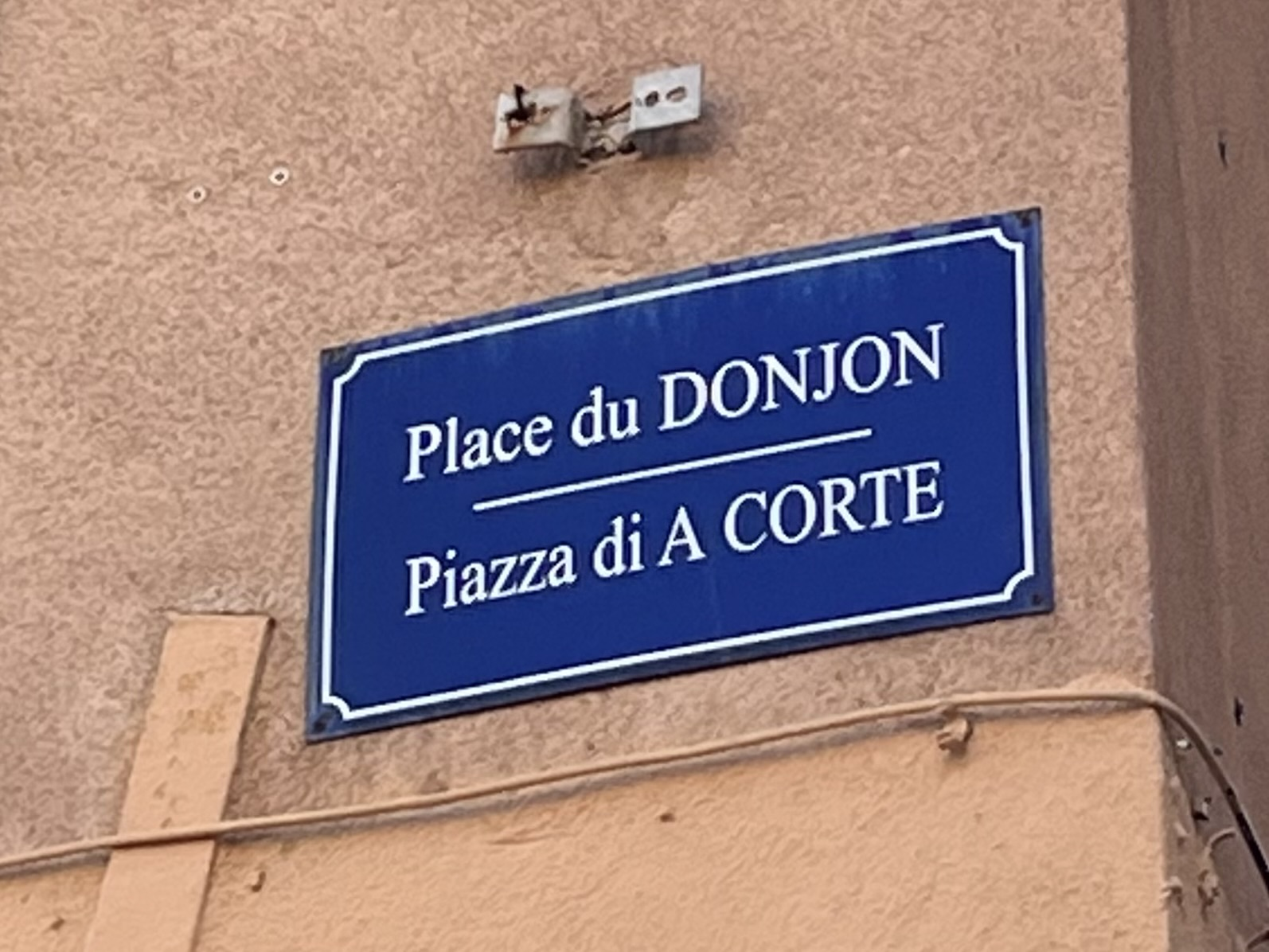
Plaque bilingue à la Citadelle

C'est la place principale de la Citadelle. On y accédait par ce qui était l'unique porte d'entrée de Terra Nova, la ville haute. 

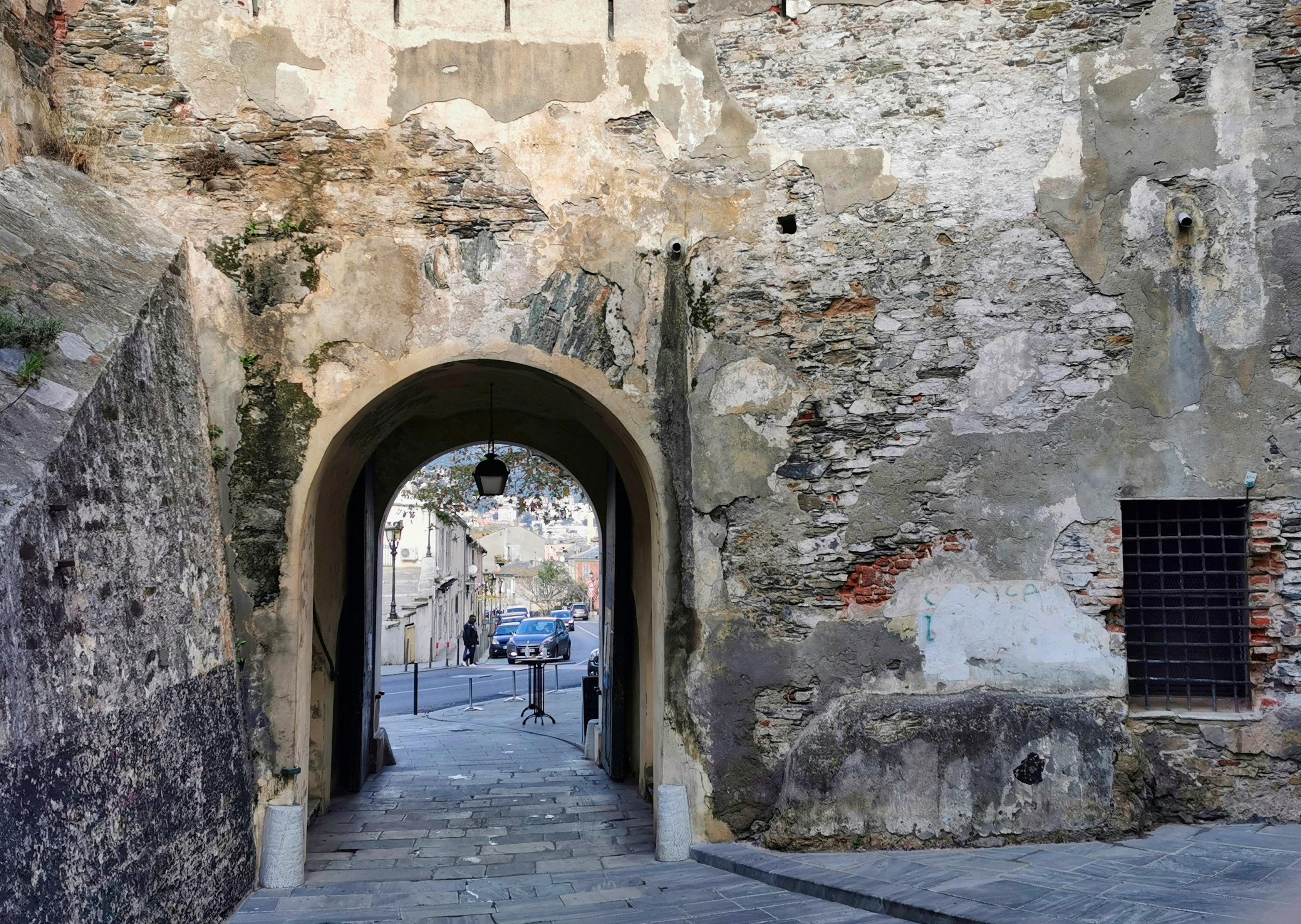
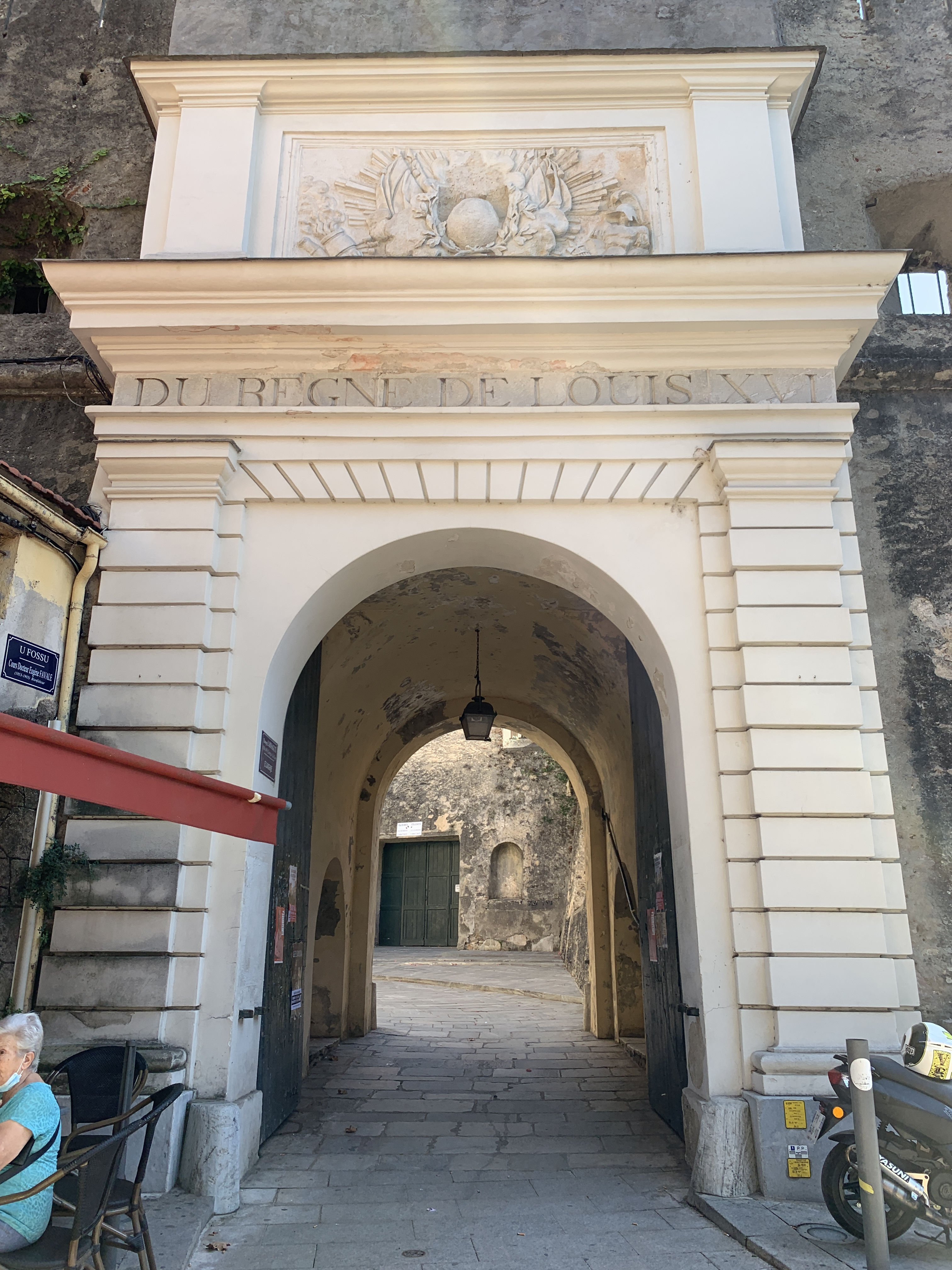

La place est entourée de bâtiments historiques qui ont fait l'histoire de la ville : le palais des Gouverneurs, le pavillon des Nobles-Douze, la Casetta.

Son nom ancien est Piazza di A Corte, en français place de la Cour. Le nom fait référence à la cour de justice, qui était installée à la Citadelle.

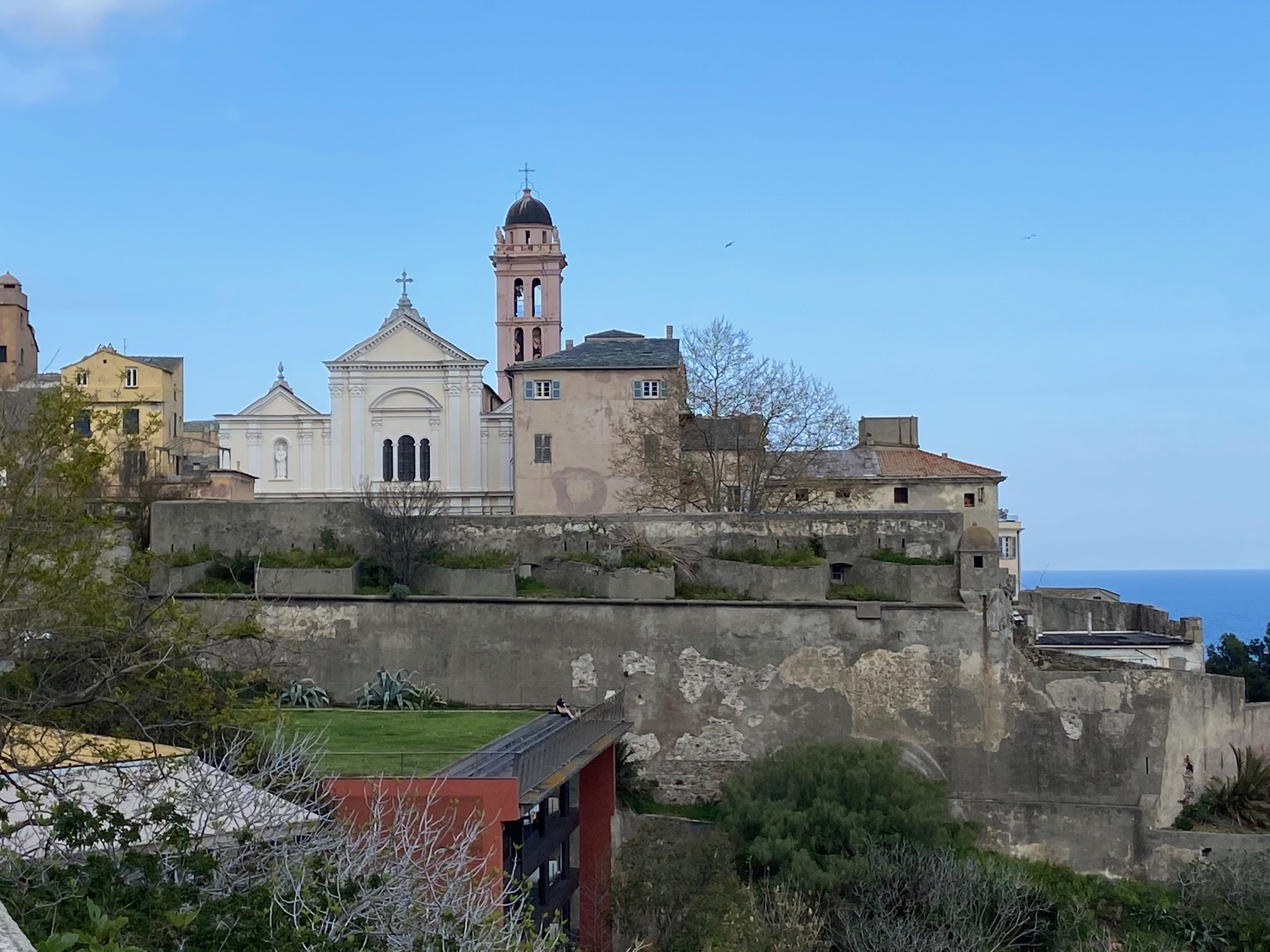
Les remparts de la Citadelle et la cathédrale Santa Maria

Le nom de place du Donjon a été donné sous la domination française. Après la conquête militaire de l'île, l'armée française s'installe dans le Palais des Gouverneurs et on donne au bâtiment le nom de « Donjon ».

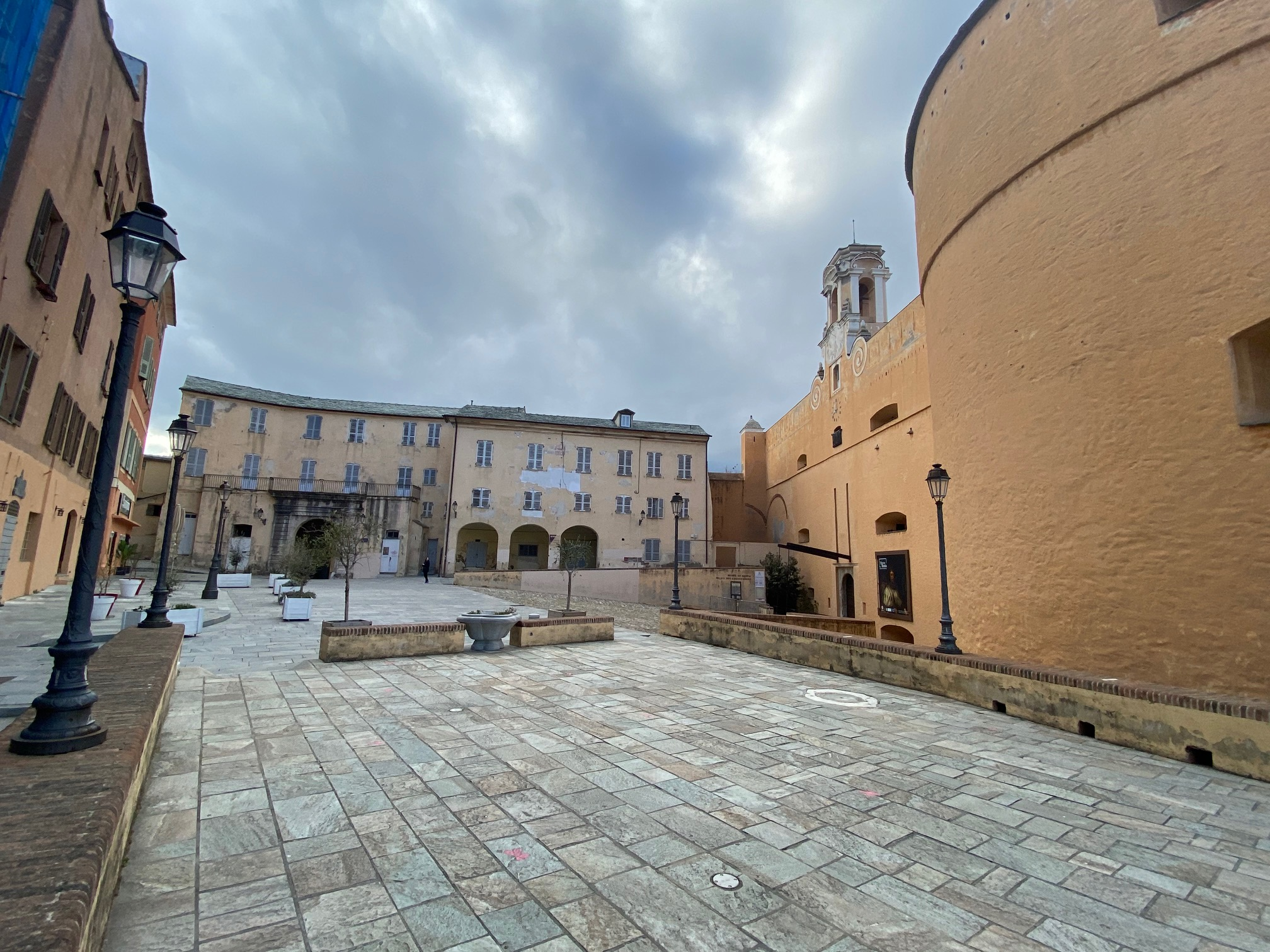
Piazza di A Corte, ou Place du Donjon

### A Piazzetta
Au bout de la Piazza di A Corte, vers l'Est, se trouve A Piazzetta. Il s'agit en fait de la partie supérieure d'une des grandes citernes de la Citadelle. En plus des deux grandes citernes du Palais des Gouverneurs elle servait à alimenter en eau le quartier de Terra Nova.

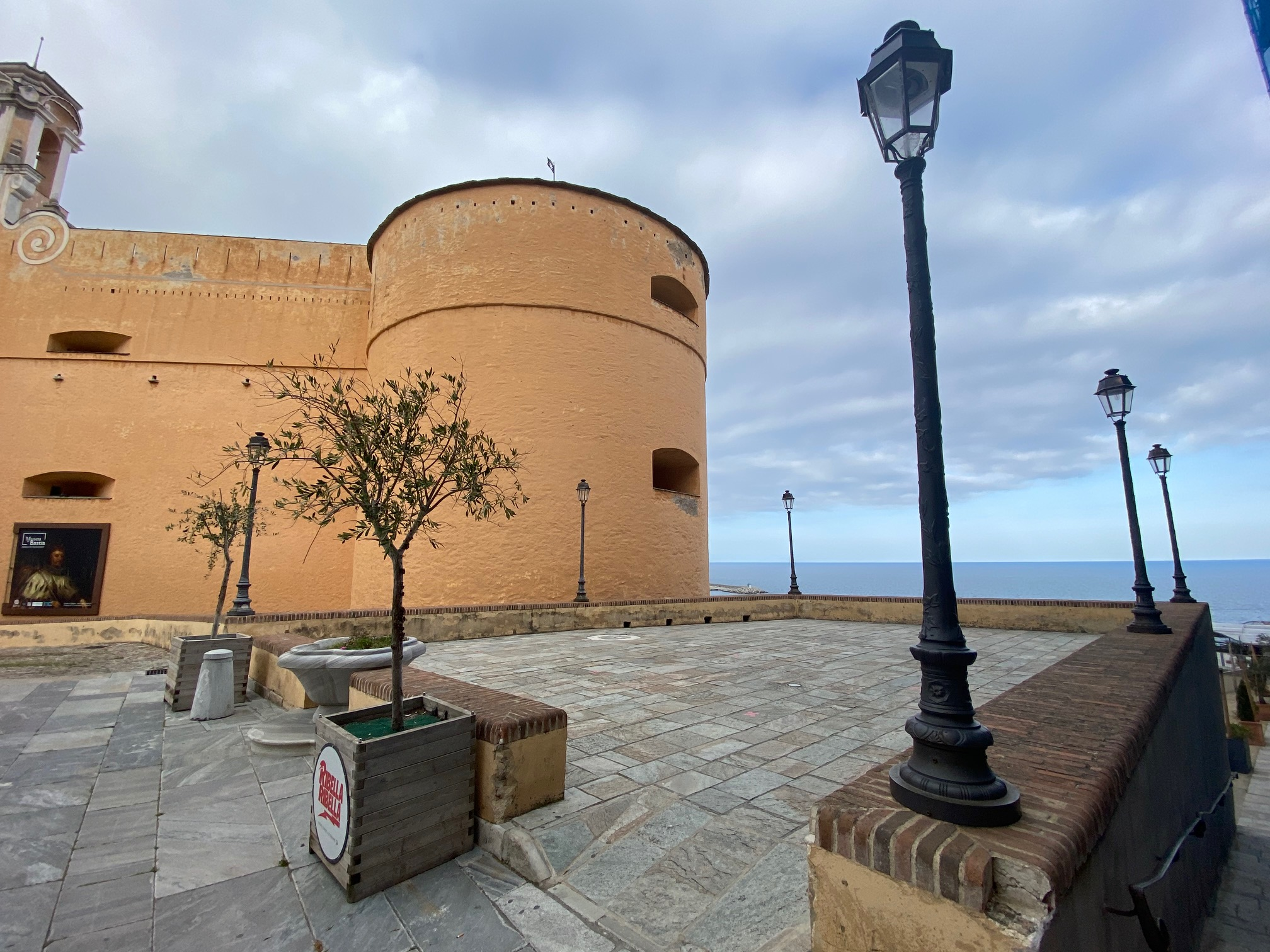
A Piazzetta

### La citerne de la Chjappa
Elle se trouve sous la Piazzetta. Cette ancienne citerne de l'époque génoise servait à alimenter en eau la citadelle en cas d'assaut. Il y en avait d'autres dans les entrailles du palais des gouverneurs. Longtemps fermée au public, elle peut aujourd'hui se visiter. Elle a été rendue accessible au public en 2020 après les travaux du théâtre de verdure, le Mantinum.

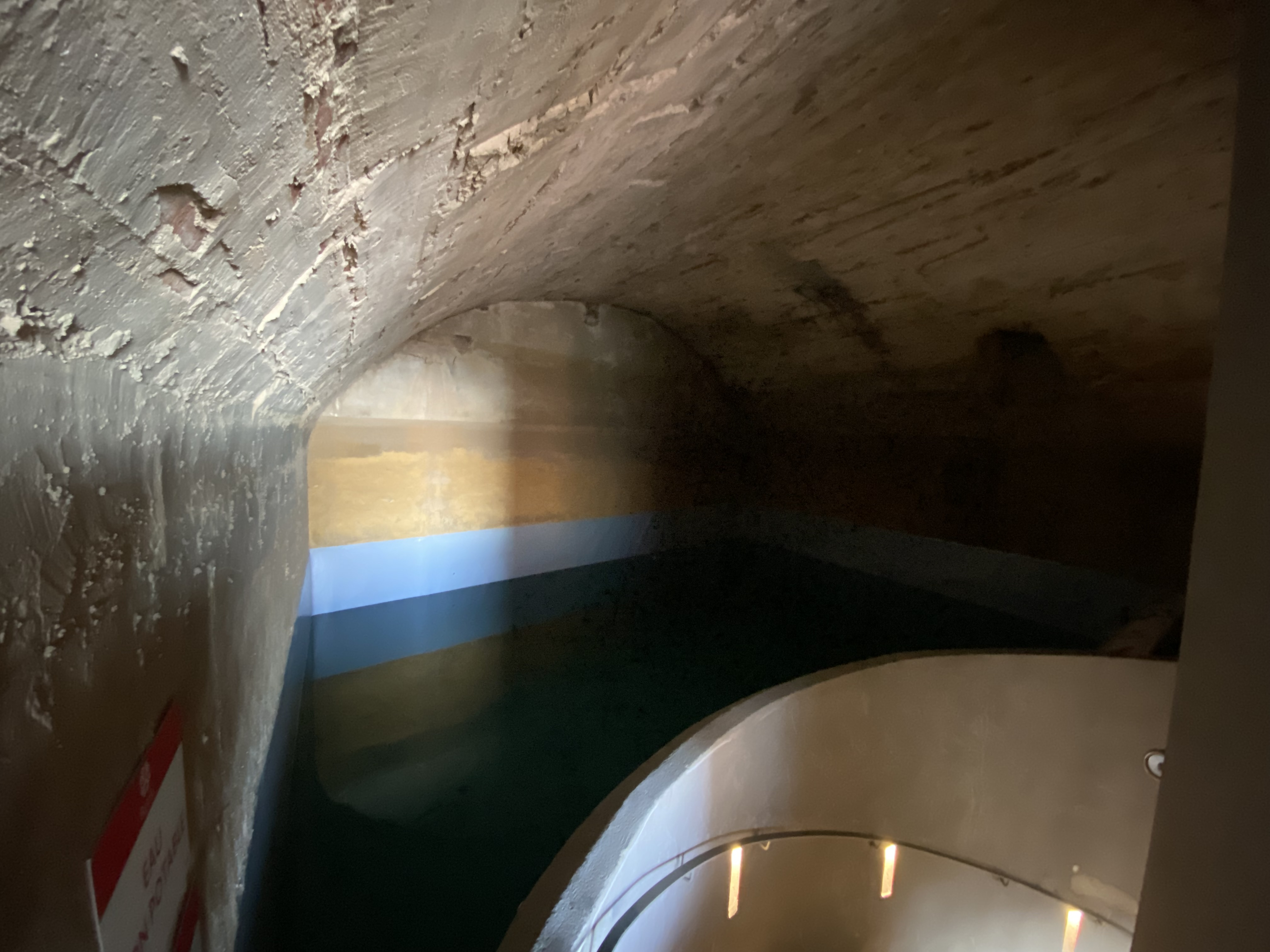
La citerne de la Chjappa, en haut de la rue Saint Michel, sous la Piazzetta.

### Le Palais des gouverneurs
Le bâtiment actuel du Palais des gouverneurs a été construit à partir de 1448 et achevé dans le premier quart du XVIe siècle. 
Le palais a servi de résidence principale aux gouverneurs de la fin du XVe siècle jusqu'à la fin de la domination génoise, au XVIIIe siècle. Il a servi également de cour de justice et de prison. Ses façades et toitures sont classées au titre des monuments historiques en 1977.

Le palais des gouverneurs
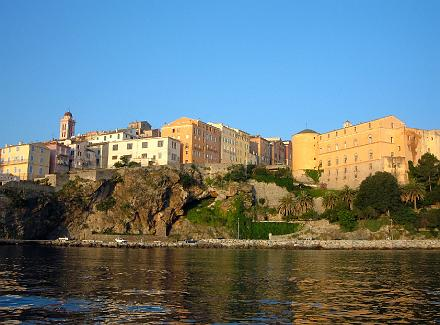
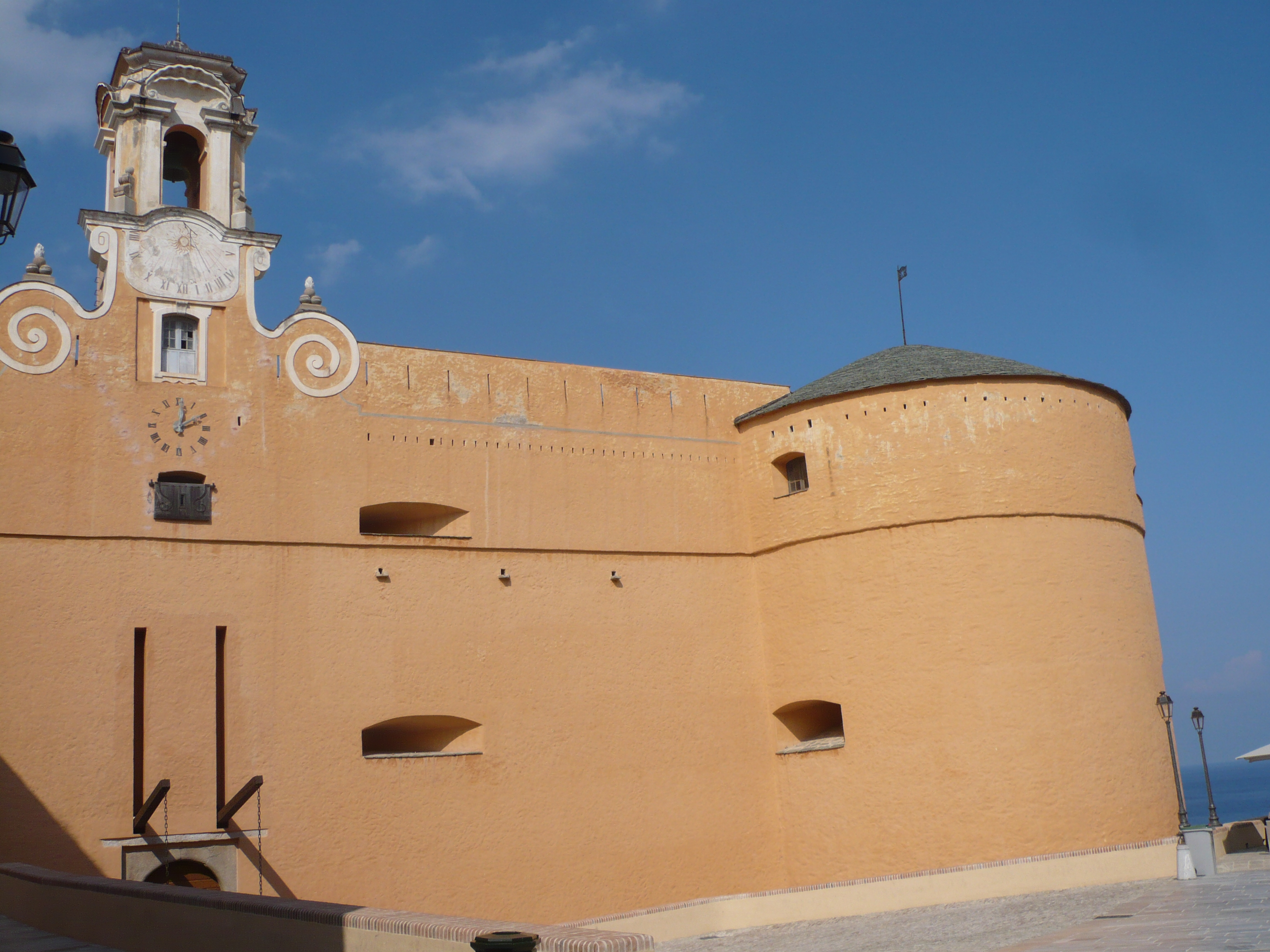
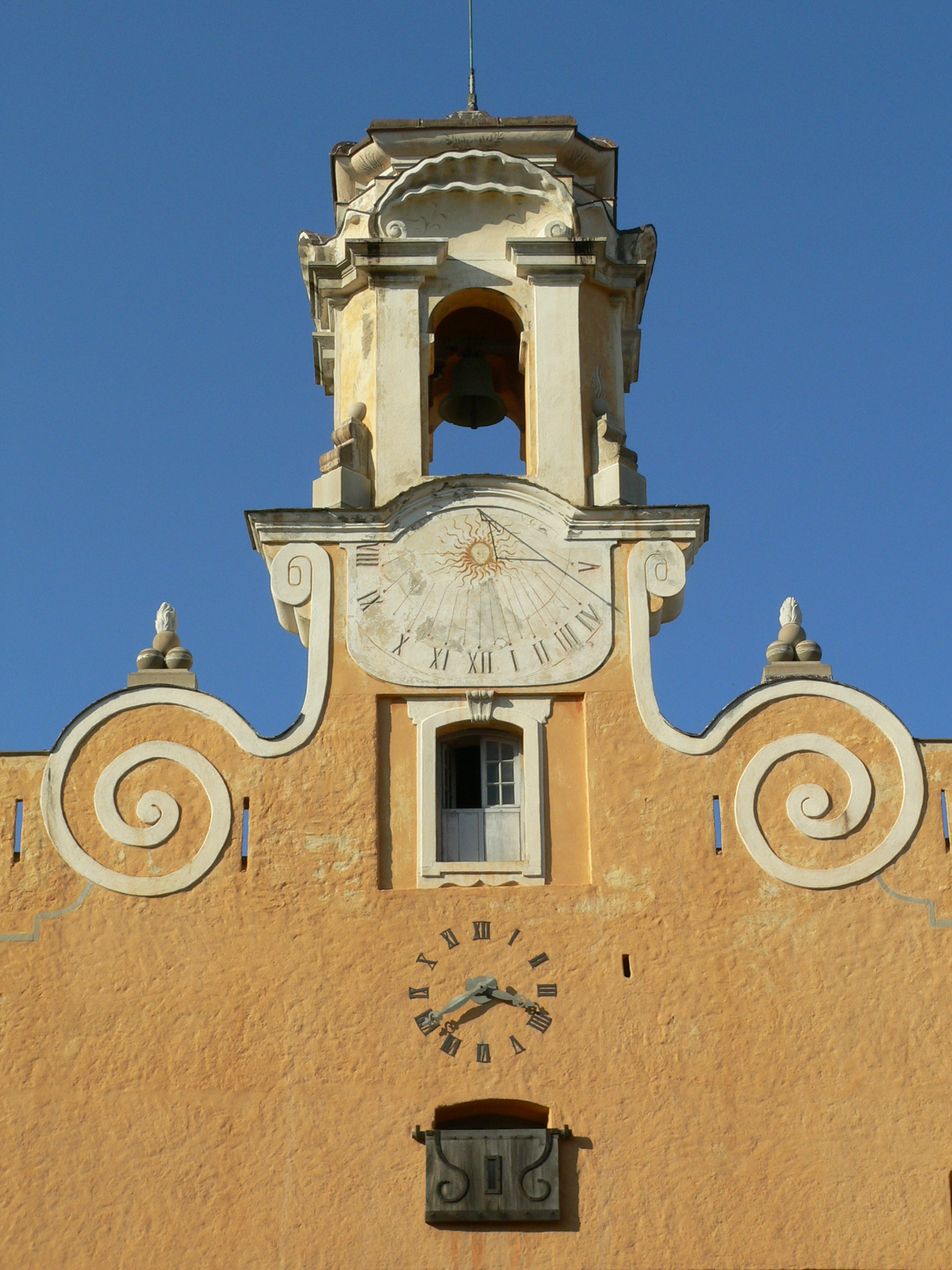
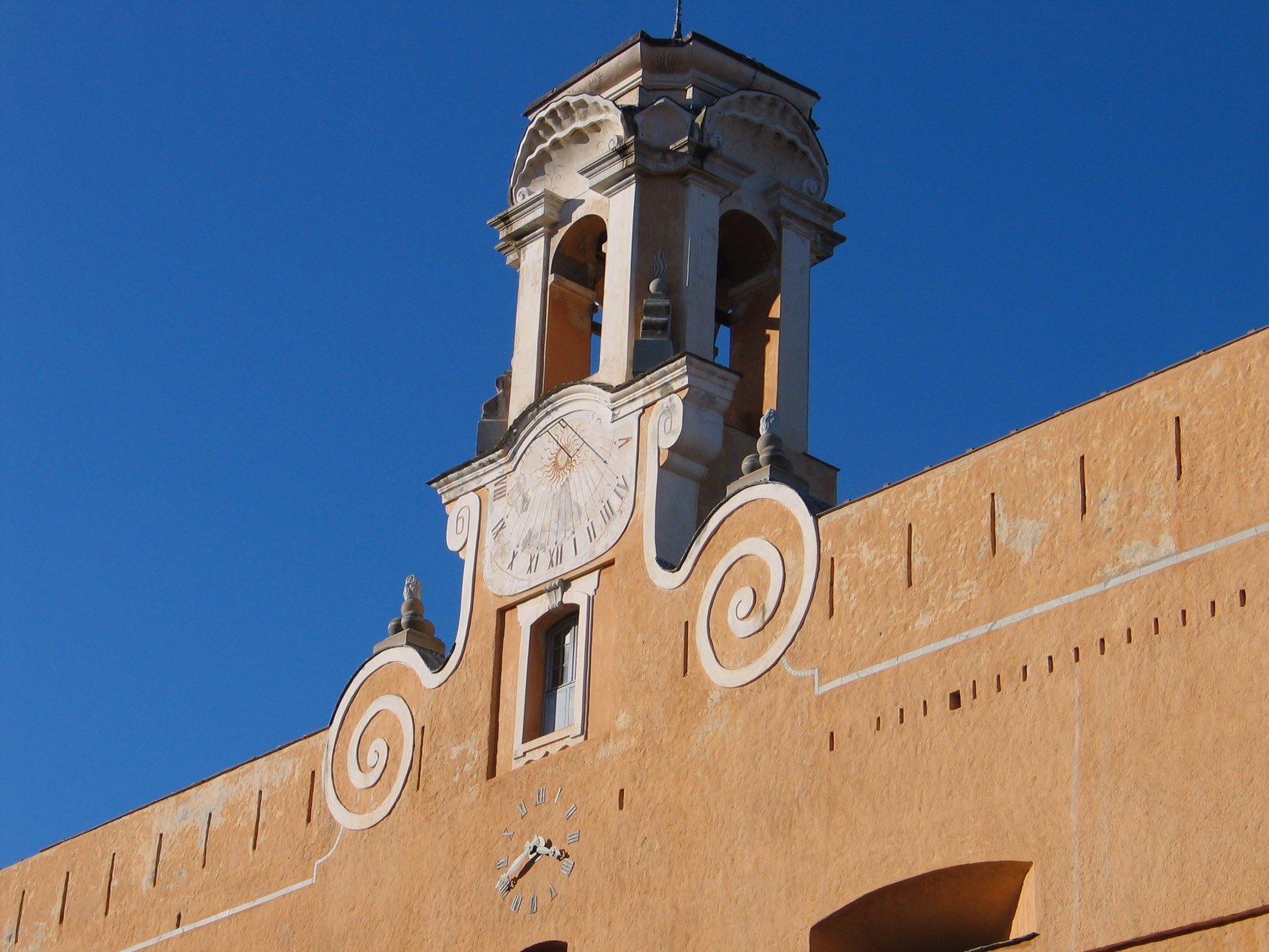
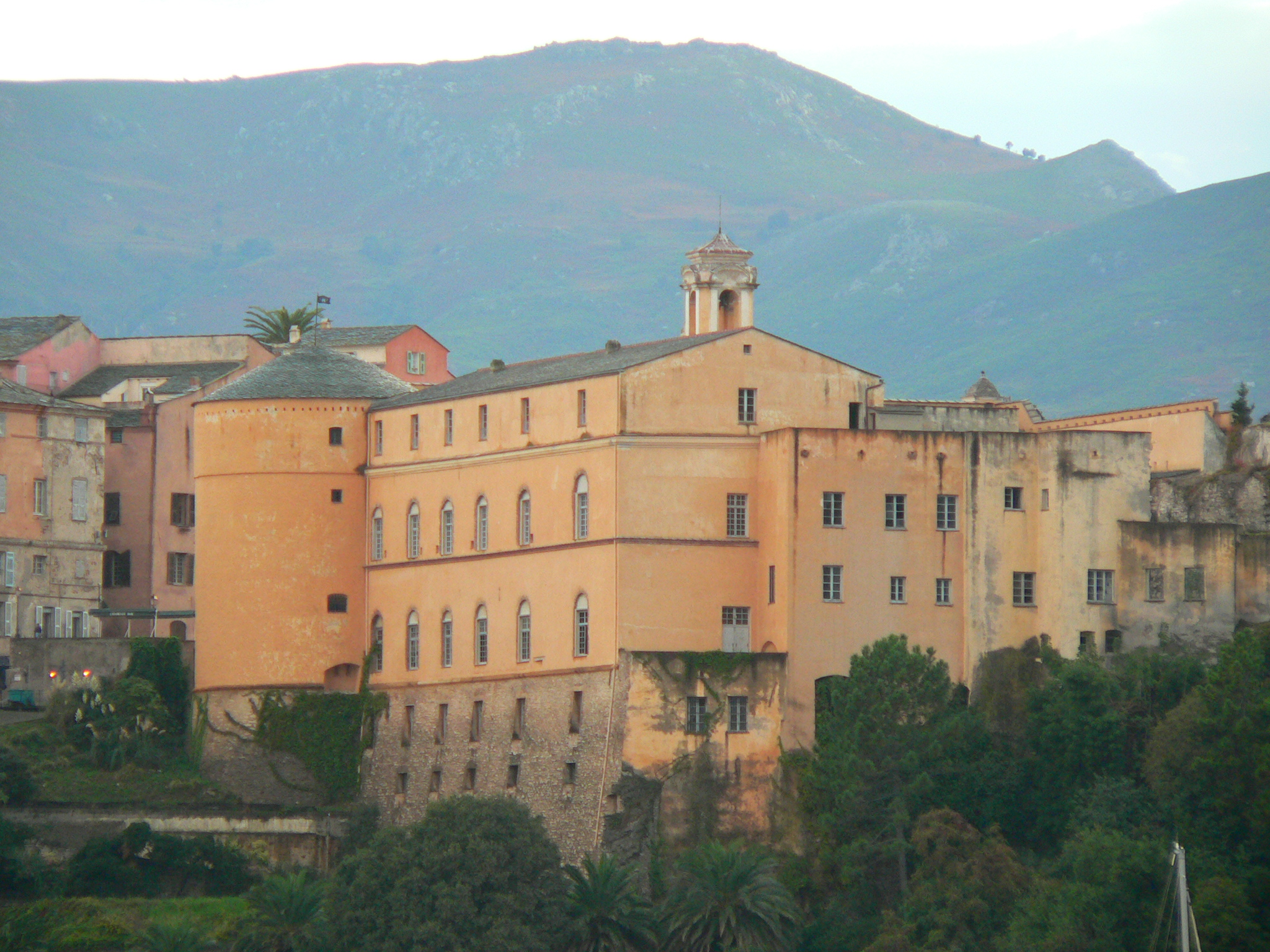

### Le Palais des Nobles Douze
Le Palais des Nobles Douze a été créé vers 1703. C'était une institution réservée aux Corses, en particulier aux descendants des grandes familles. Les douze conseillers étaient élus pour deux ans. Ils étaient censés aider le gouverneur pour certaines tâches. Ils peuvent être considérés comme les députés des pieve. 
Sous la domination française, le bâtiment est récupéré par l'armée qui y met ses bureaux. Ils sont aujourd'hui occupés par les services du patrimoine de la municipalité de Bastia. 

Il est situé Place du Donjon, anciennement appelée Piazza di Corte. 

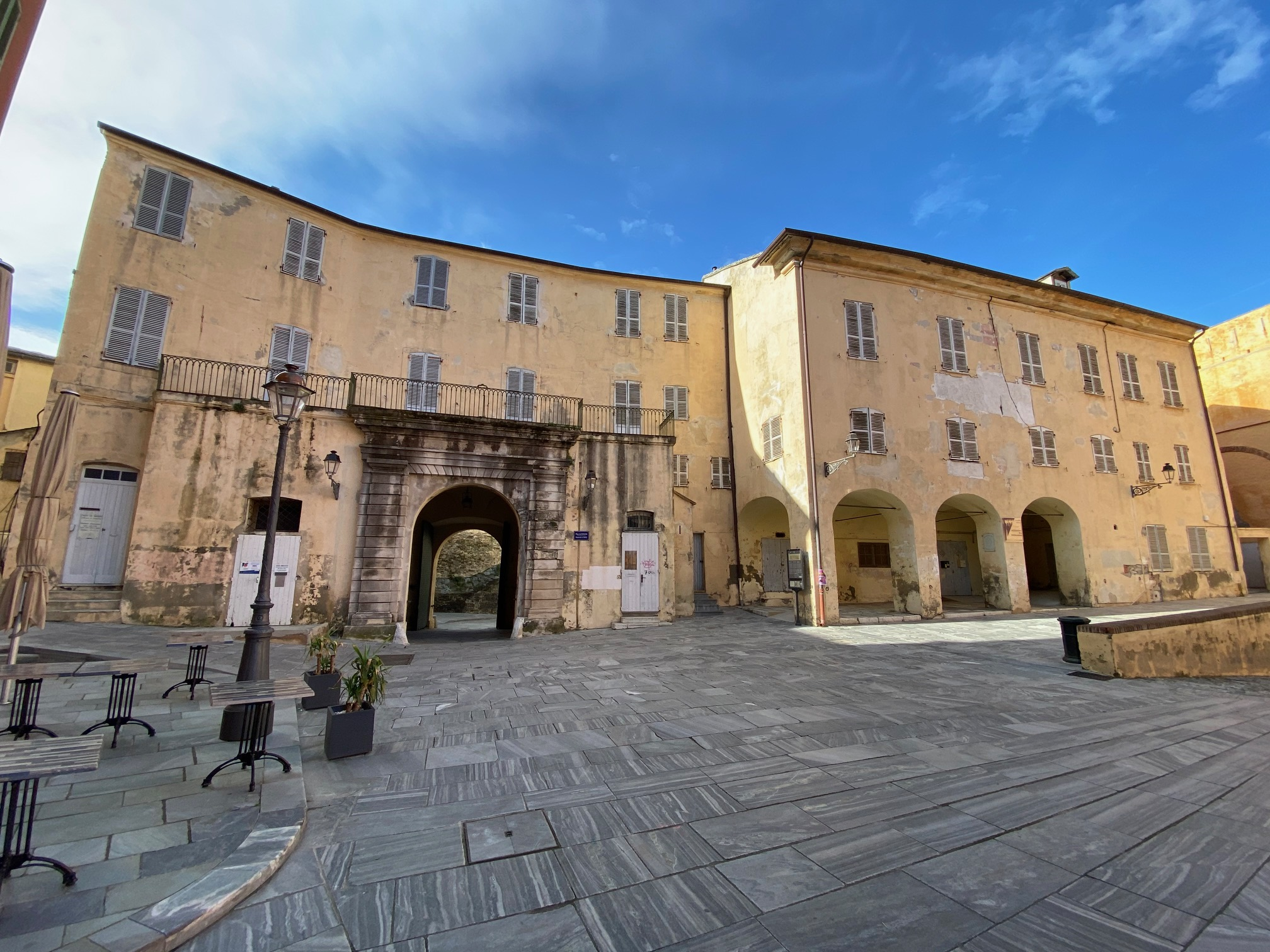
Le Palais des Nobles Douze

### Les portes
Il y a deux portes pour entrer dans la Citadelle. La  plus ancienne se trouve cours Favale. Elle est appelée Porte Louis XVI car reconstruite en 1775. La porte monumentale est inscrite au titre des monuments historiques en 1935. Le nom corse de ce lieu est "E Loghje". Au dessus de la seconde porte on peut voir une pierre en mauvais état où l'on devine l'emblème de la sérénissime république de Gênes : deux griffons entourant un blason, et une couronne.

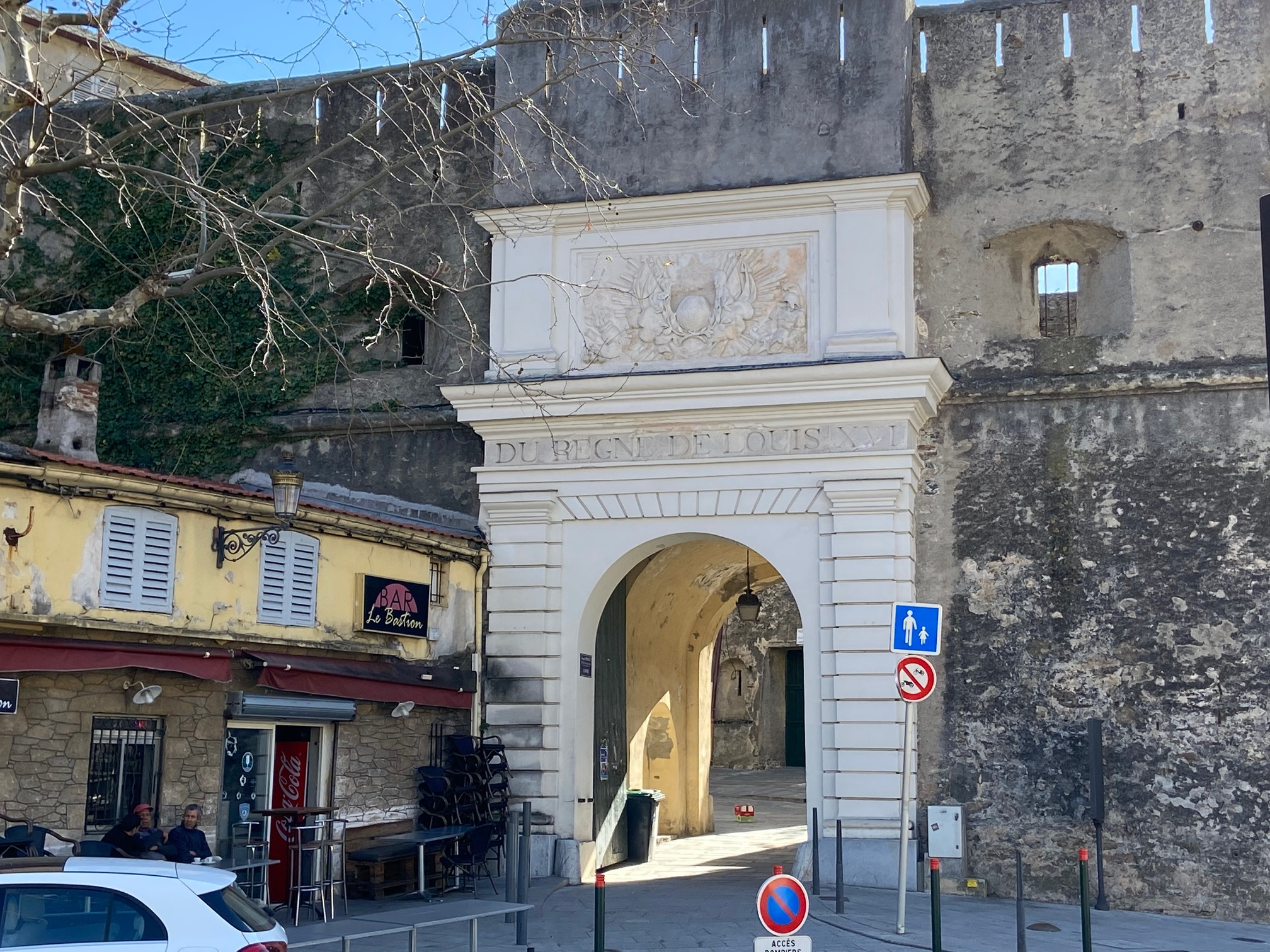
La première porte donnant sur le cours Favale ou "Porte Louis XVI"
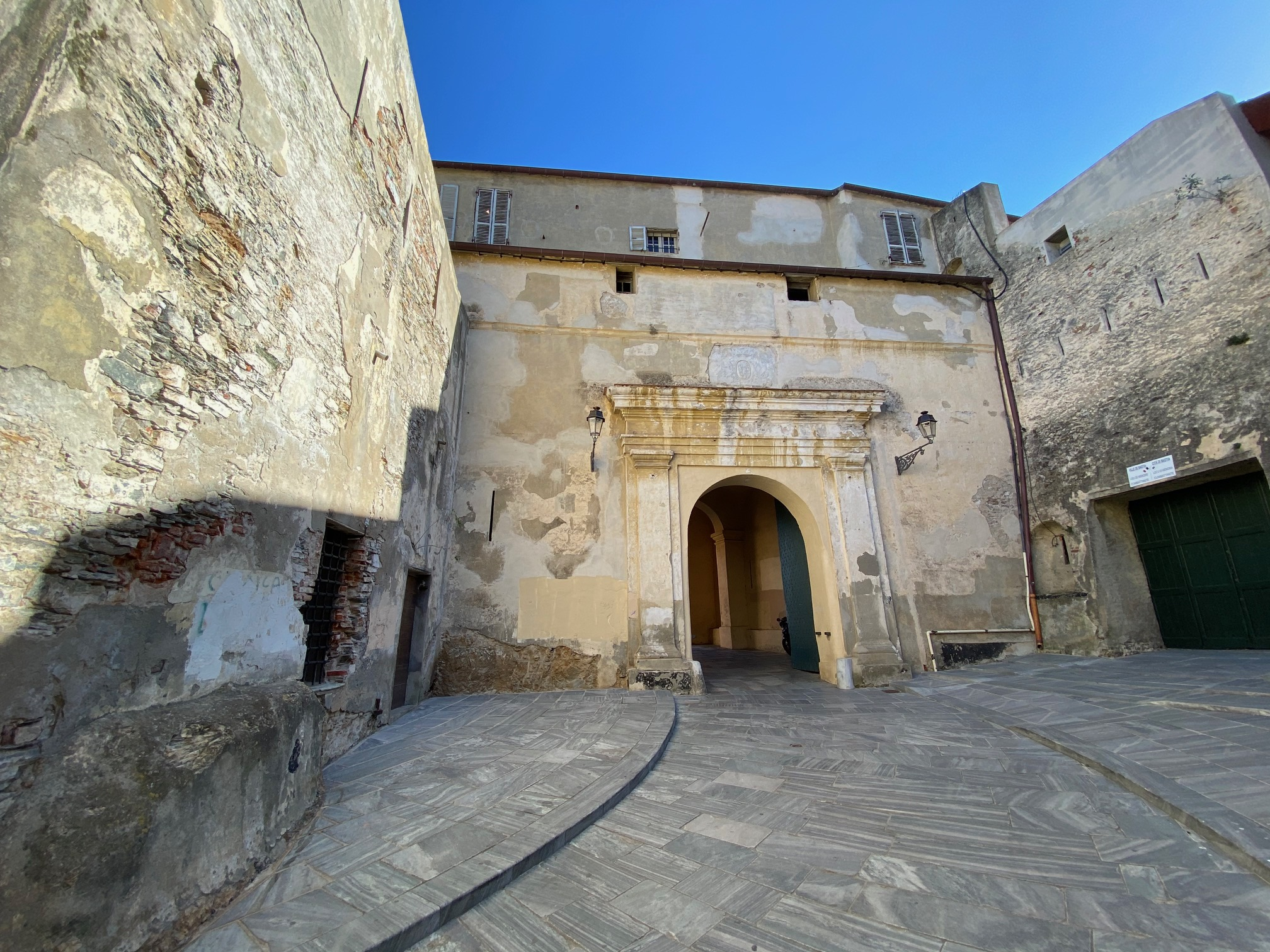
La seconde porte
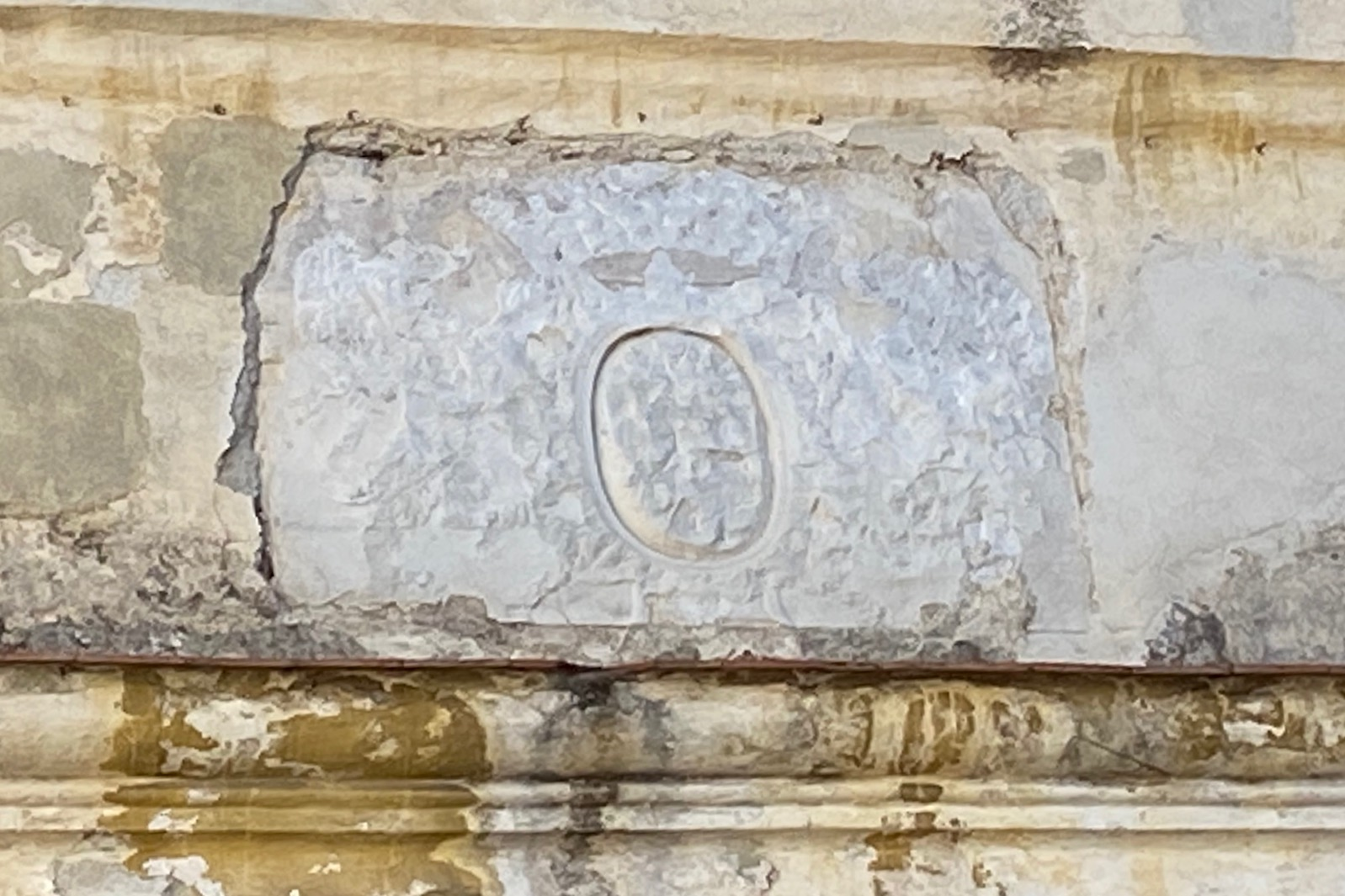
L'emblème de la république de Gênes au-dessus de la seconde porte

### La potence
Sur la face ouest des remparts, du côté des petites boutiques près de la Porte Louis XVI, une potence est toujours visible.

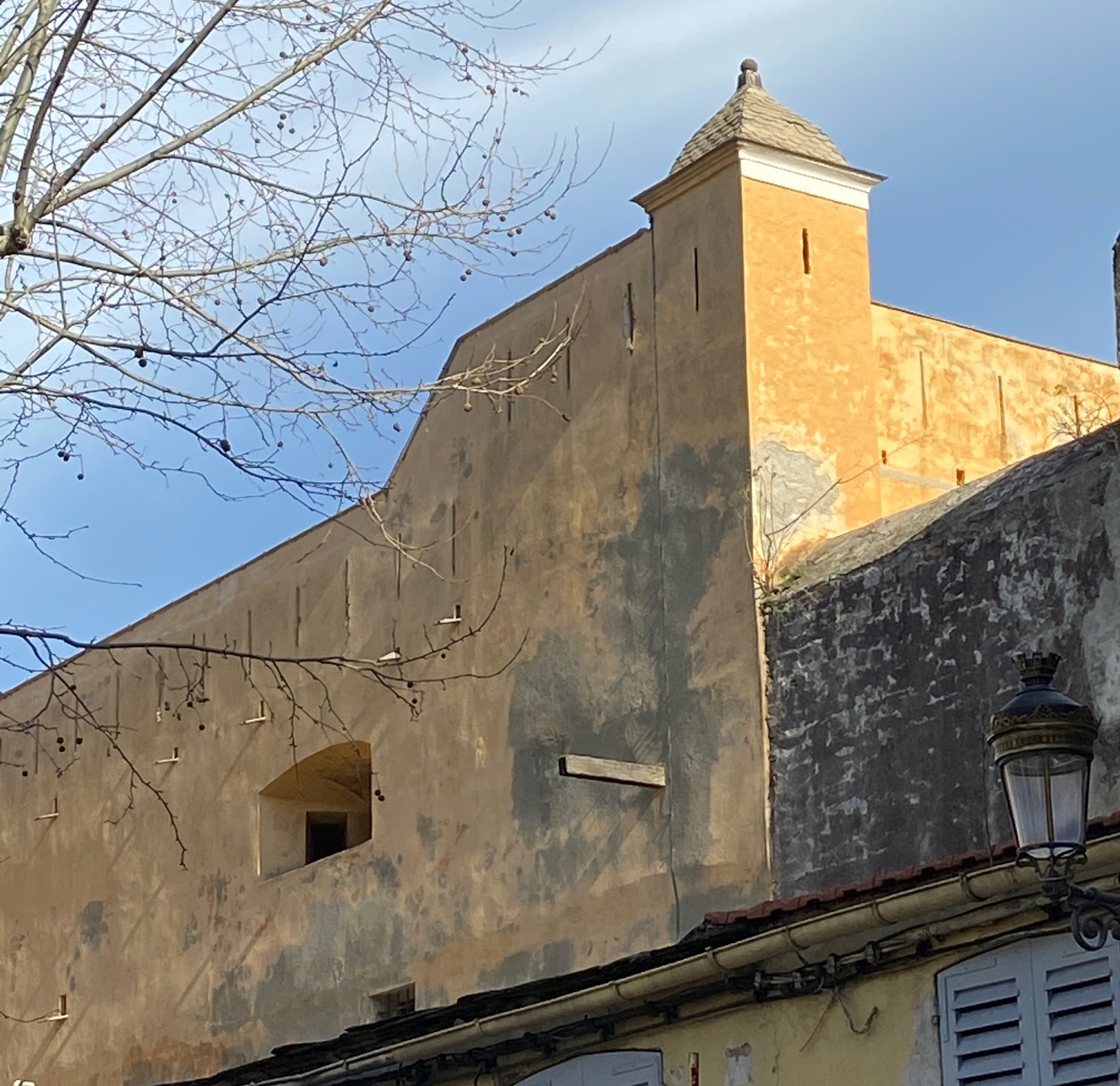
La potence

## Les remparts de la Citadelle
Les murs les plus anciens ont été construits au XVe siècle. Avec les guerres et les destructions qui ont suivi, elles ont été faites et refaites plusieurs fois, entre 1575 et 1626.

Les murailles de la citadelle
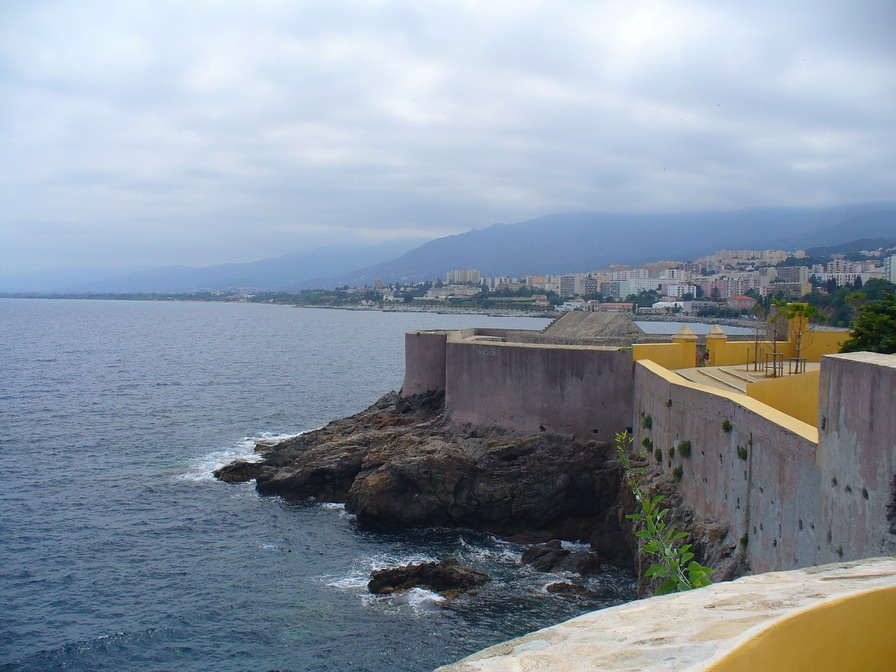
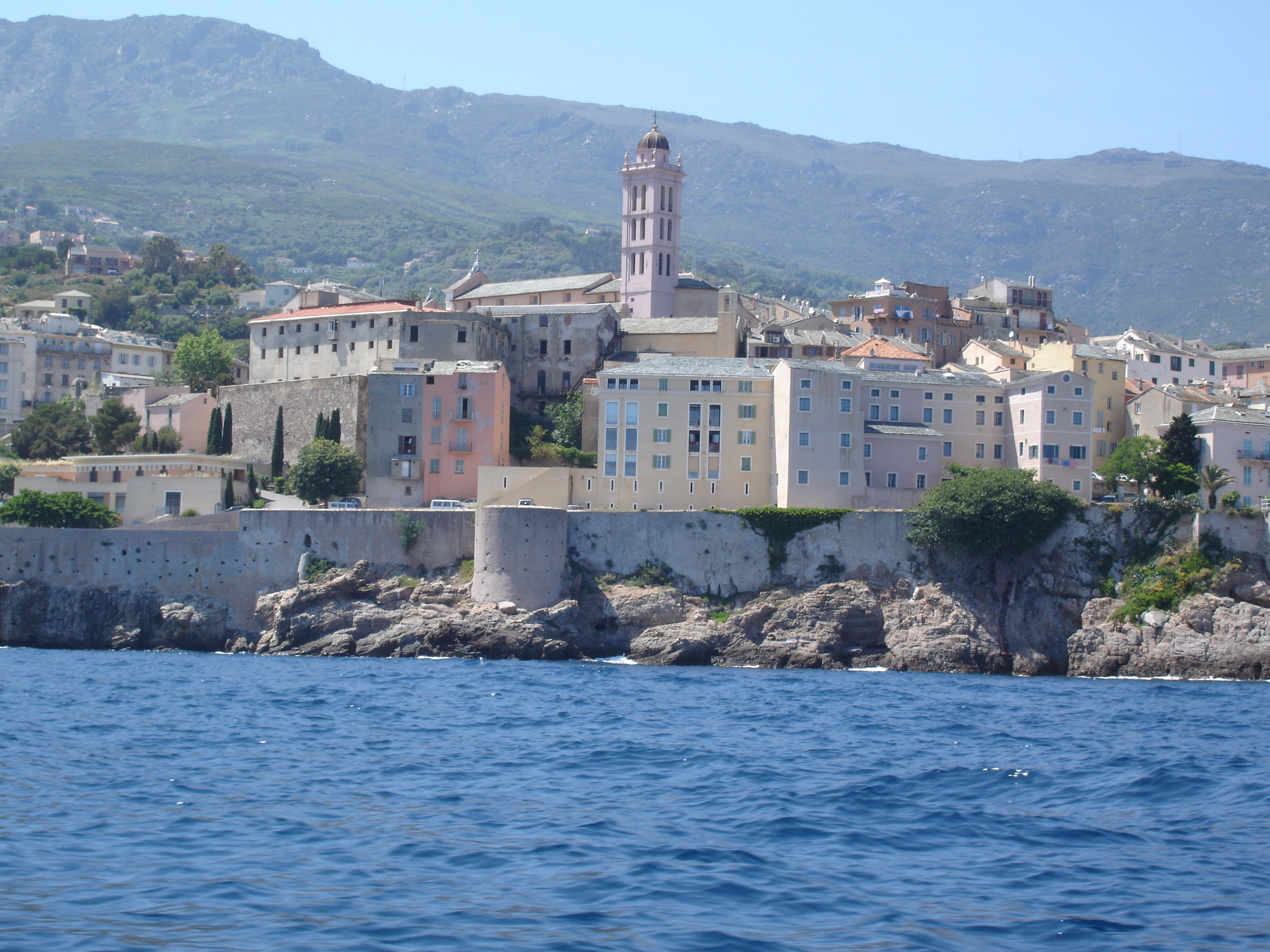
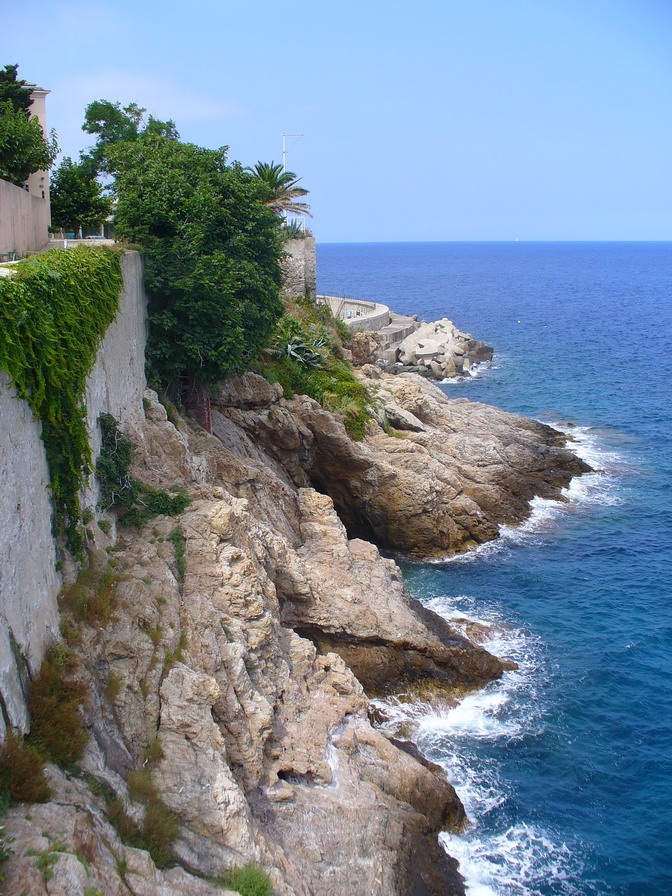
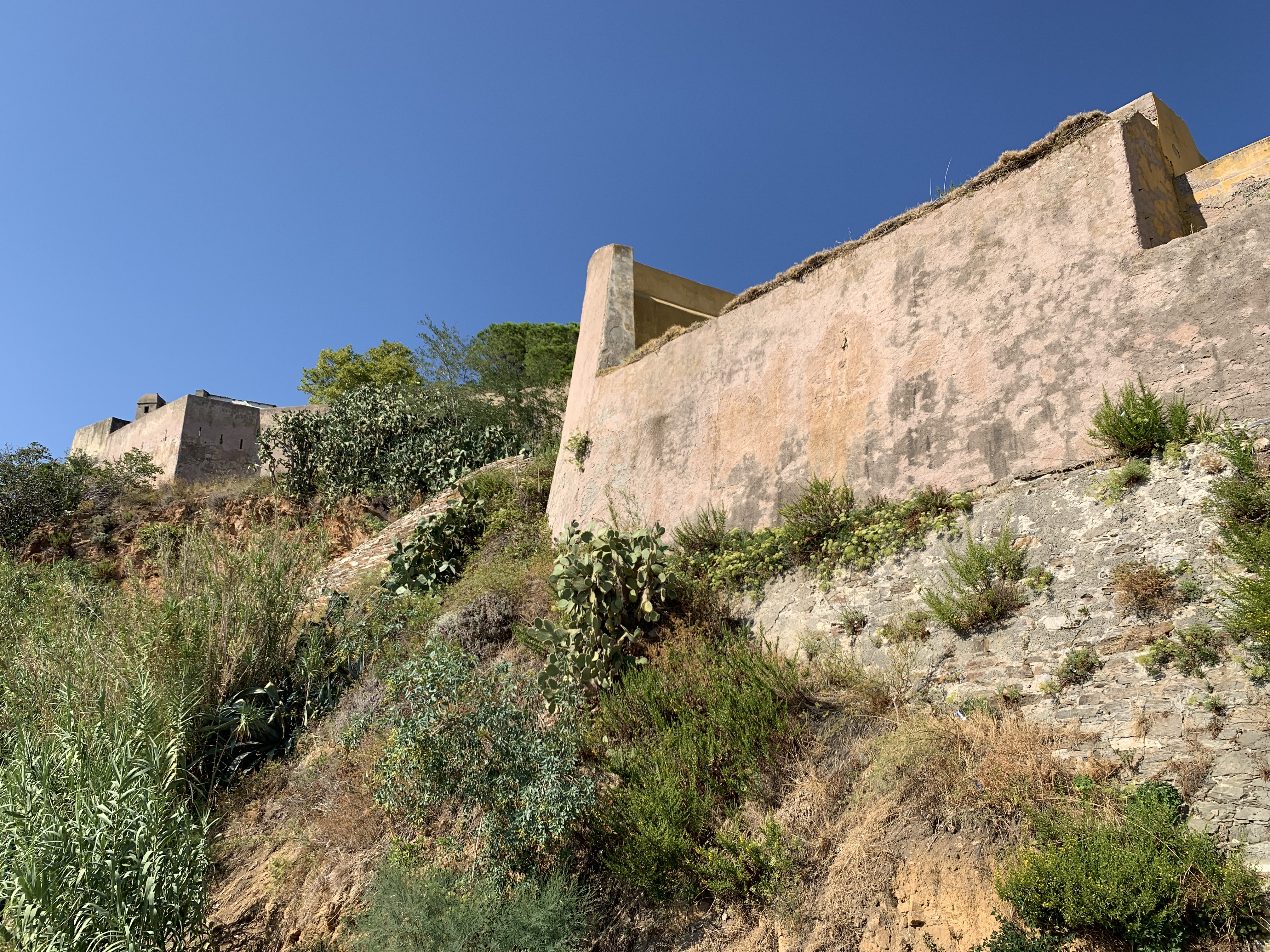

## Maisons historiques

### A Casetta, ou «Casa Tagliacarne»

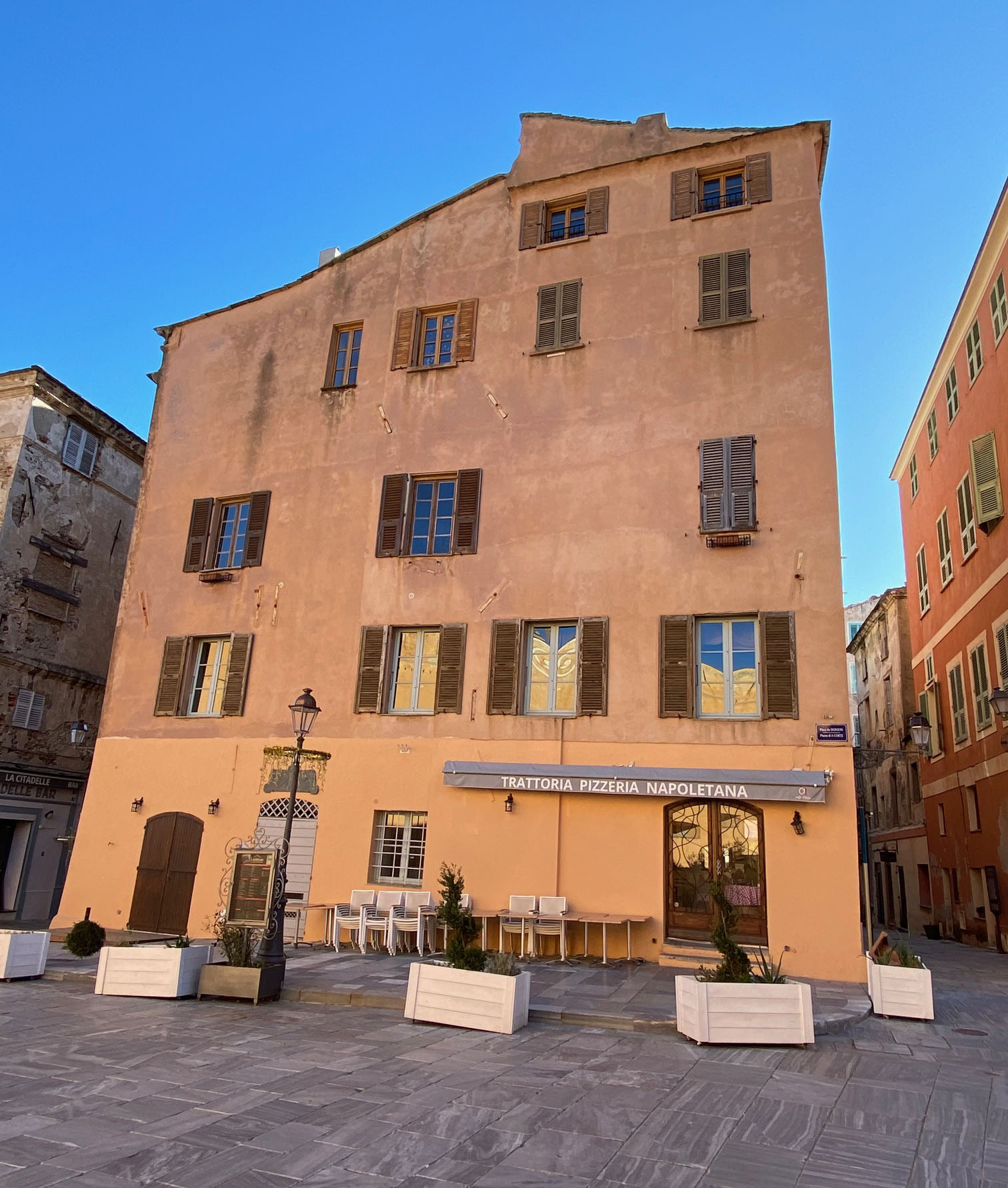
A Casetta

À l'origine c'est une maison appartenant à la famille Taglicarne. Antonio Tagliacarne était originaire de Levanto, sur la riviera ligure. En 1480, il demande à la république de Gênes l'autorisation de construite une vingtaine de maisons autour de la fortification initiale de La Bastìa. C'est ainsi que nait le quartier de Terra Nova. Il deviendra le premier podestat de la ville, de 1488 à 1498.
La maison est appelée « Casetta » à cause de sa petite taille d'origine. Les étages supérieurs ont été rajoutés plus tard. Sous la domination génoise, la Casetta fait office d'hotel de ville. C'est là que se réunissait la « Magnifica Comunità della Bastia », l'équivalent du conseil municipal.

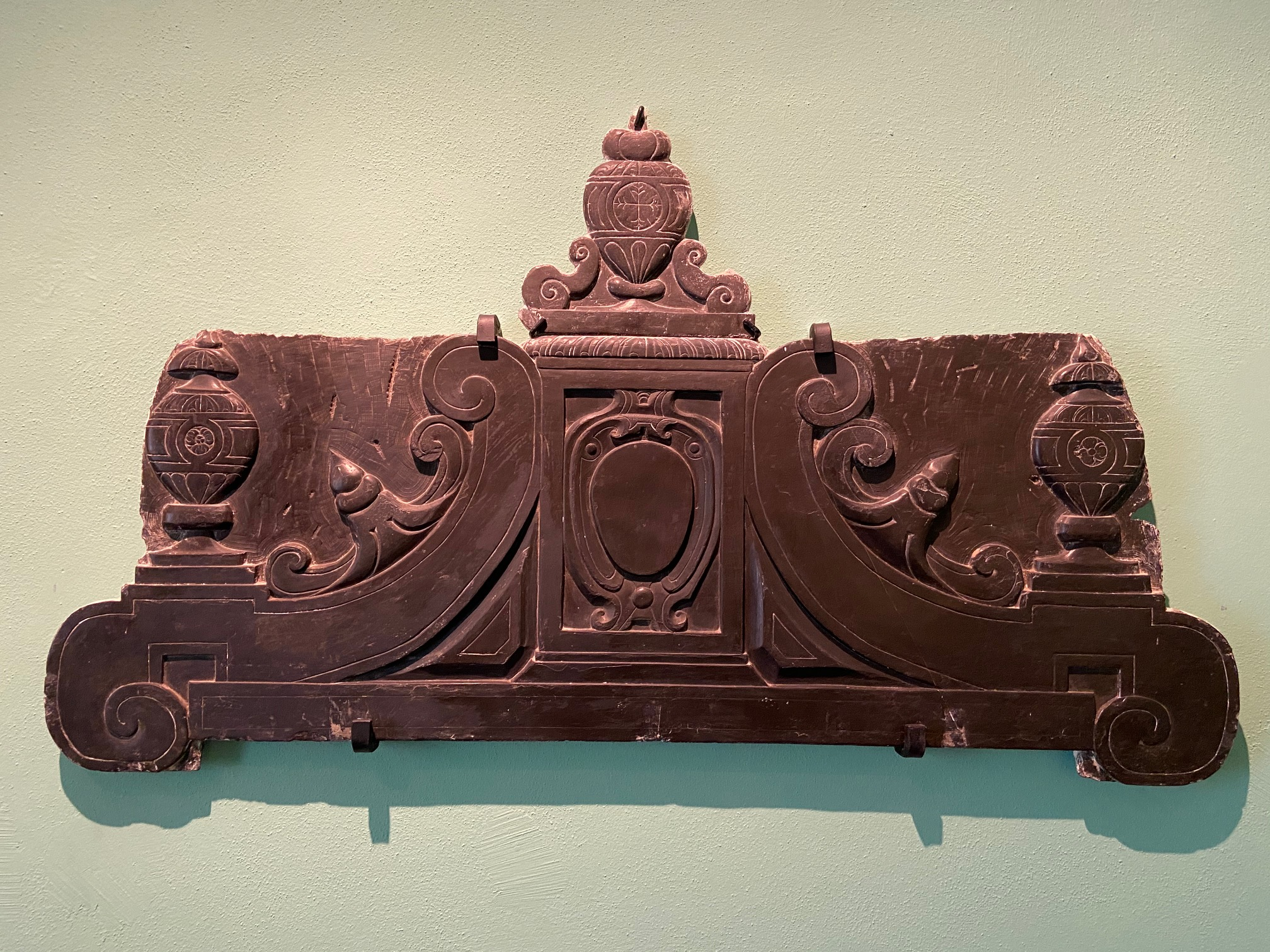
Linteau en ardoise de Lavagna provenant de La Casetta, musée de Bastia

### La maison Zerbi, l'ancien vicariat

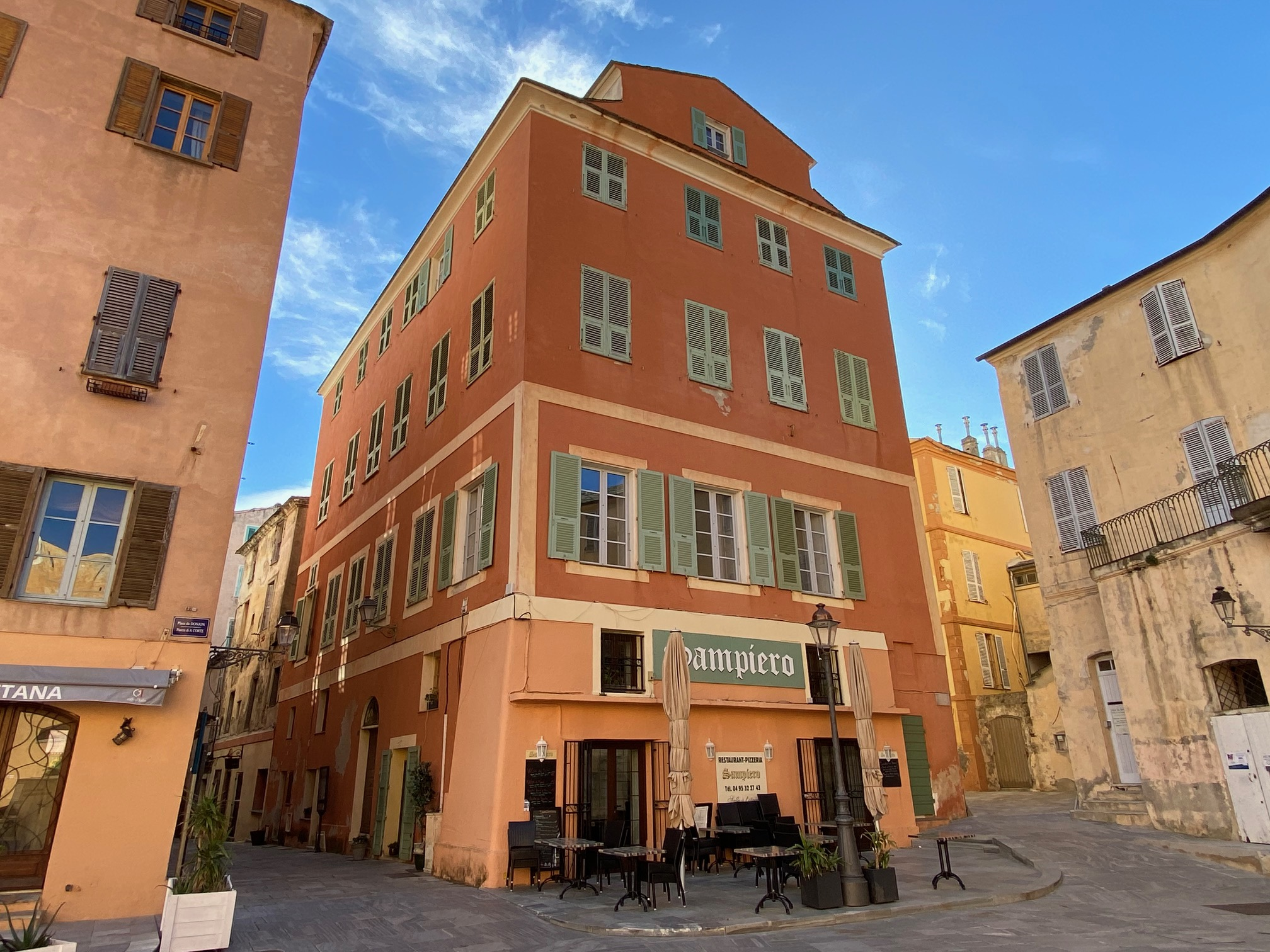
Casa Zerbi

C'était la maison du vicaire du gouverneur. Elle a servi de cour de justice. Elle a aussi donné son nom à la place : Piazza di Corte. Le vicaire était le second personnage le plus important de l'administration génoise, après le gouverneur. Quand le vicariat fut transféré dans l'enceinte du Palais des Gouverneurs, la maison devint propriété de la famille Centurione. Puis elle fut acquise par Paulu Zerbi (1582-1635), qui fut podestat. Il la réhaussa d'un étage et la fortifia, ajouta une tour, une citerne. Elle fut connue alors sous le nom de « Casa Zerbi »,.

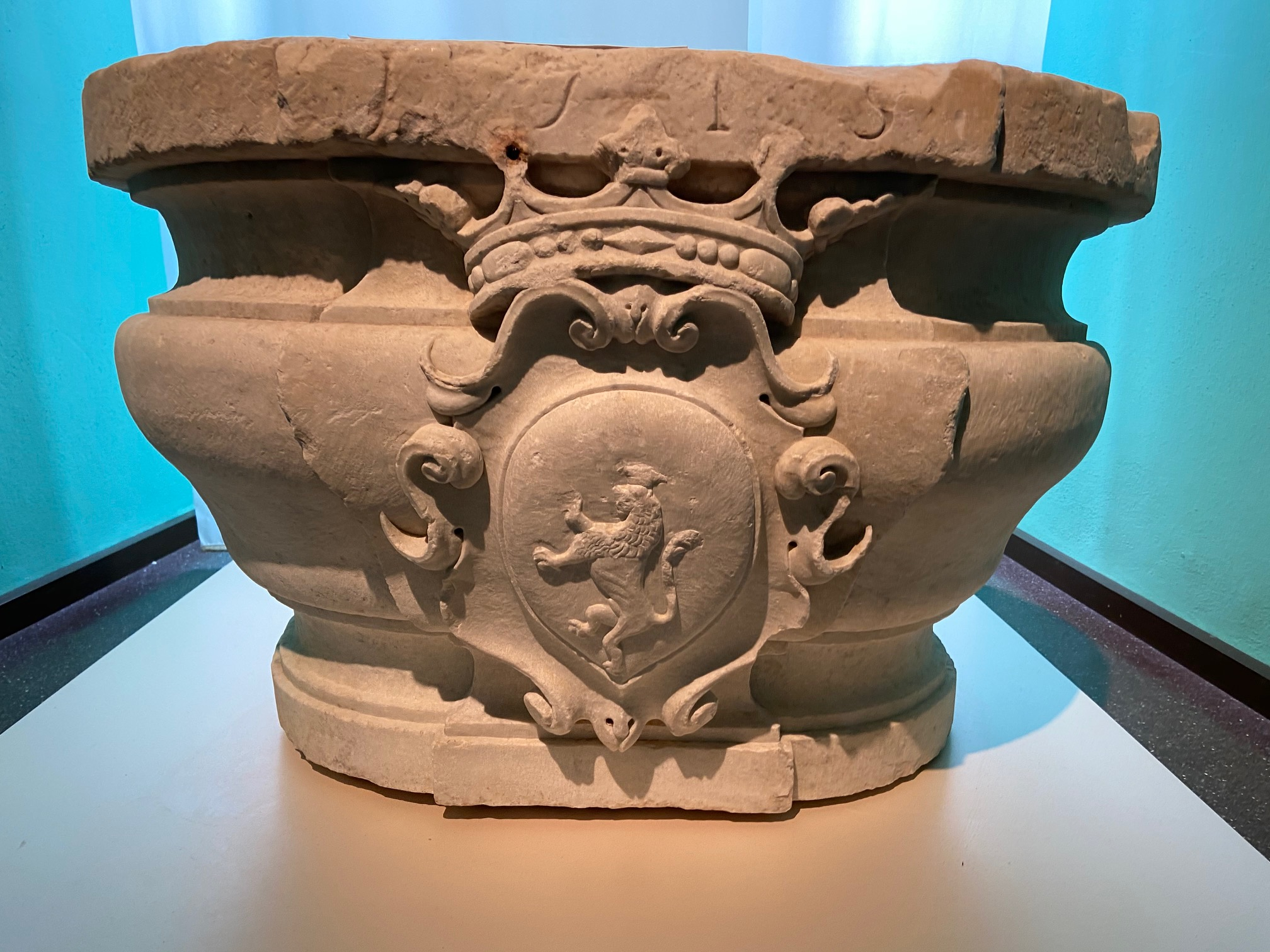
Fontaine en marbre de la famille de Zerbi, musée de Bastia

### Le palais épiscopal

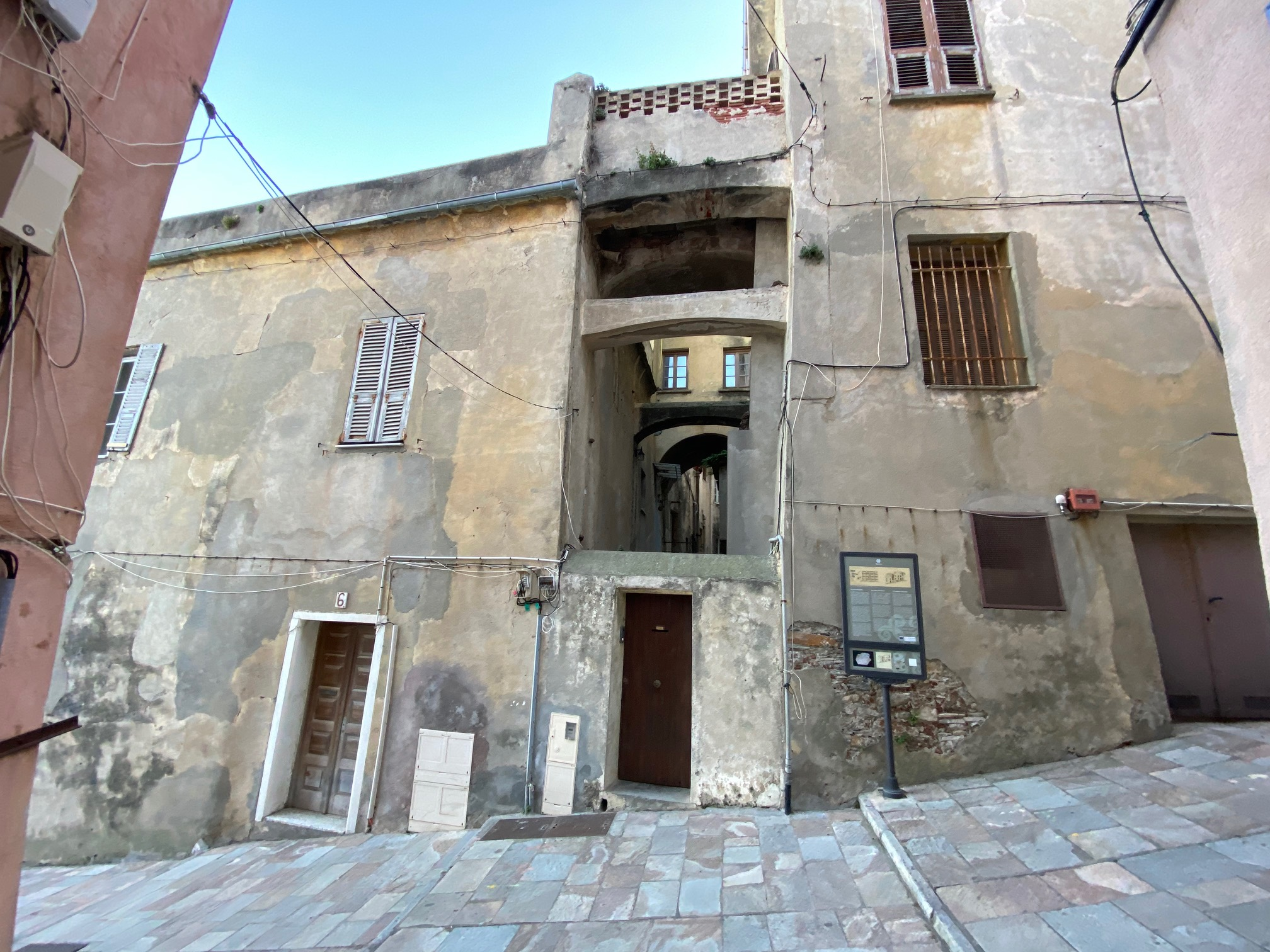
Le palais épiscopal : la façade de la rue de l'Evêché

En corse : U palazzu viscuvile. C'était le lieu de résidence de l'évêque de Mariana. En 1570 le siège est transféré à Bastia. En 1660 Mgr Giustiniani fait l'acquisition de cet ancien couvent qui appartenait aux Turchine, les Turquines. 
Le bâtiment ne laisse à découvrir que sa façade sobre et austère. Elle était décorée d'un fronton de marbre blanc qui portait les armoiries de la famille Giustiniani. Il a été cassé à la Révolution et on peut le voir aujourd'hui au musée de Bastia.
Le palais s'étend en profondeur mais les rues sont aujourd'hui bouchées. On dénombrait 32 pièces, dont certaines richement décorées. 
Après la Révolution le palais est abandonné. Il a été récupéré par l'armée. Il a servi de résidence aux officiers du Génie militaire.

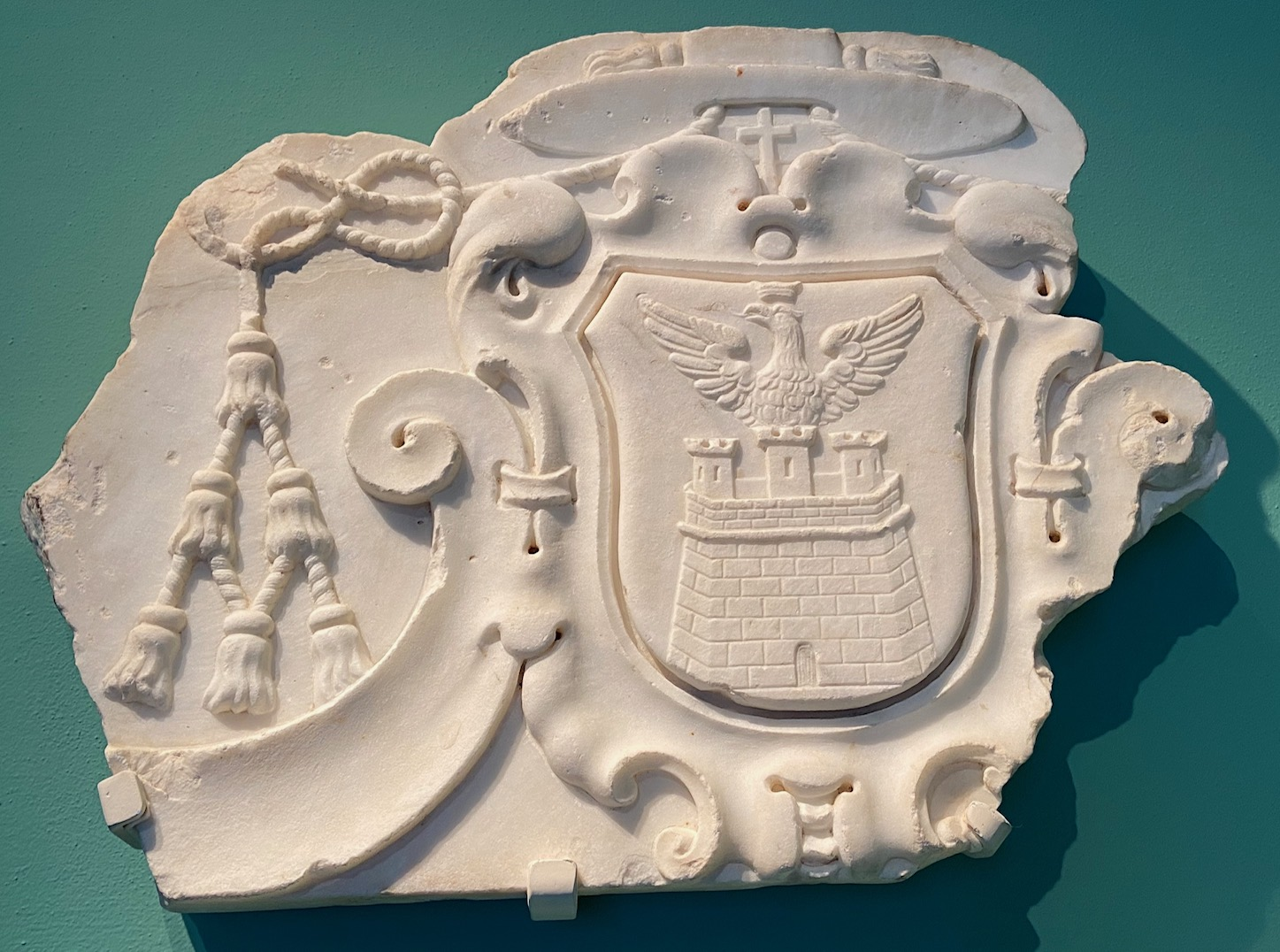
Armoiries de l'évêque Fabrizio Giustiniani, 17e siècle, musée de Bastia. Marbre sculpté provenant du palais épiscopal, situé à la Citadelle.

## Édifices religieux

### La cathédrale Santa Maria

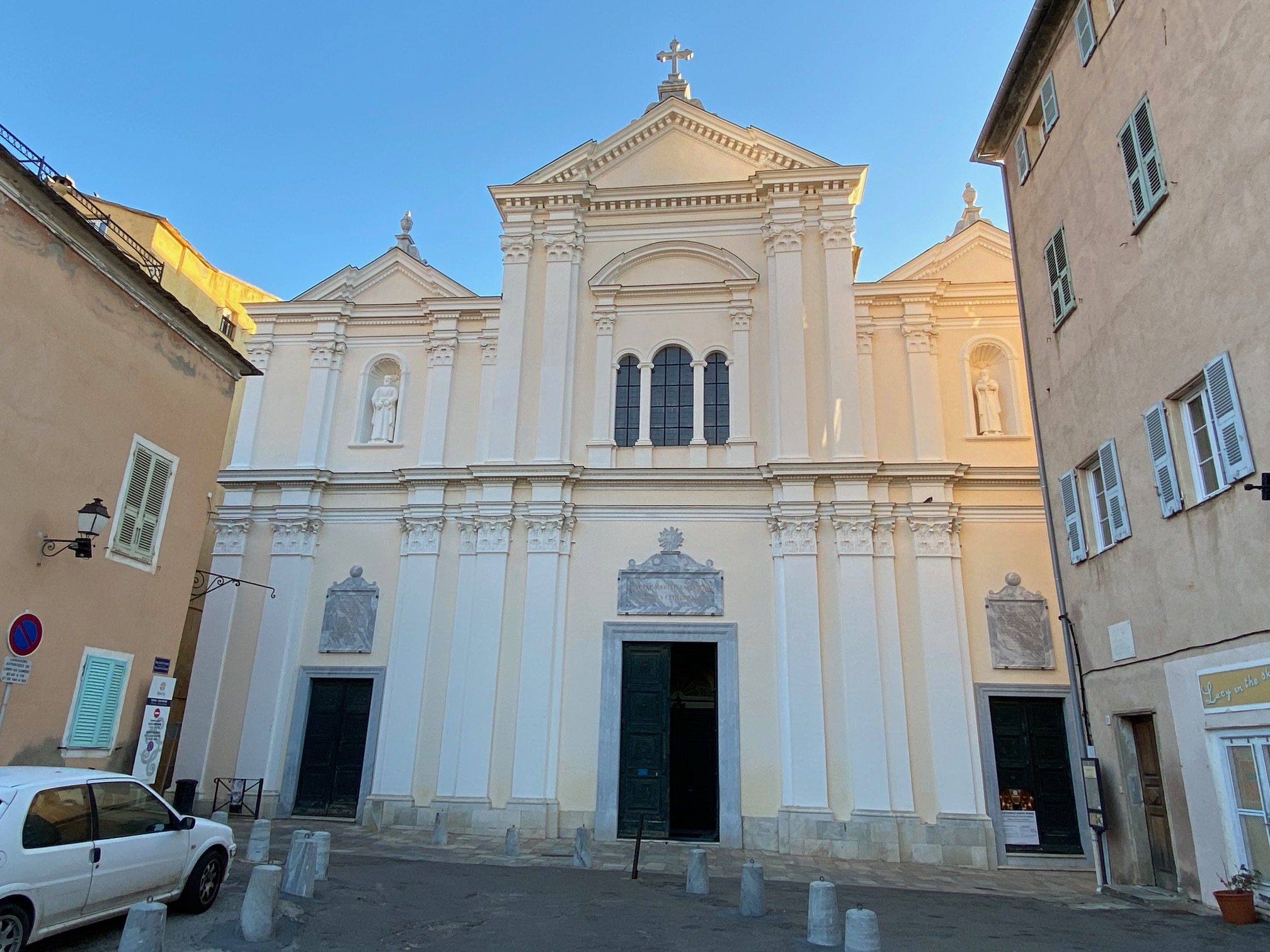
Santa Maria Assunta

En 1570, le siège de l'évêché de Mariana est transféré à Bastia. La nouvelle cathédrale est construite à l'emplacement d'une ancienne église qui a été rasée, appelée Santa Maria della Consolazione. Elle prenait appui sur un rocher, d'où son autre nom : Santa Maria l'Arrimbata. La construction débute en 1604 et durera quinze ans. Le campanile a été construit en 1620.
L'édifice est de style baroque. La façade, entièrement refaite au XIXe siècle est de style néoclassique. Son intérieur aux trois nefs richement décorées sont un exemple de baroque aux XVII et XVIIIe siècles. 
Les orgues du XIXe siècle sont l'œuvre des frères Serassi de Bergame. 
Parmi les nombreux tableaux, on peut admirer une Assomption de la Vierge par Leonoro d'Aquila de 1512. C'est le plus ancien tableau de Bastia.
La cathédrale est classée monument historique en 1999.

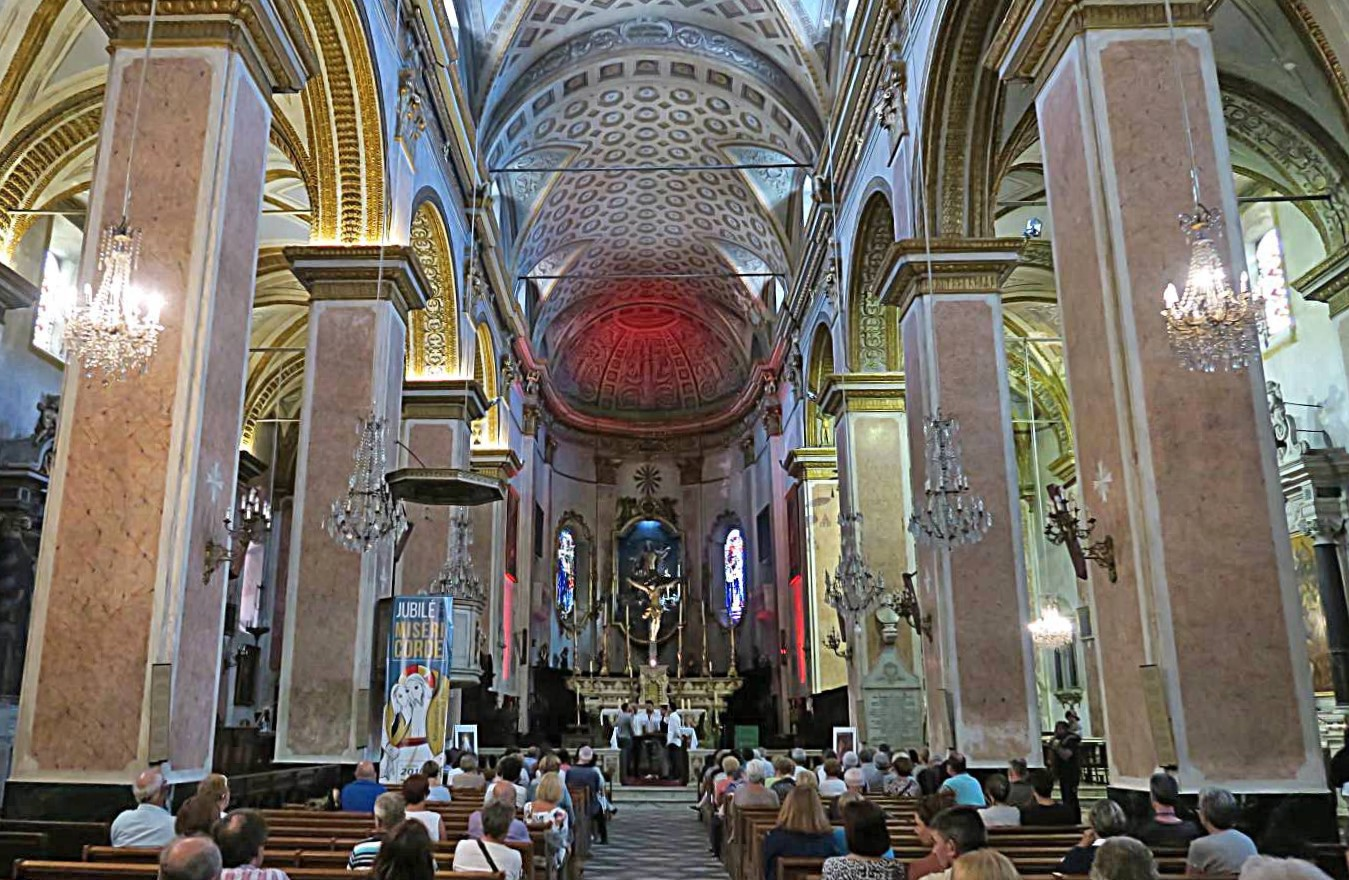
Le riche décor intérieur de la cathédrale Santa Maria

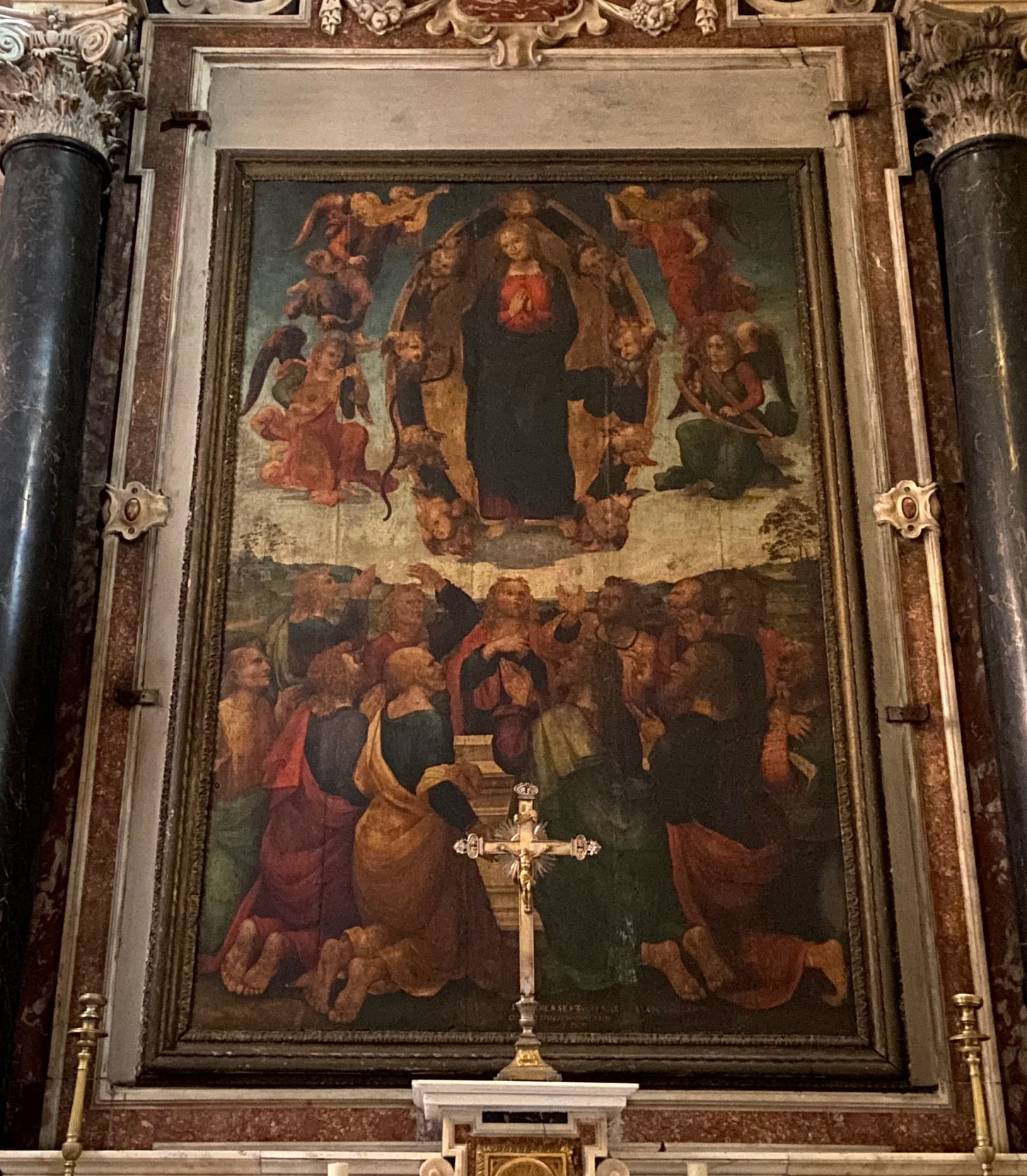
L'Assomption de la Vierge par Leonoro dell'Aquila (XVIe siècle)

On peut y voir une statue de la Vierge de 200 kilos. Elle est l'œuvre d'un orfèvre siennois, Gaetano Macchi, qui l'a réalisée au XIXe siècle grâce aux dons des Bastiais. 

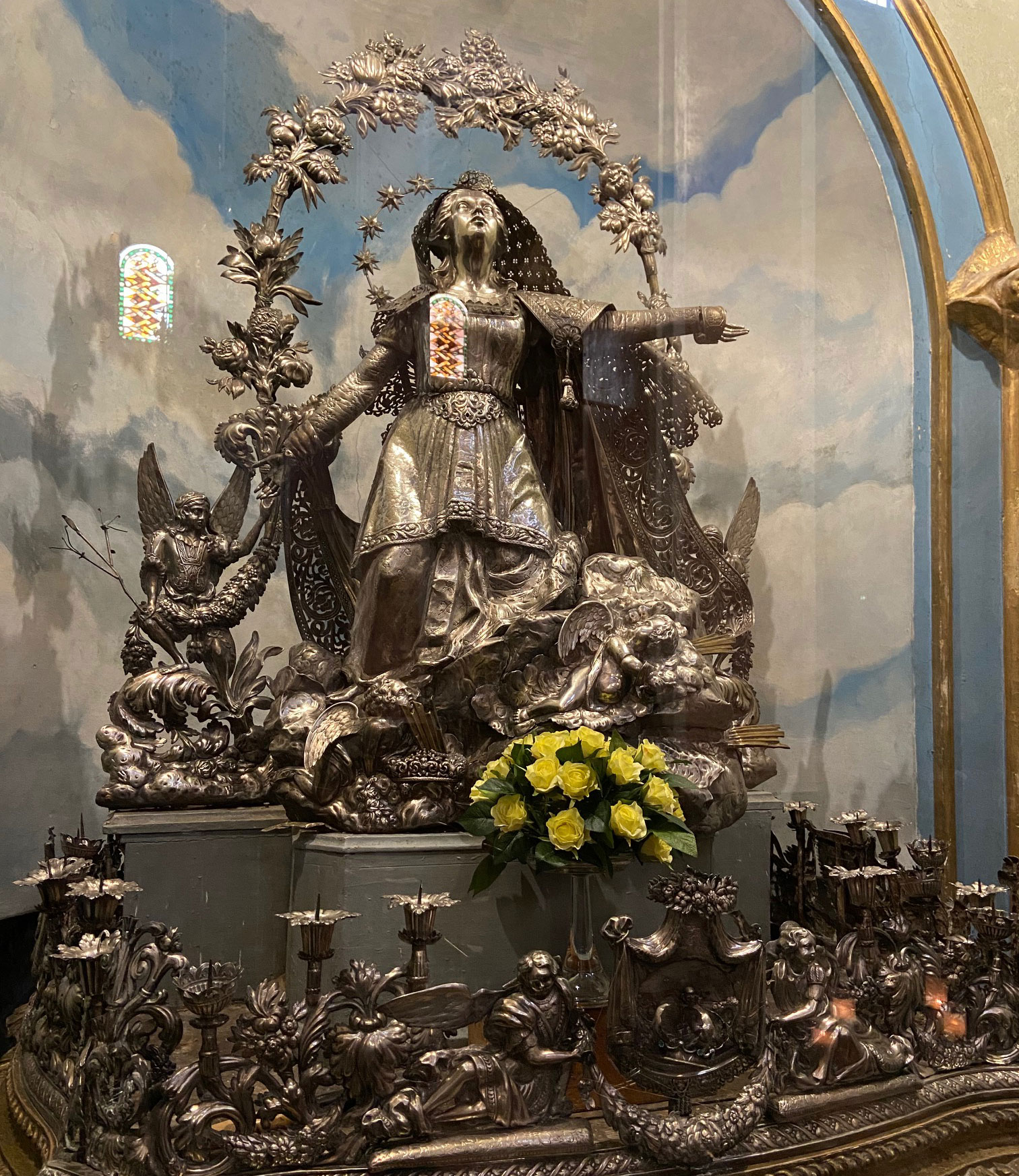
La statue de la Vierge d'argent, œuvre de l'artiste Gaetano Macchi (XIXe siècle)

### L'oratoire Santa Croce
La confrérie de Sainte Croix, Santa Croce en corse est la plus ancienne de Bastia. Son origine est connue au début du XVe siècle. Elle fait bâtir en 1542 une chapelle sur un terrain appartenant à la basilique Saint Jean de Latran, à Rome. L'édifice actuel a été construit en 1600.
On peut y voir à l'intérieur le Très Saint Crucifix des Miracles, le Christ noir, u Cristu negru. Il aurait été découvert en mer en 1428 par deux pêcheurs bastiais.

L'oratoire a été endommagé lors du bombardement de la flotte anglaise en 1745. Le riche décor intérieur laisse à découvrir des stucs dorés, réalisés entre 1758 et 1775 par des artistes ligures et corses.

L'oratoire Sainte Croix
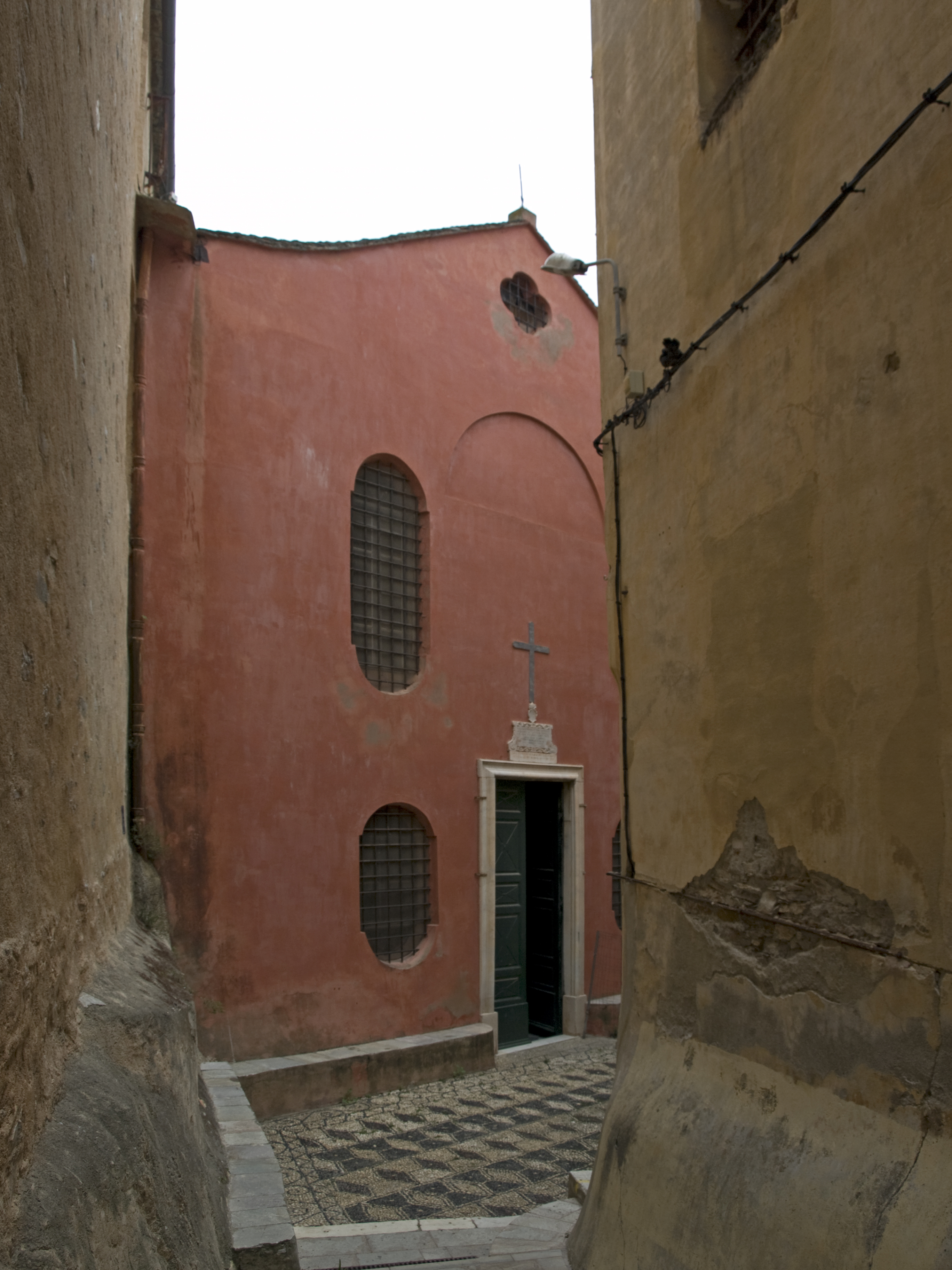
La porte sud
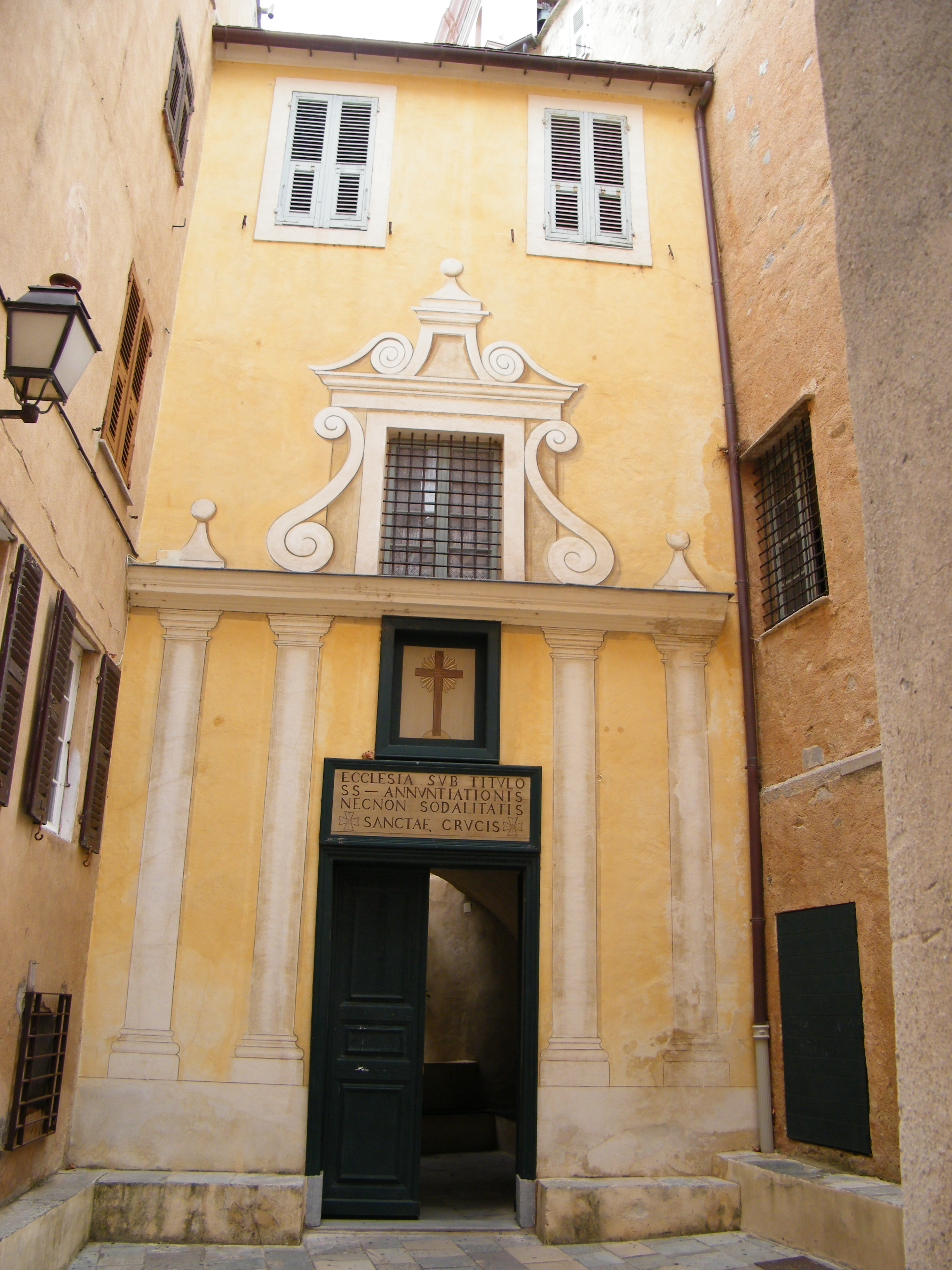
La porte nord
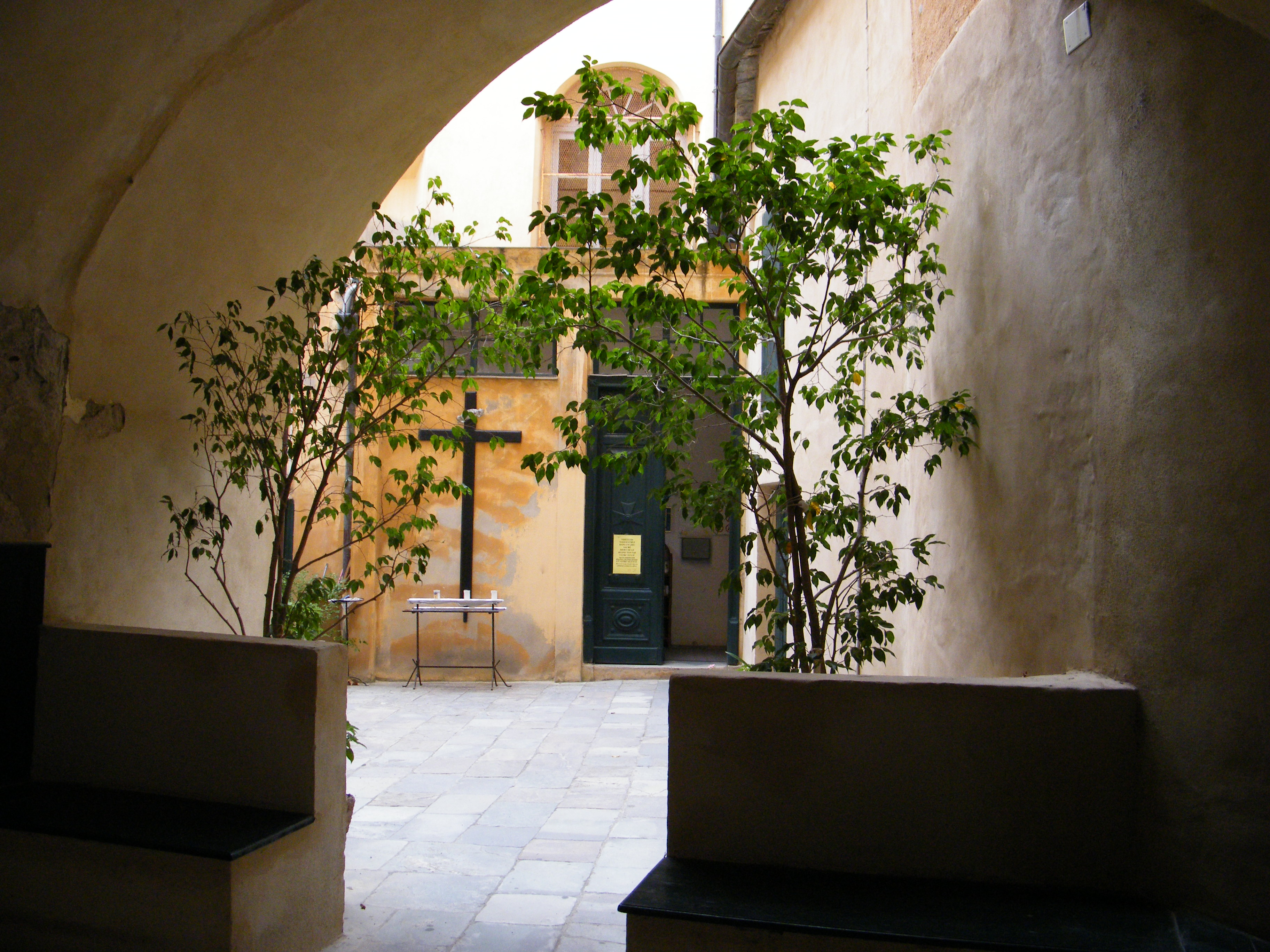
Le patio
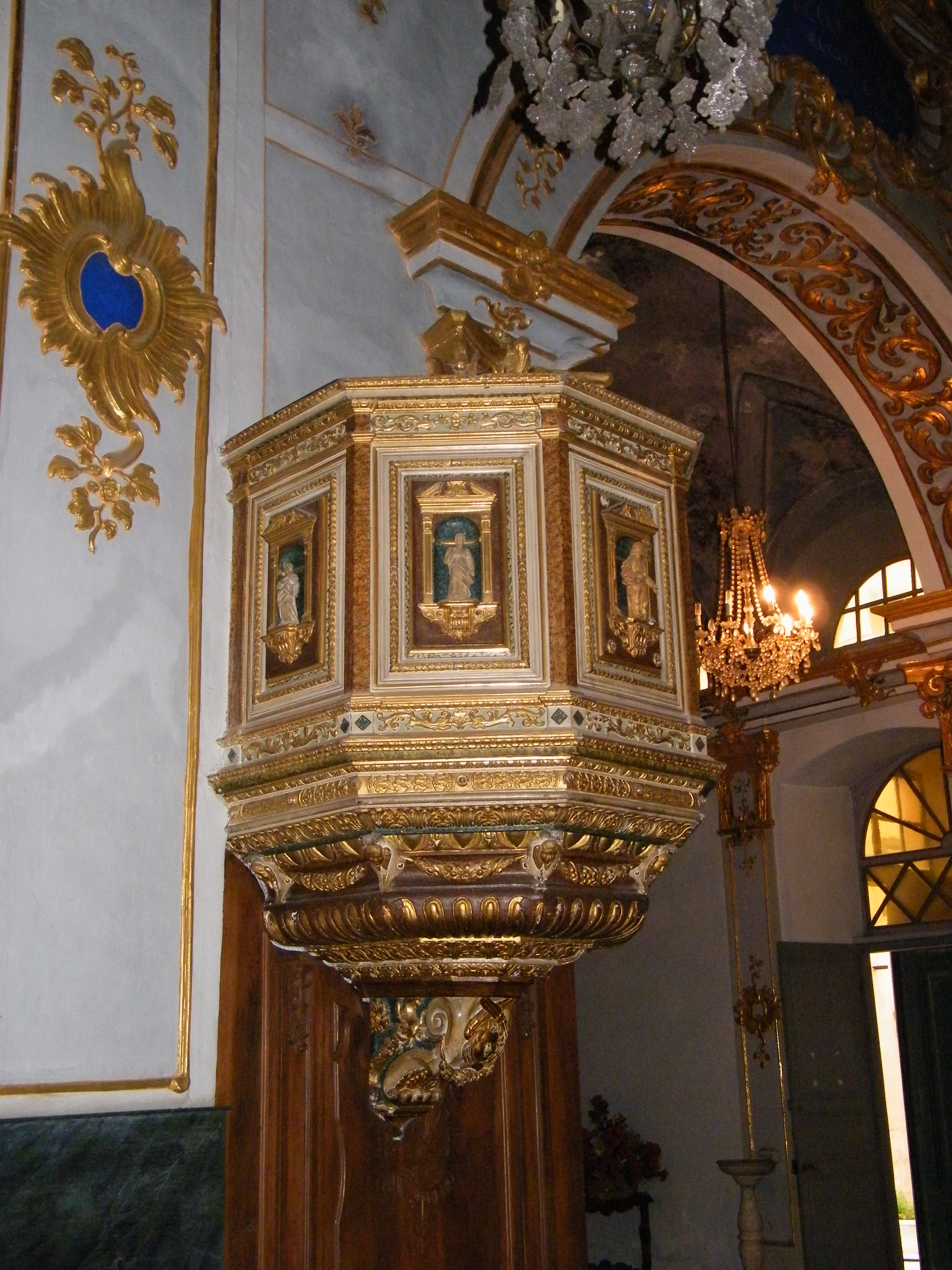
La chaire
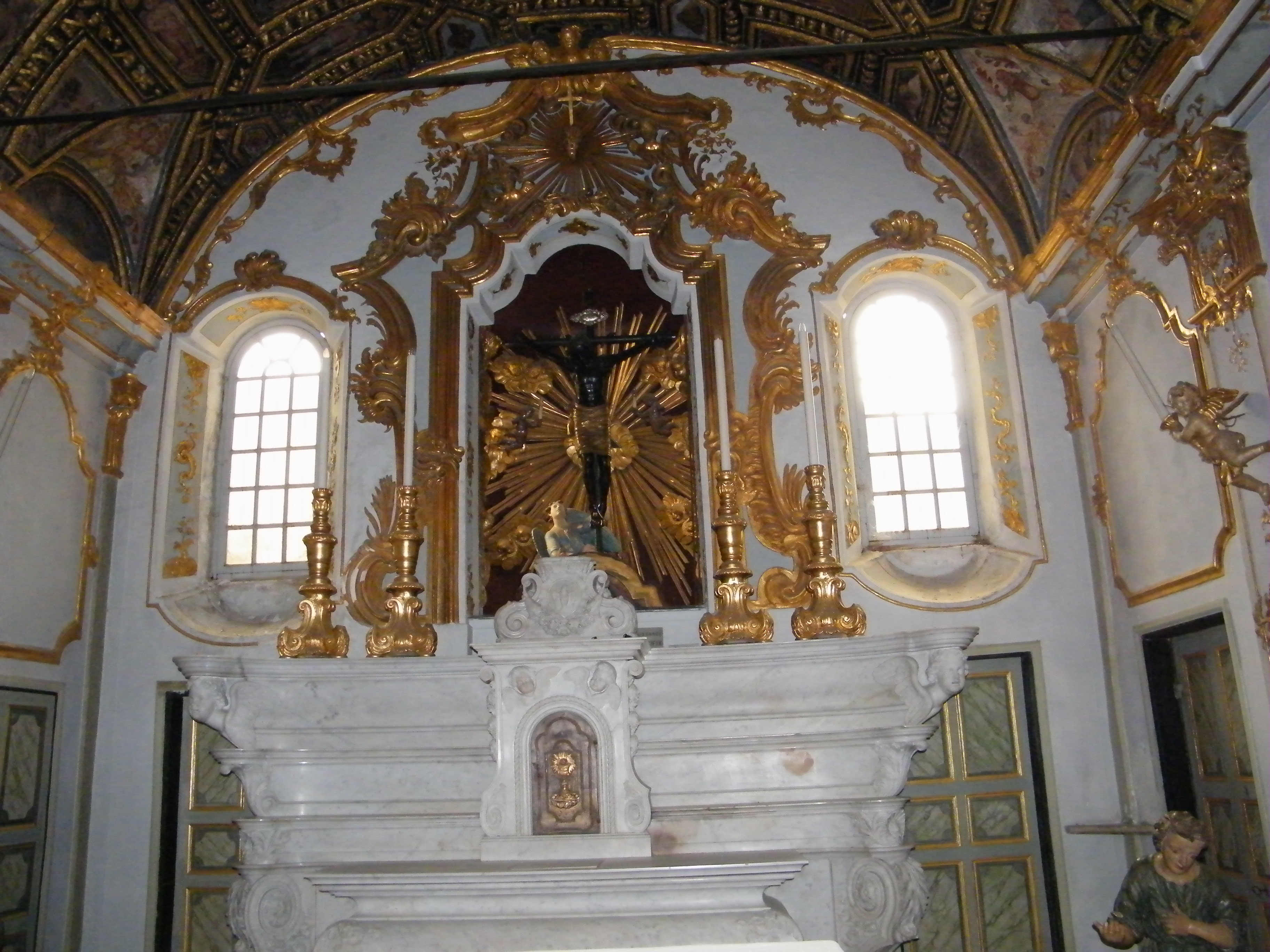
Le maître-autel

### Le couvent Sainte-Claire

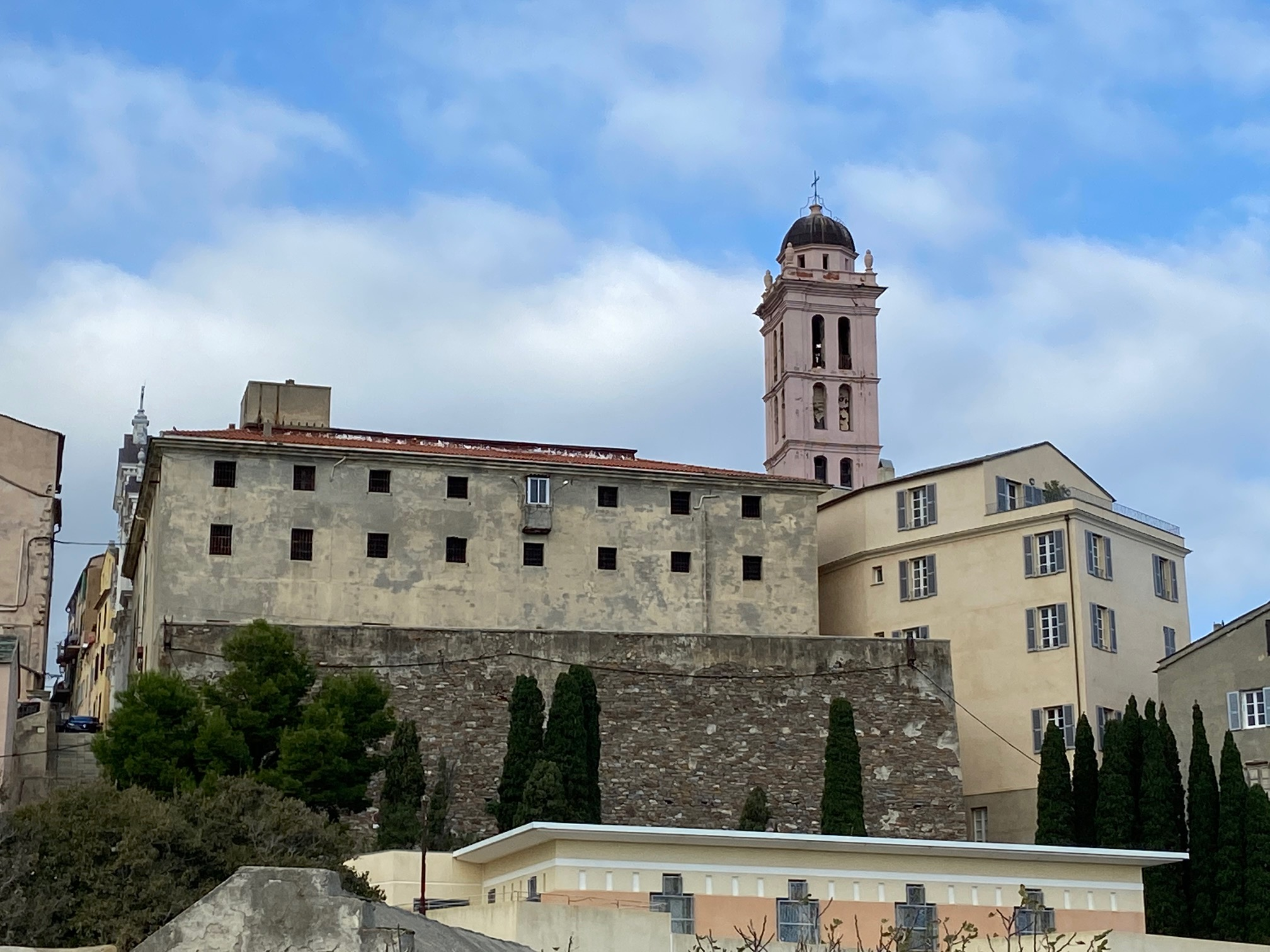
L'ancien couvent, puis prison Santa Chjara

Le couvent Sainte-Claire, Santa Chjara, appelé aussi couvent des Clarisses a été édifié en 1600. Sur la marche d'entrée se trouvait gravée l'inscription tirée d'un vers de Dante : « Lasciate ogni sperenza, o voi ch'entrate » (« Abandonnez tout espoir, vous qui entrez »). Une fois par an le gouverneur était reçu au couvent, le jour de la Sainte-Claire. 
Le couvent fut désaffecté à la Révolution et récupéré par l'armée. En 1817, il devient prison jusqu'en 1993, date de l'ouverture du centre pénitentiaire de Borgu. Il appartient aujourd'hui à un privé. Le couvent est totalement désaffecté.

## Les bastions génois
Les Génois ont édifié les premières fortifications en 1480. Puis ils ont entièrement reconstruit les remparts entre 1575 et 1626 . À l'intérieur de la citadelle on dénombrait six bastions :

### Le bastionSan Giovanni(en corse San Ghjuvanni)

Le bastion San Ghjuvanni
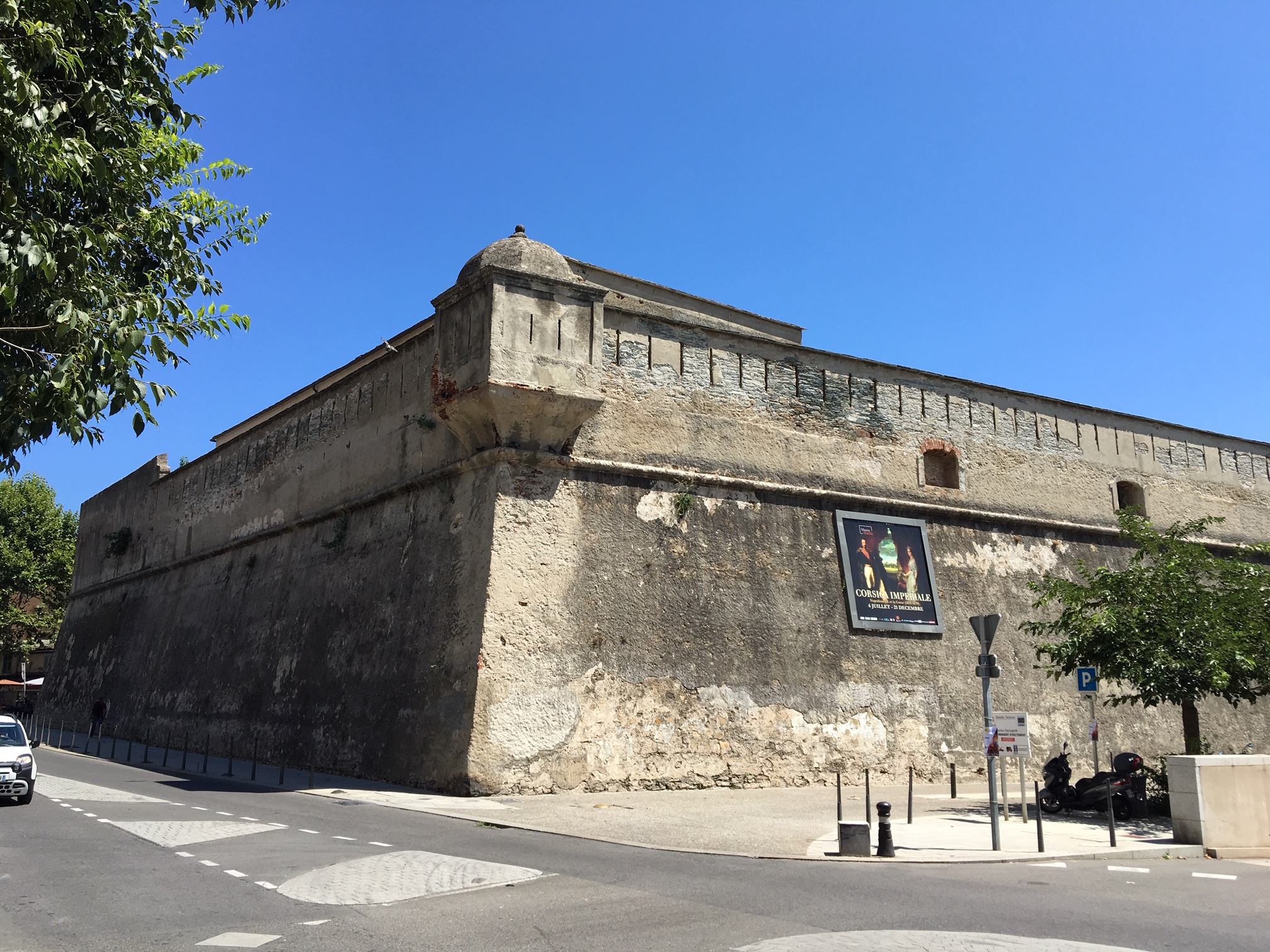
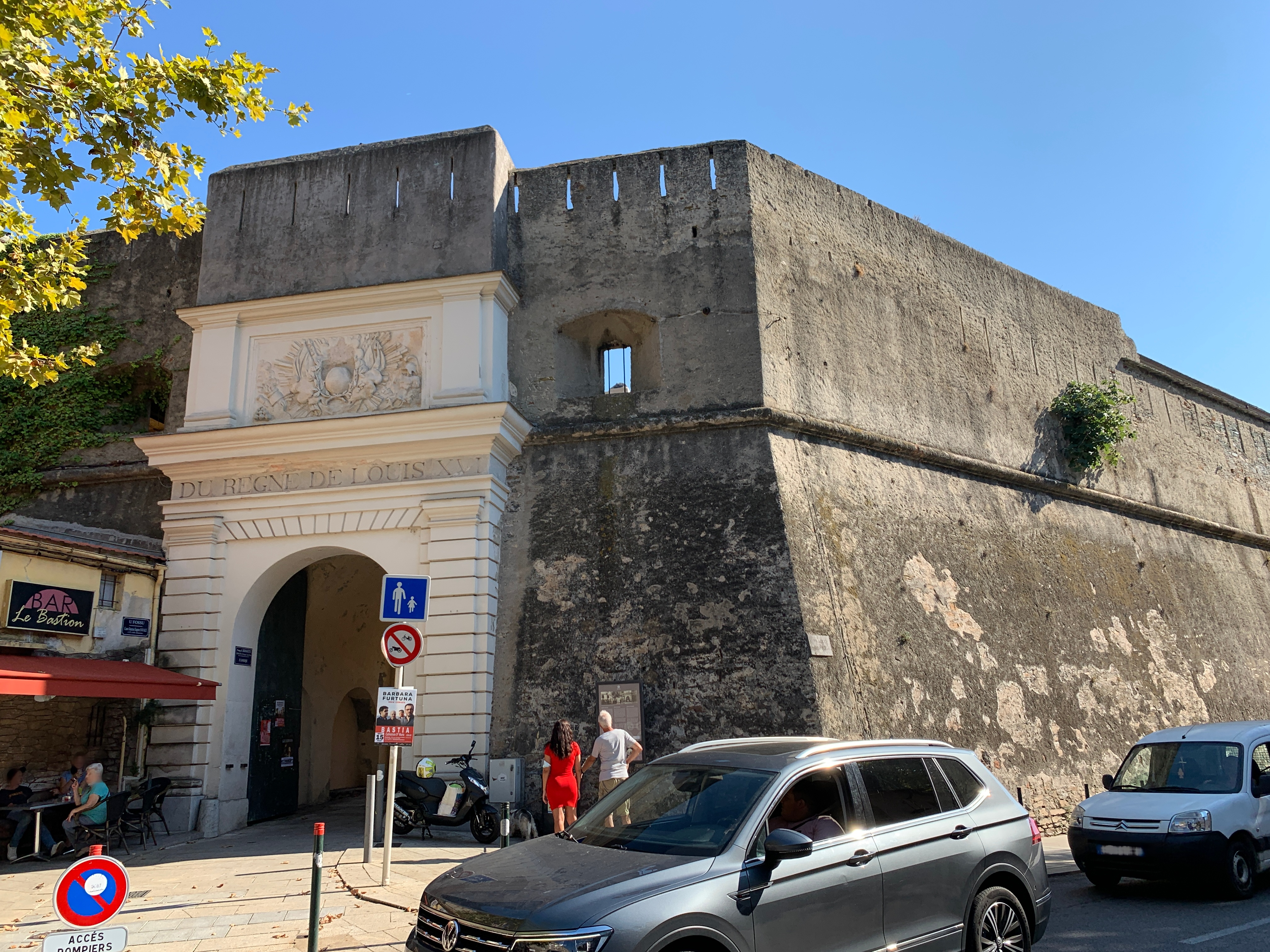
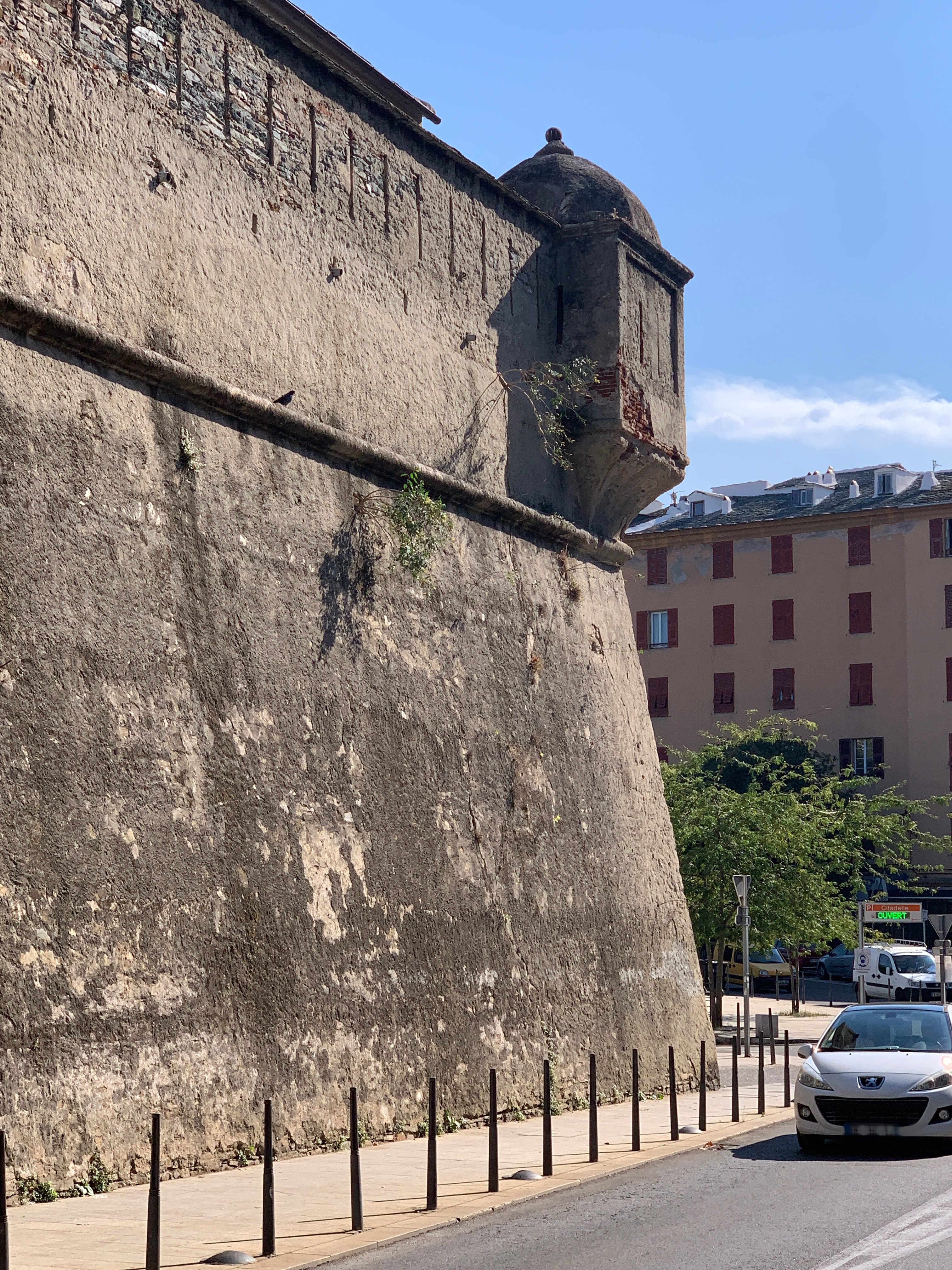

### Le bastionsSan Carlo(San Carlu)
C'est le bastion nord de la Citadelle. Il longe le cours Favale, la descente de la Gabella et surplombe le jardin Romieu. Il doit son nom à une ancienne église, appelée San Carlu, située aux pieds des remparts. Il n'en reste plus rien, elle a été détruite par les Génois.

Le bastion San Carlu
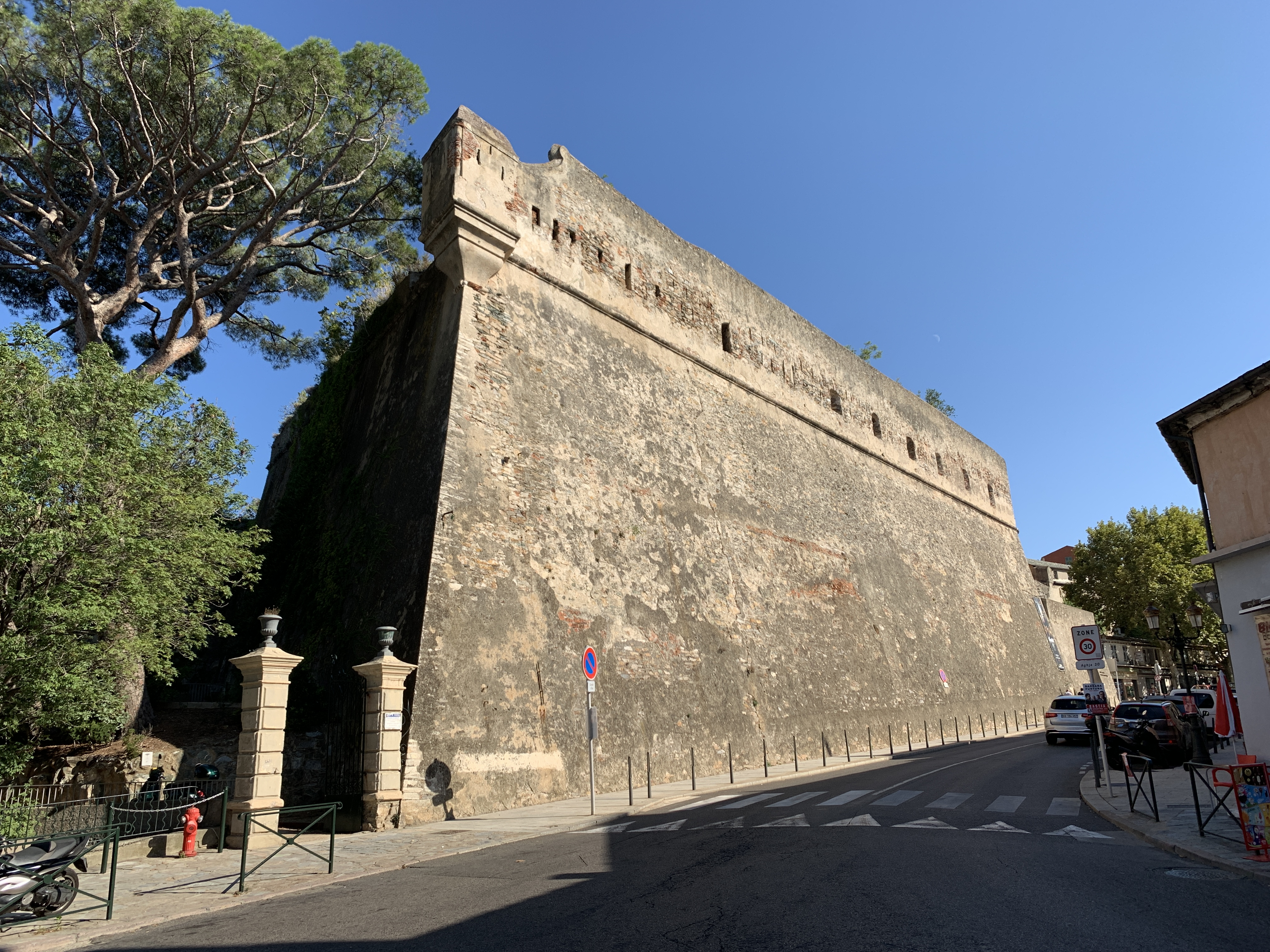
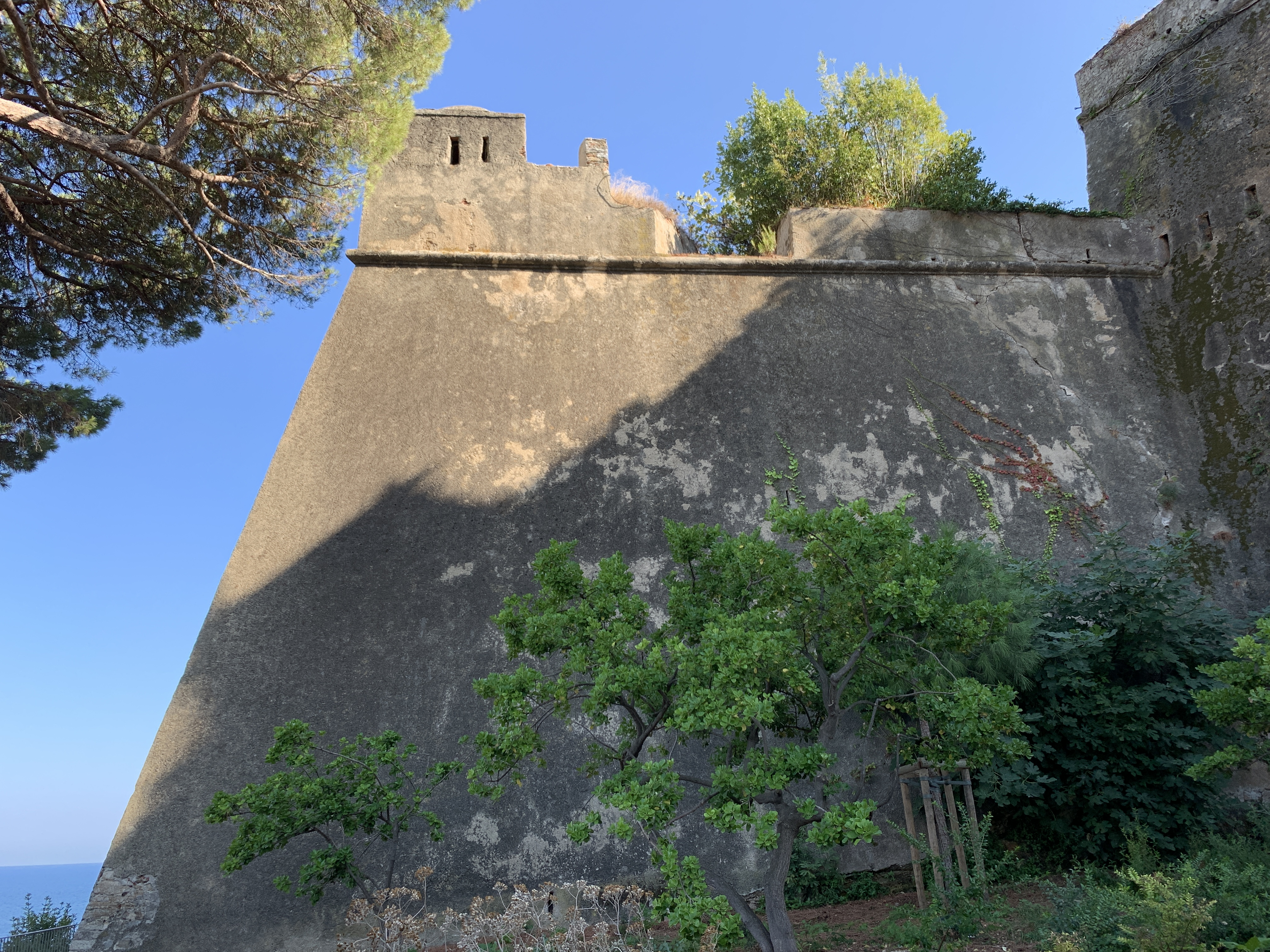
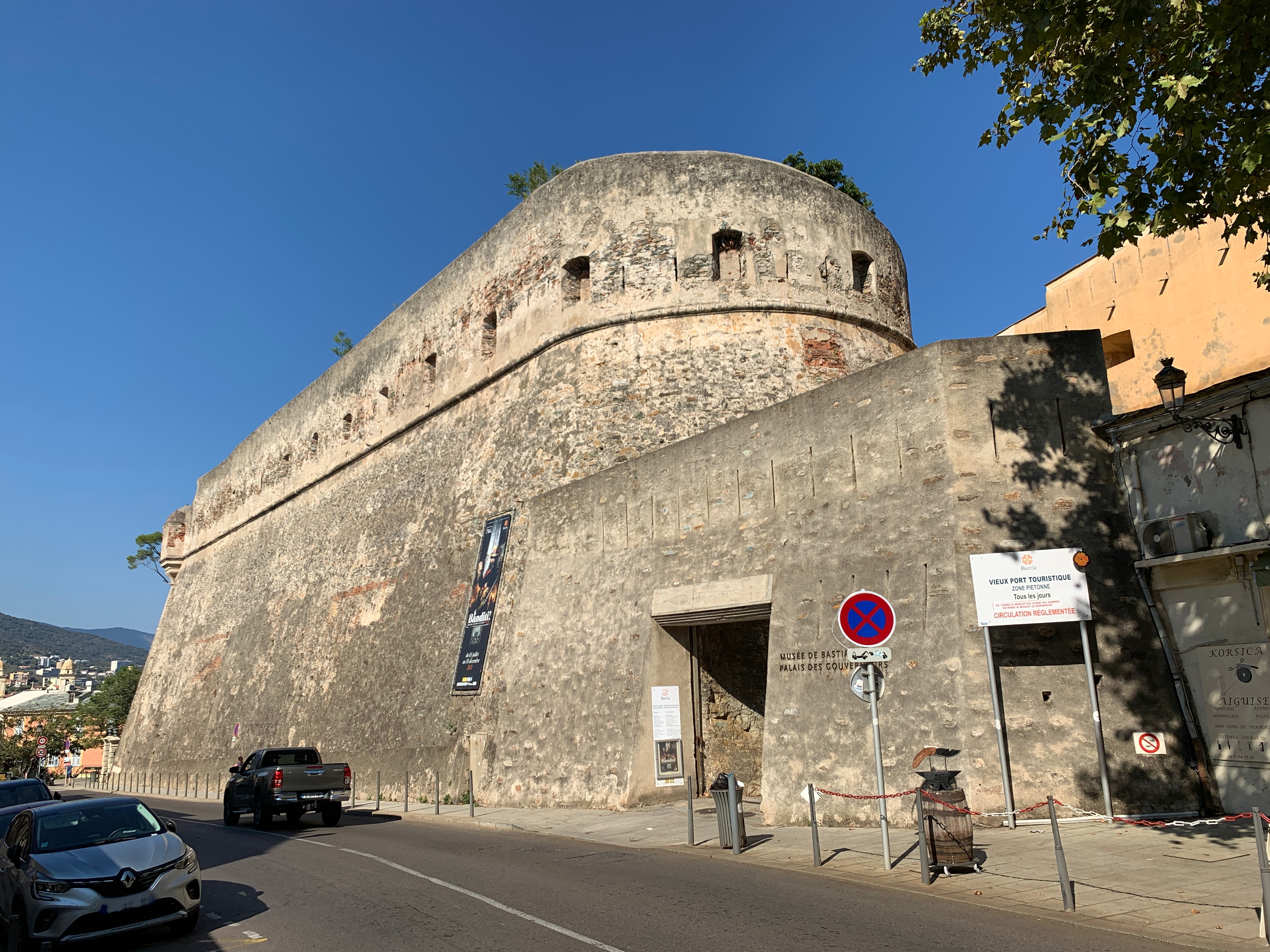

### Le bastionSanta Maria
C'est le bastion sud de la Citadelle de Bastia. Il est situé en face de la cathédrale Sainte-Marie, d'où son nom.

Le bastion Santa Maria
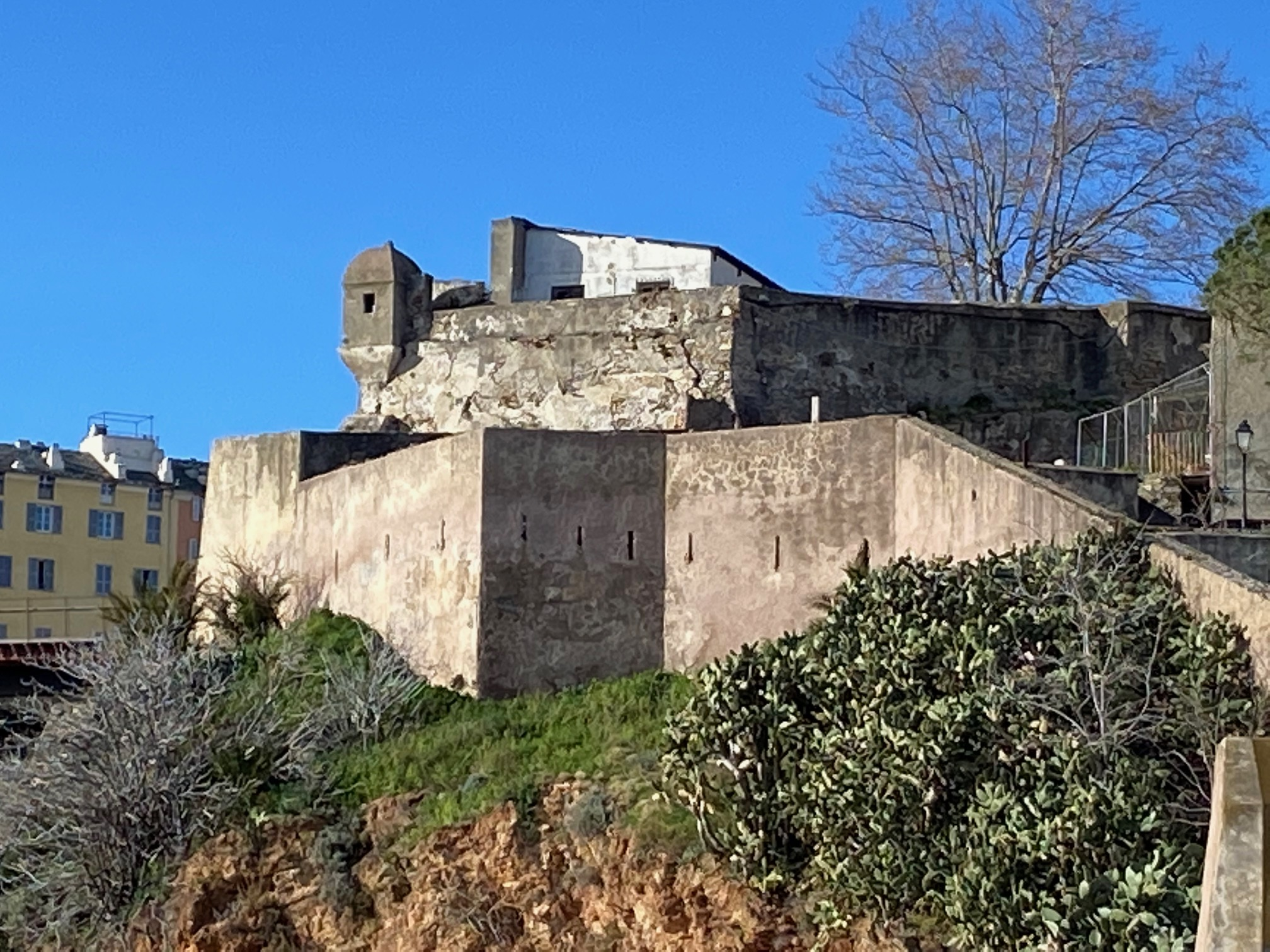
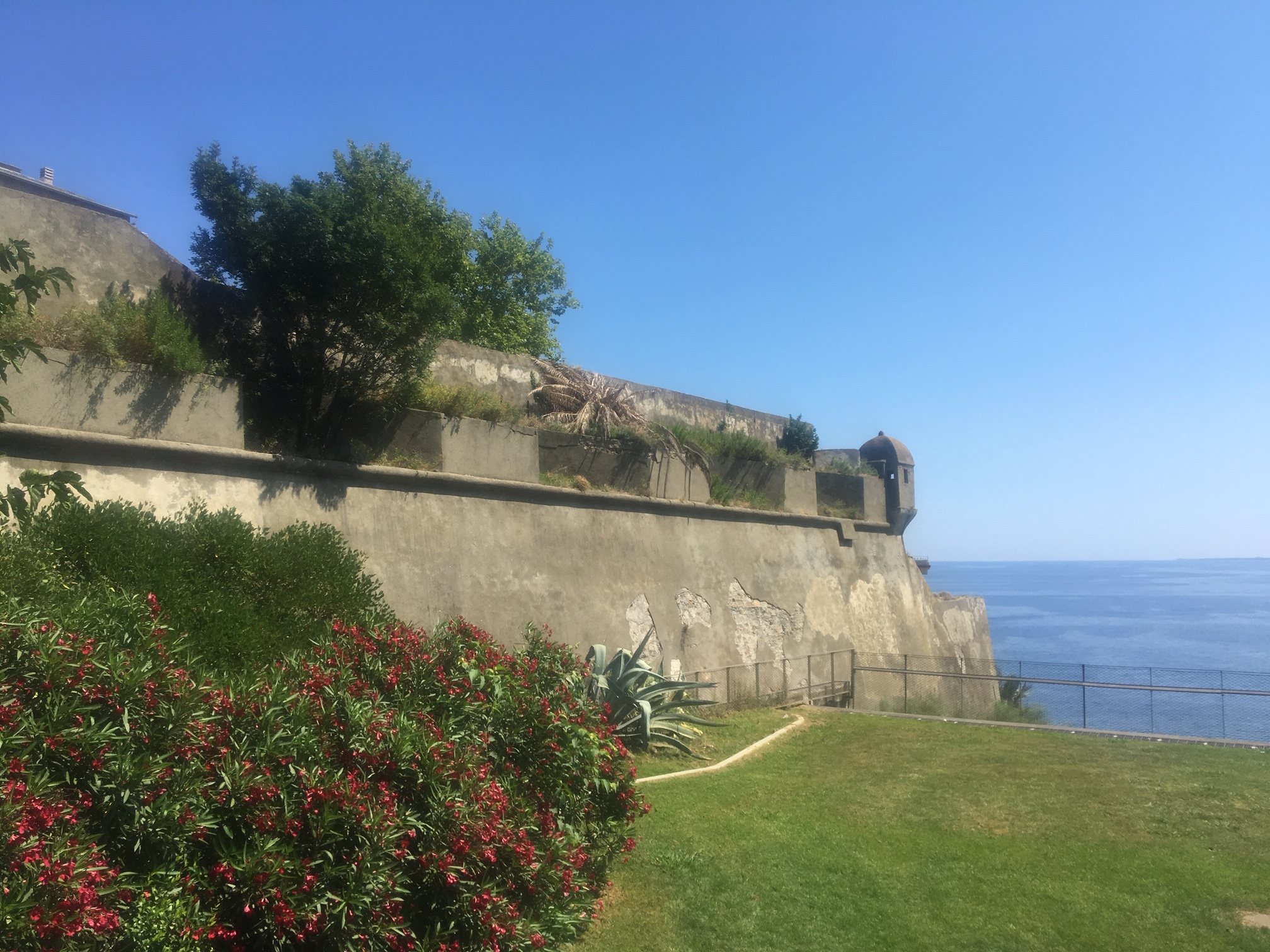
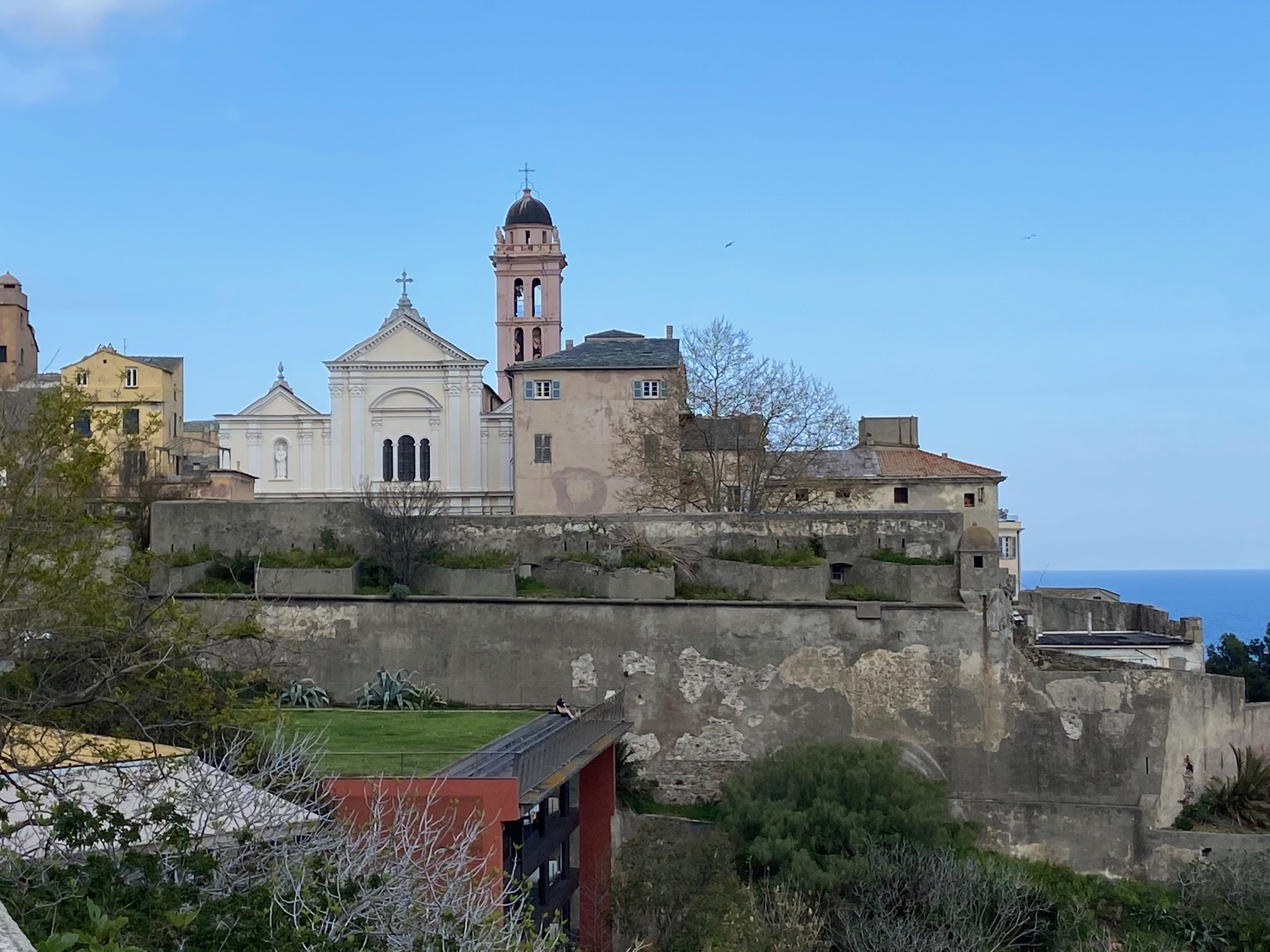

### Le bastionSan Gerolamo
Le bastion San Gerolamo surplombe le jardin Romieu, du côté sud du Vieux-Port de Bastia.

Le bastion San Gerolamo
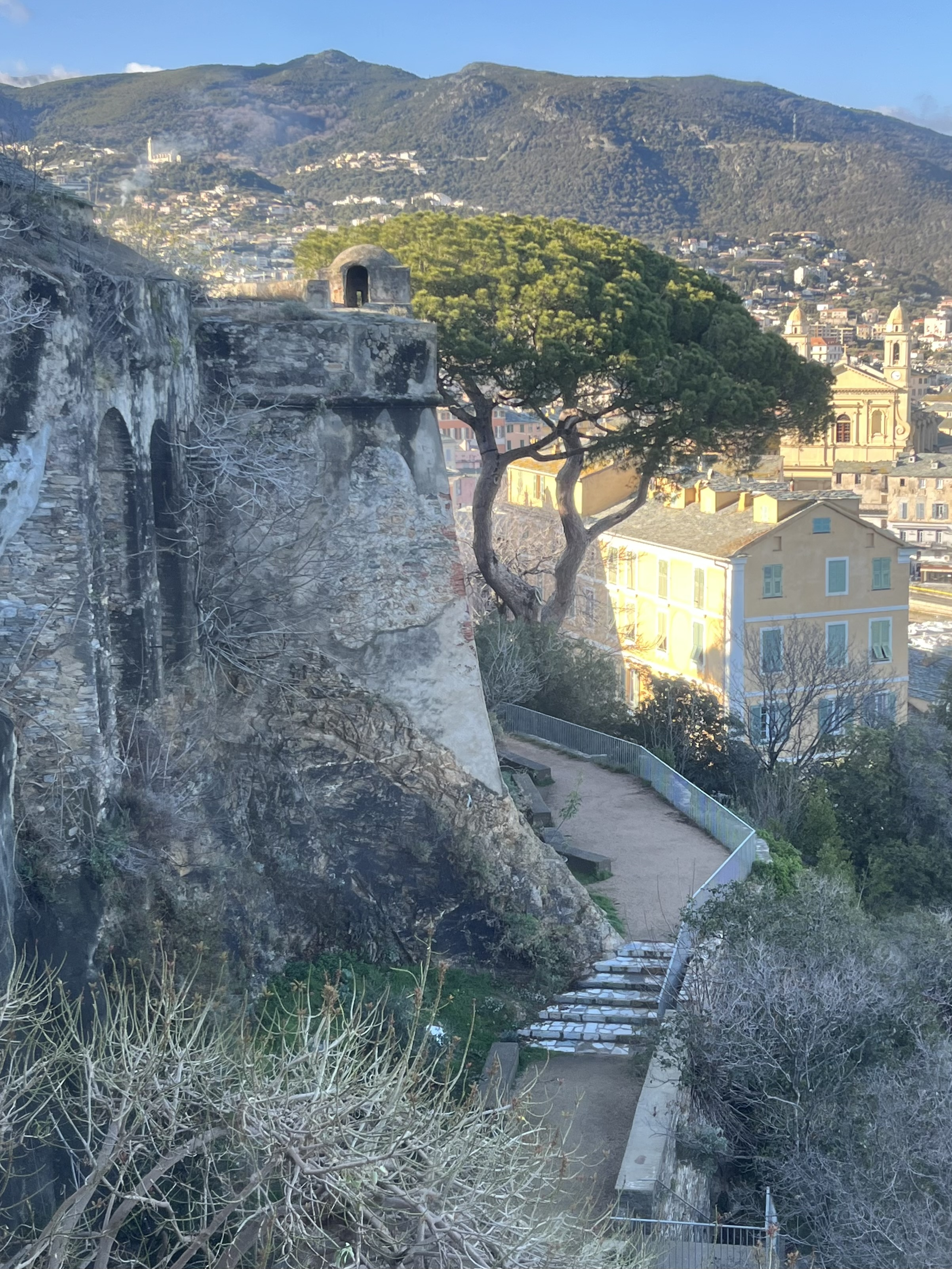
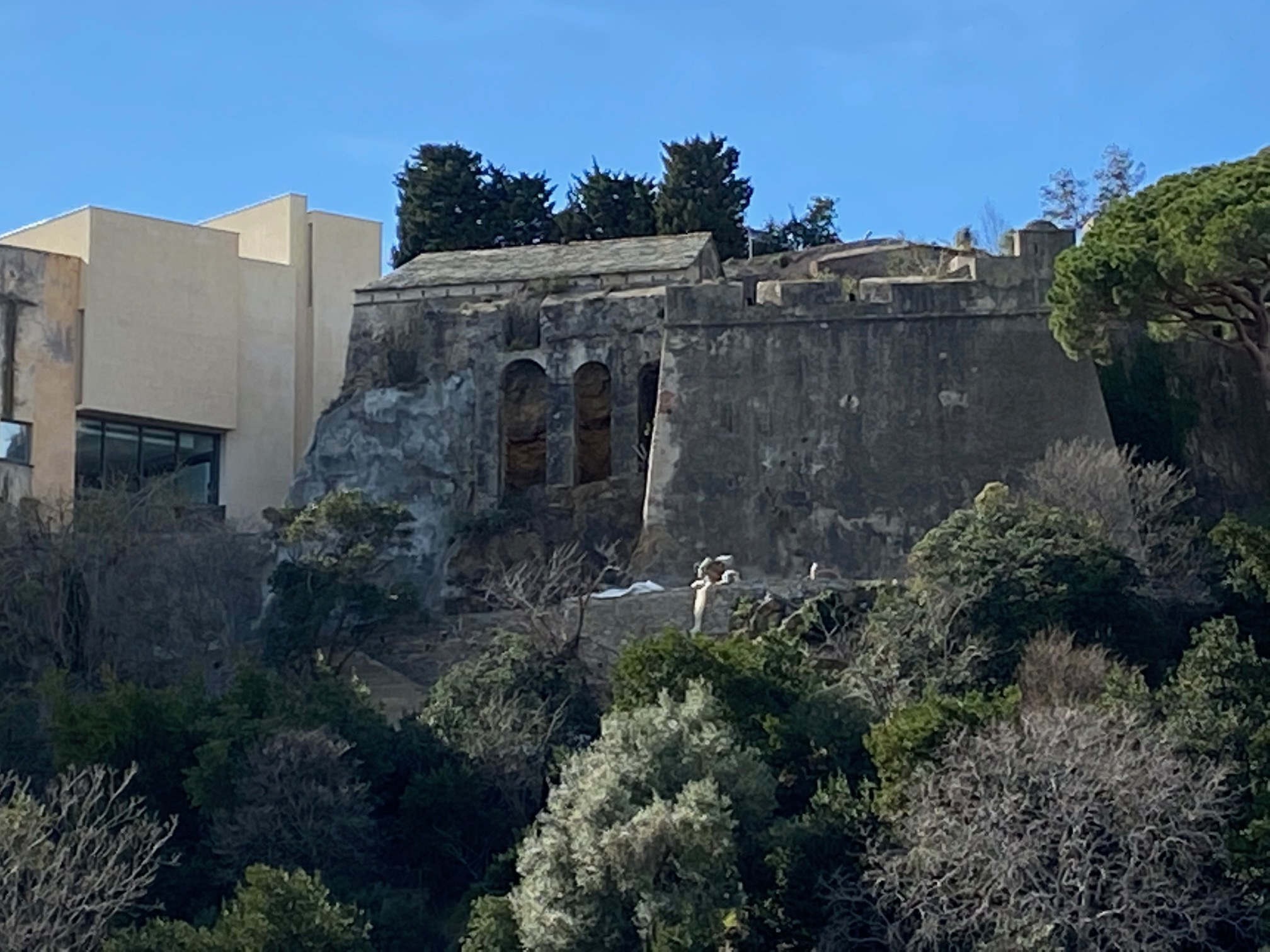

### Le bastion du Dragon (U Tragone)
C'est le bastion est de la Citadelle.

Bastion di u Tragone
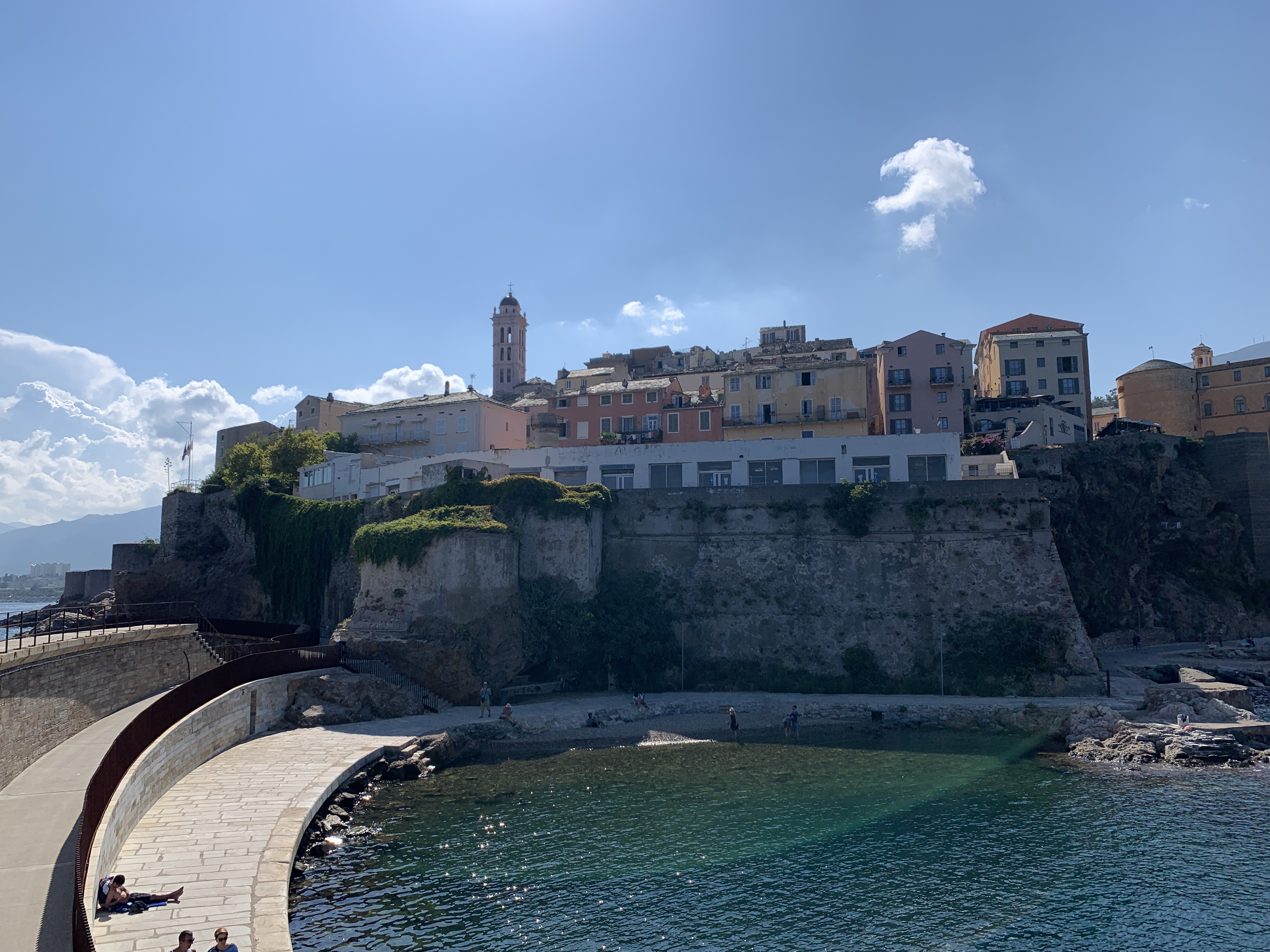
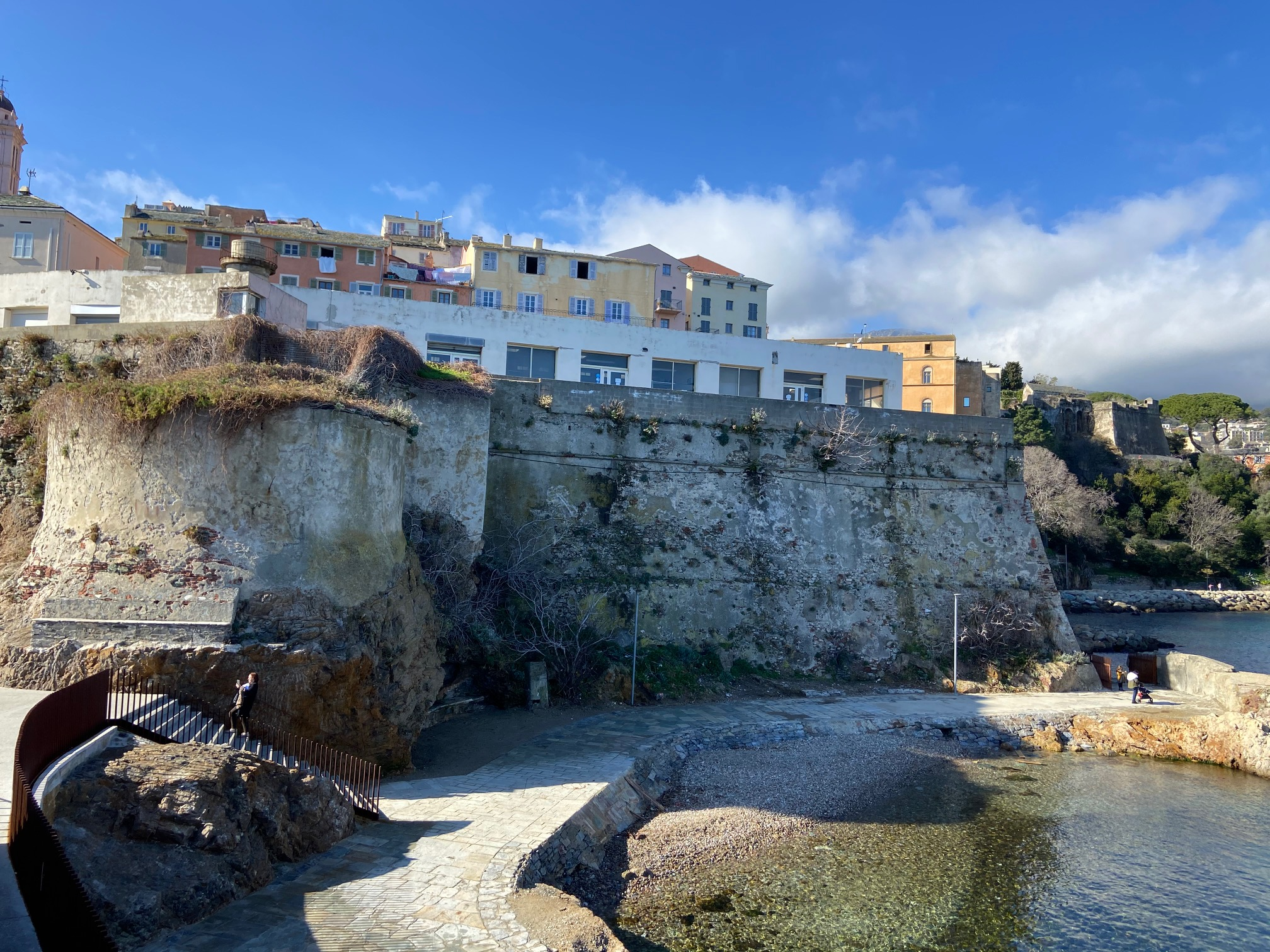

### Le bastion duChiostro(en corse U Chjostru)
Le bastion du Chjostru est situé du côté sud-est de la Citadelle. Il abritait une poudrière.

Le bastion du Chjostru
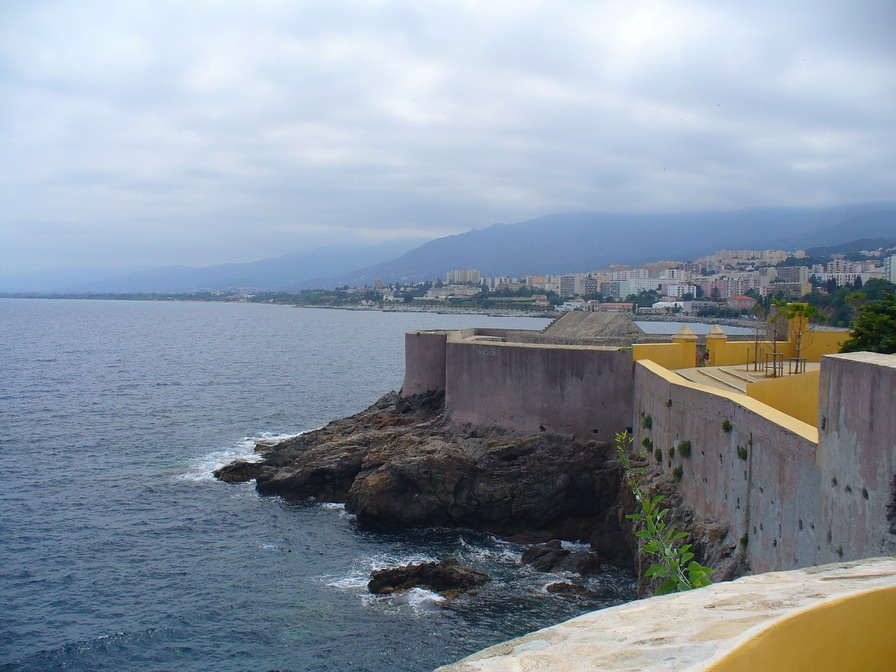
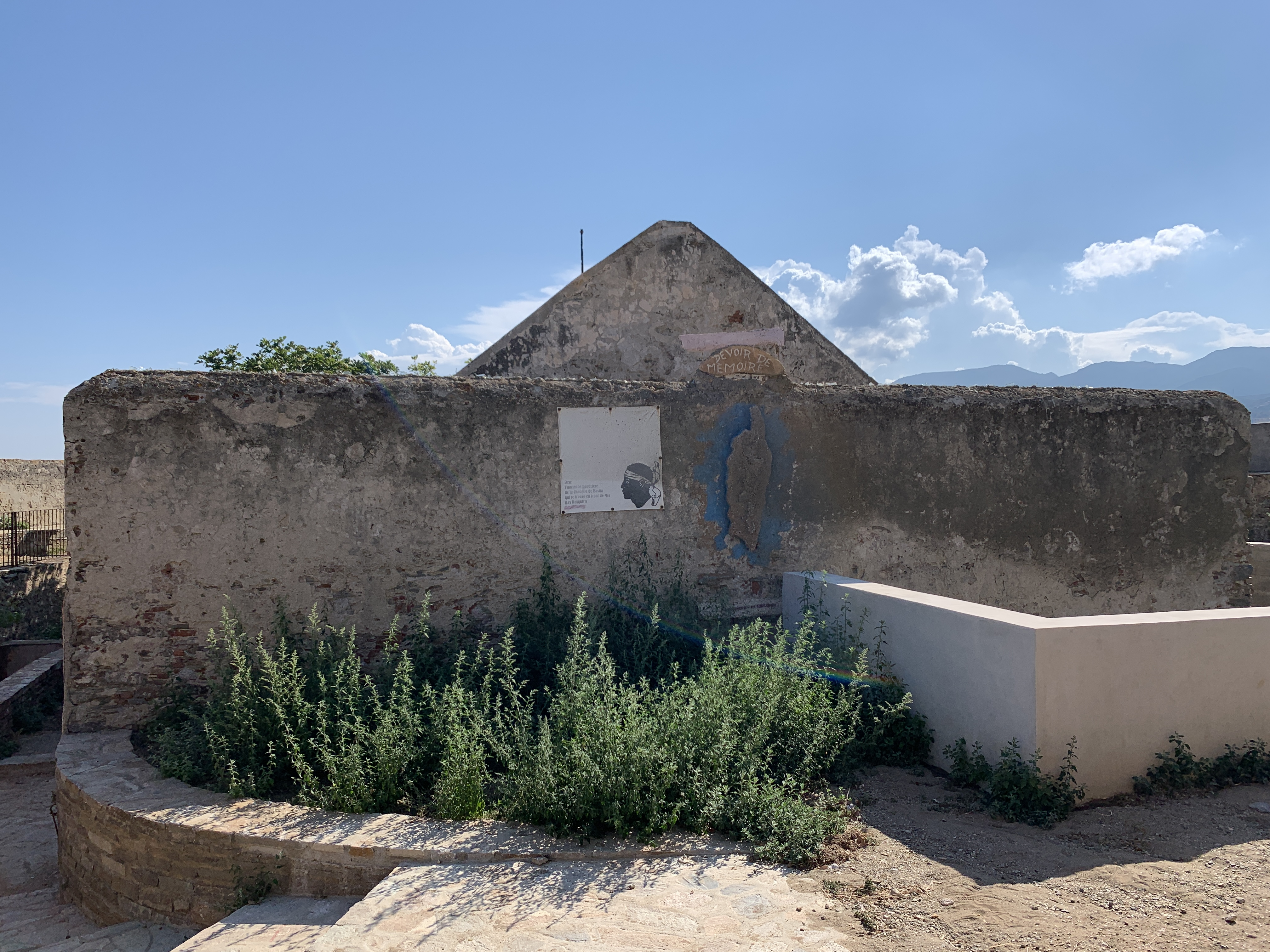
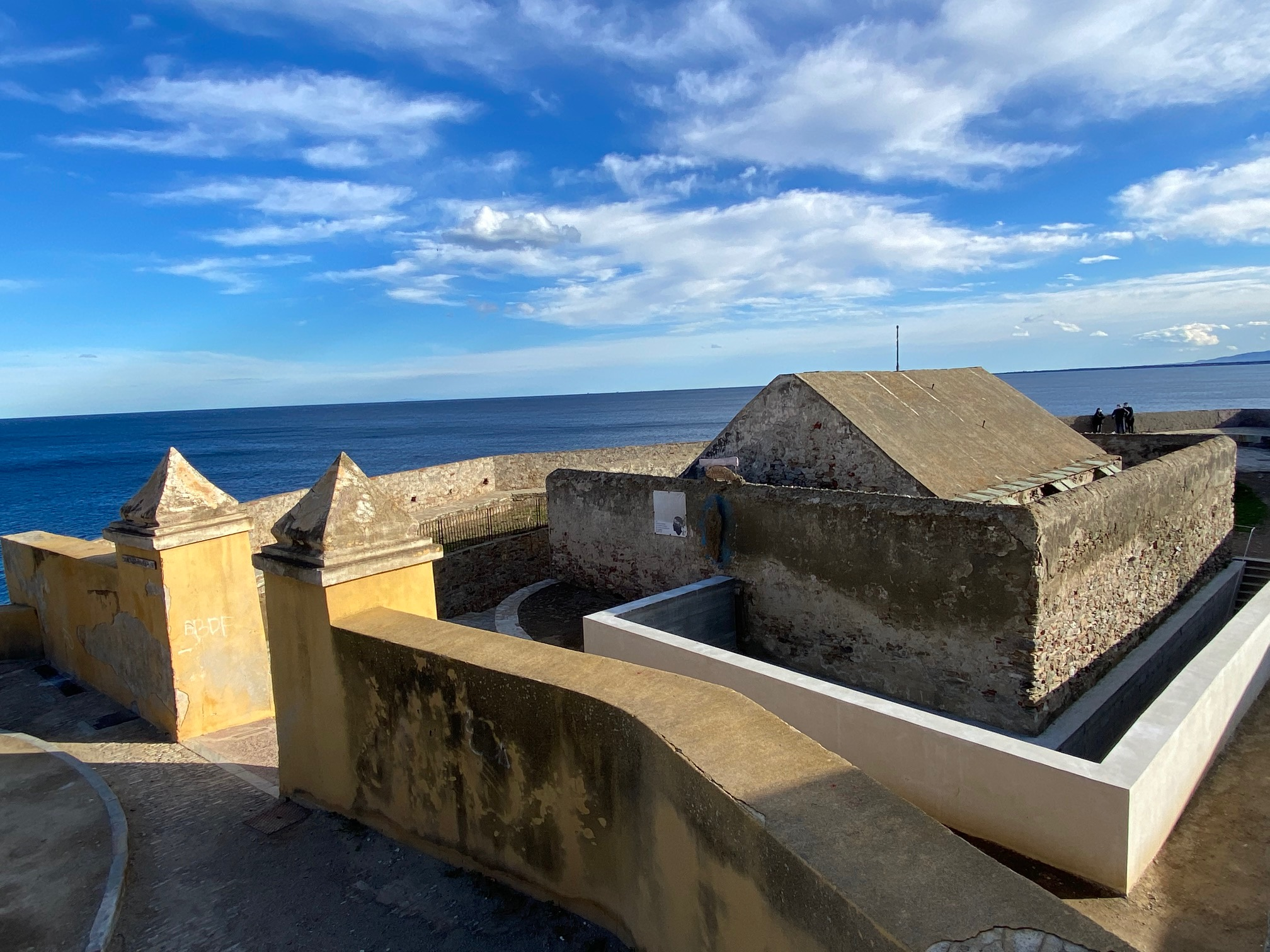

## Le chemin de ronde
Le chemin de ronde de la Citadelle de Bastia faisait le tour des remparts de la Citadelle. Il était destiné à la surveillance. Il n'est aujourd'hui pas praticable dans son intégralité (privatisé en certains endroits).

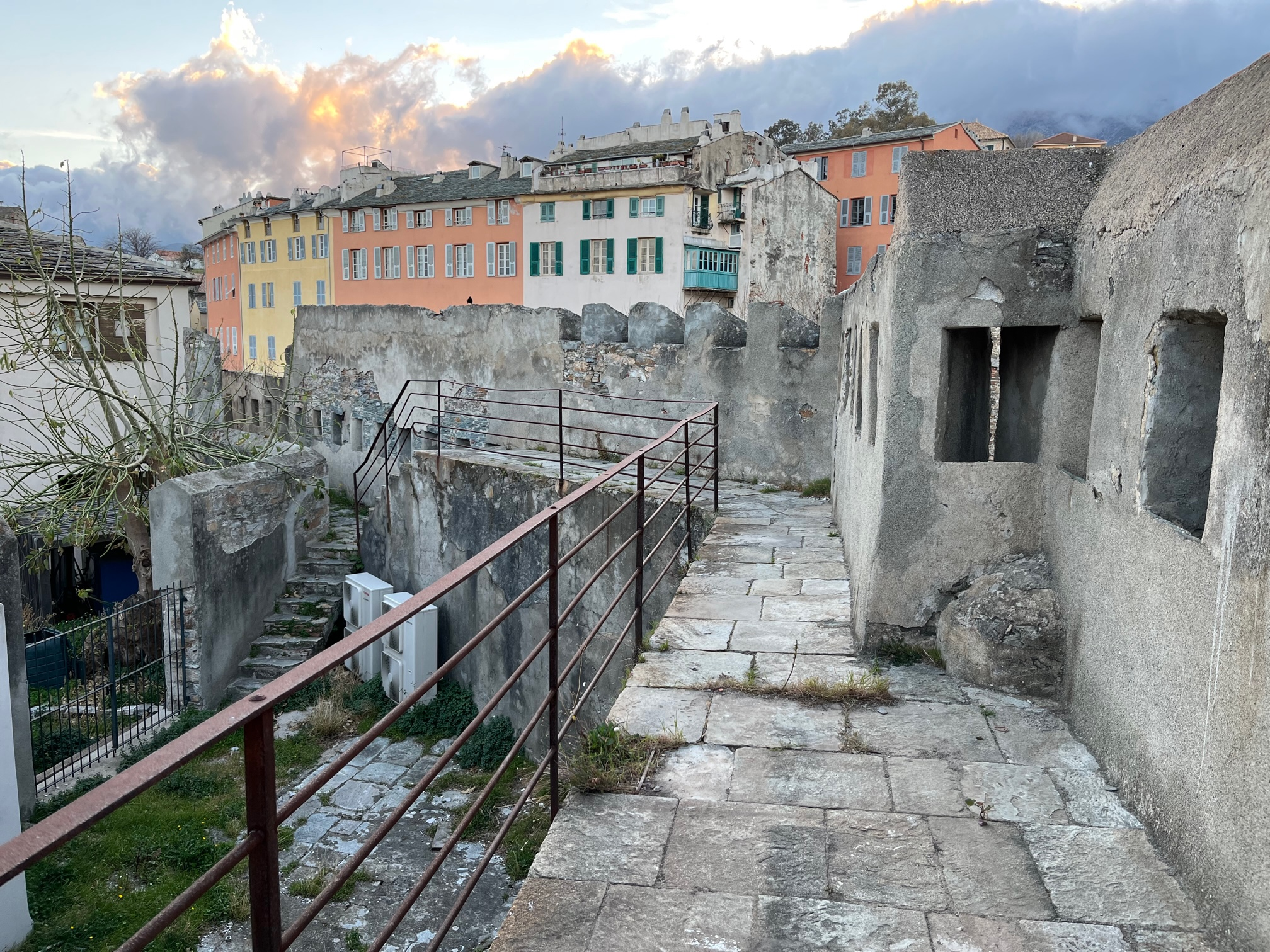
Le chemin de ronde le long du bastion Saint-Jean
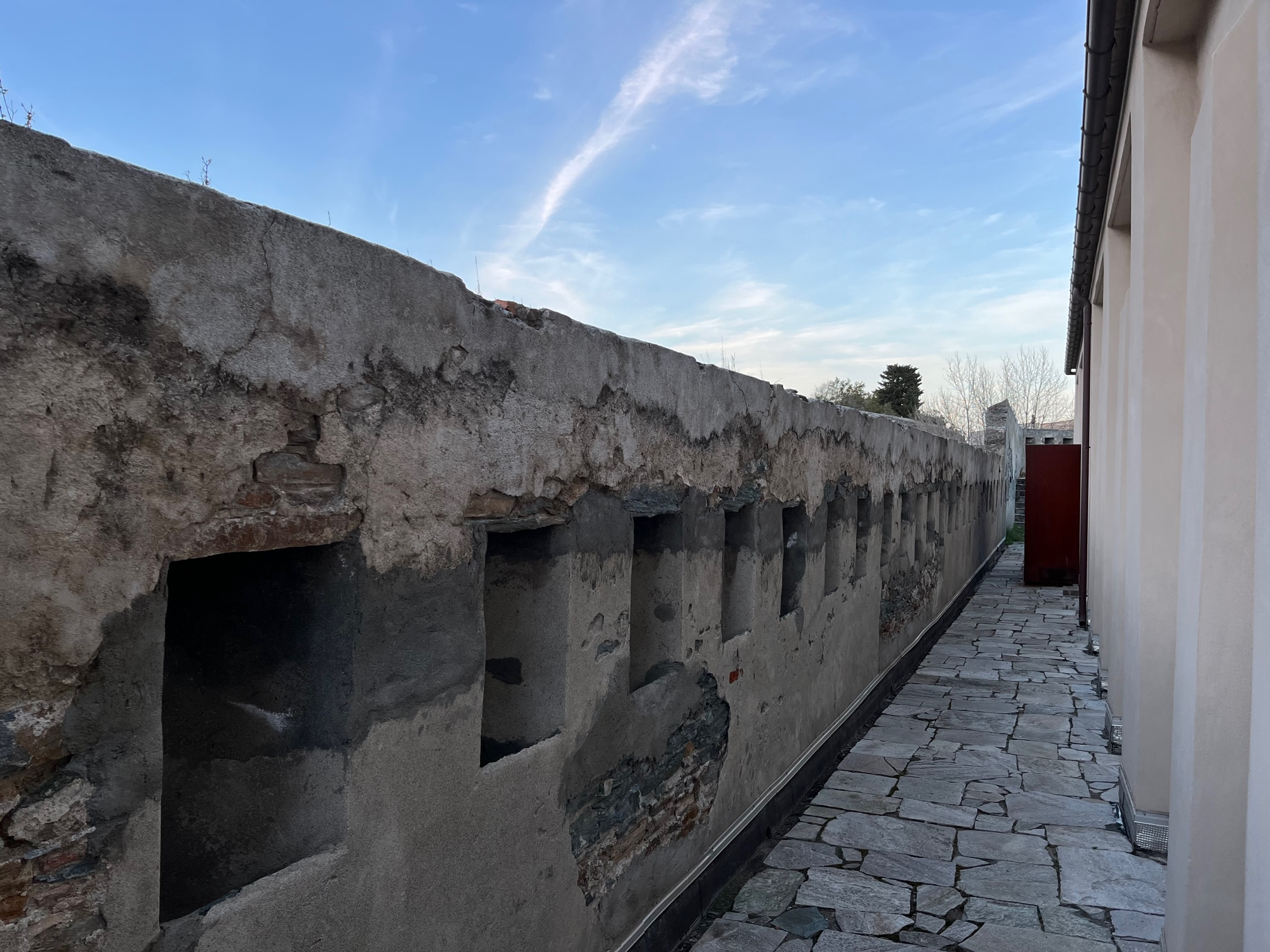
Le chemin de ronde le long du bastion Saint-Jean
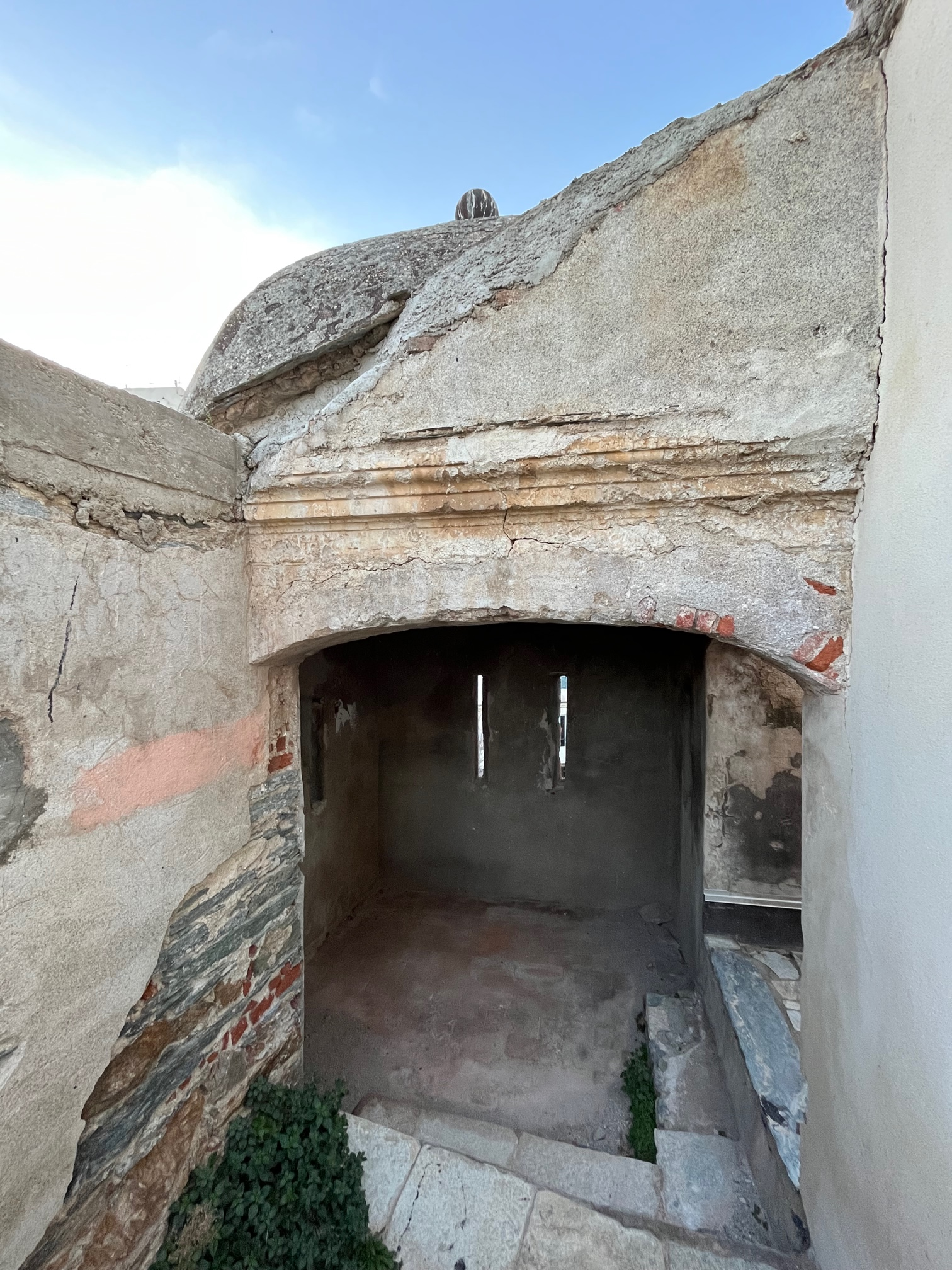
Une échauguette du Bastion Saint-Jean
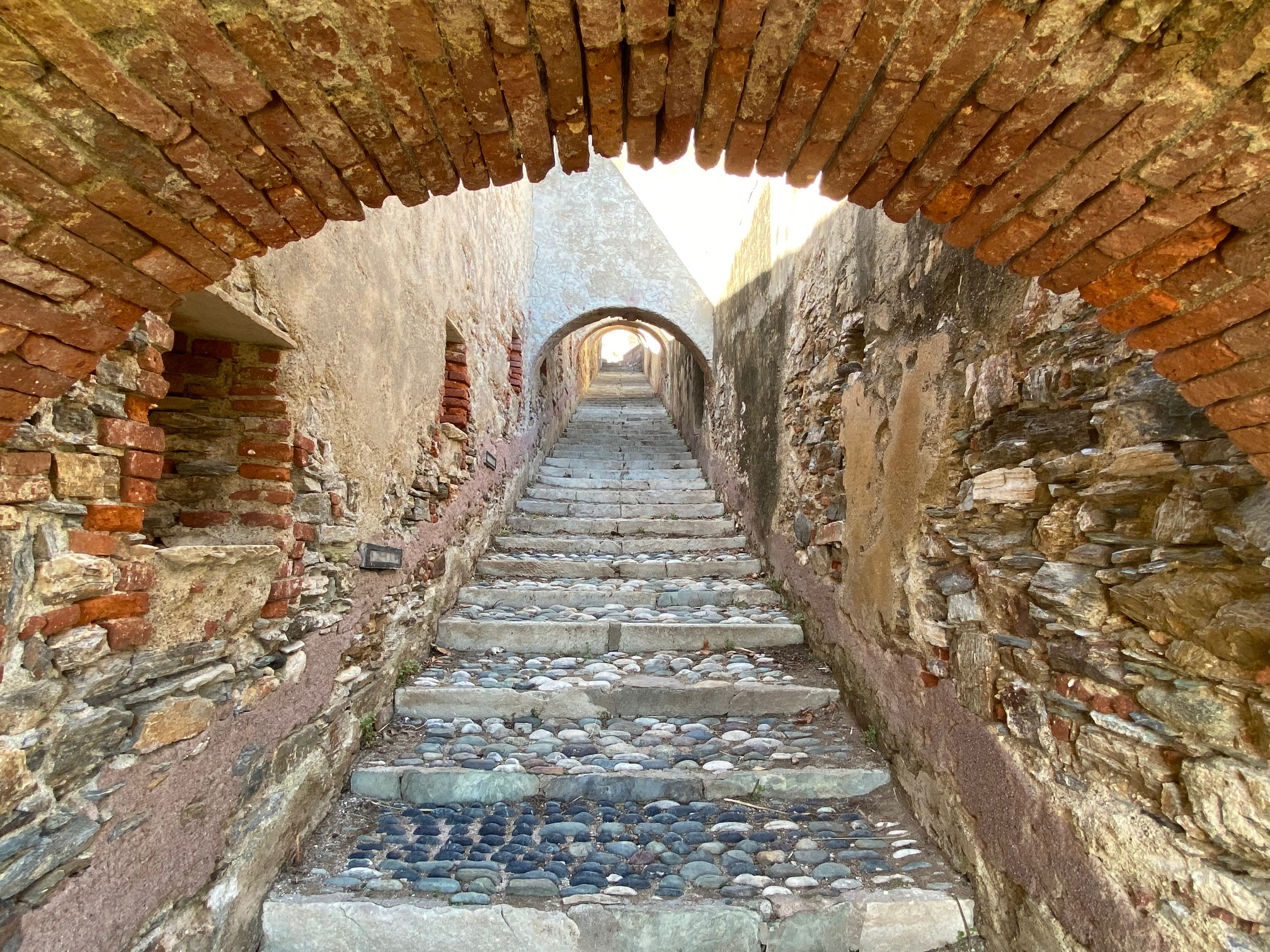
Chemin de ronde côté sud, entre le Bastion Sainte-Marie et le Chjostru

## Noms de lieux et rues

### Noms de lieux

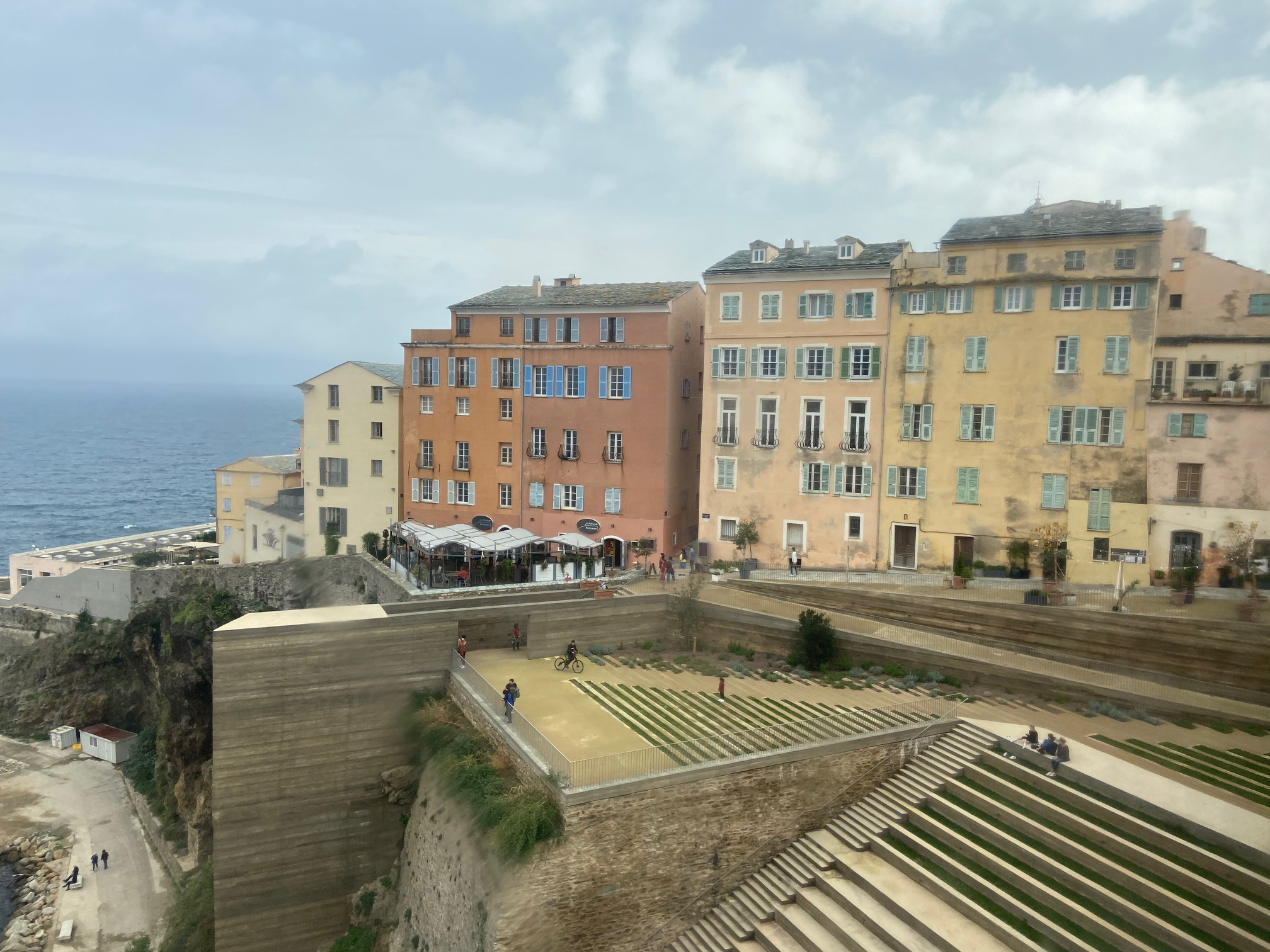
A Chjappa, la rue Saint-Michel

En 2014, la municipalité bastiaise entreprend l'instauration d'une signalétique bilingue corse-français dans toutes les rues de la Citadelle. Les noms anciens sont réhabilités. Voici quelques noms de lieux :
- La Poudrière (A Pulverera)
- Place Guasco (U Giardinè)
- Place du Donjon (Piazza di Corte)
- rue Saint-Michel (A Chjappa)
- rue de l'Esplanade (Calarà)
- rue du Dragon (U Tragone)
- passage Antone Rosaguti, ex-passage Vauban (E Loghje)

Plaques de rues bilingues corse-français dans les rues de la Citadelle de Bastia
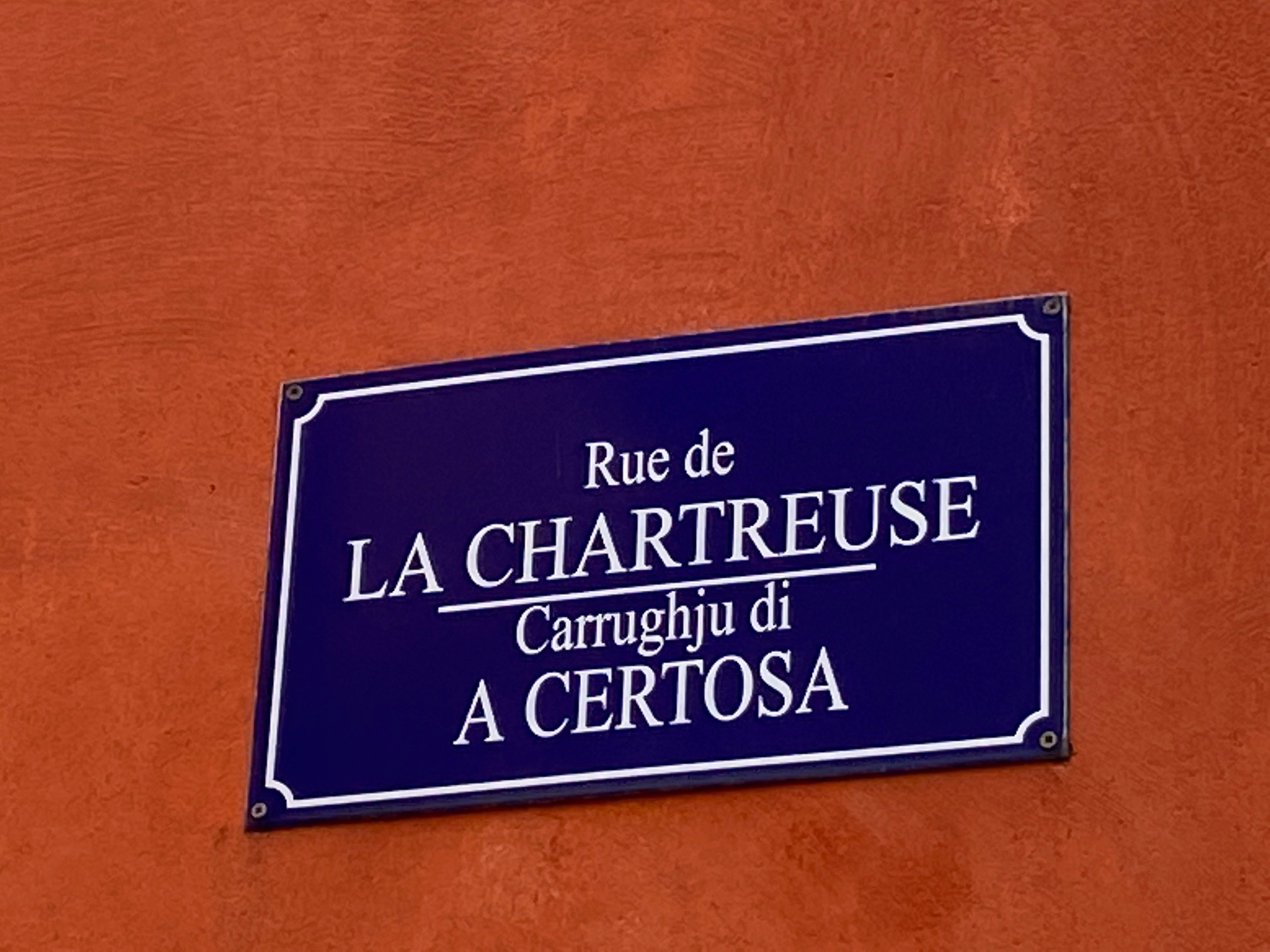
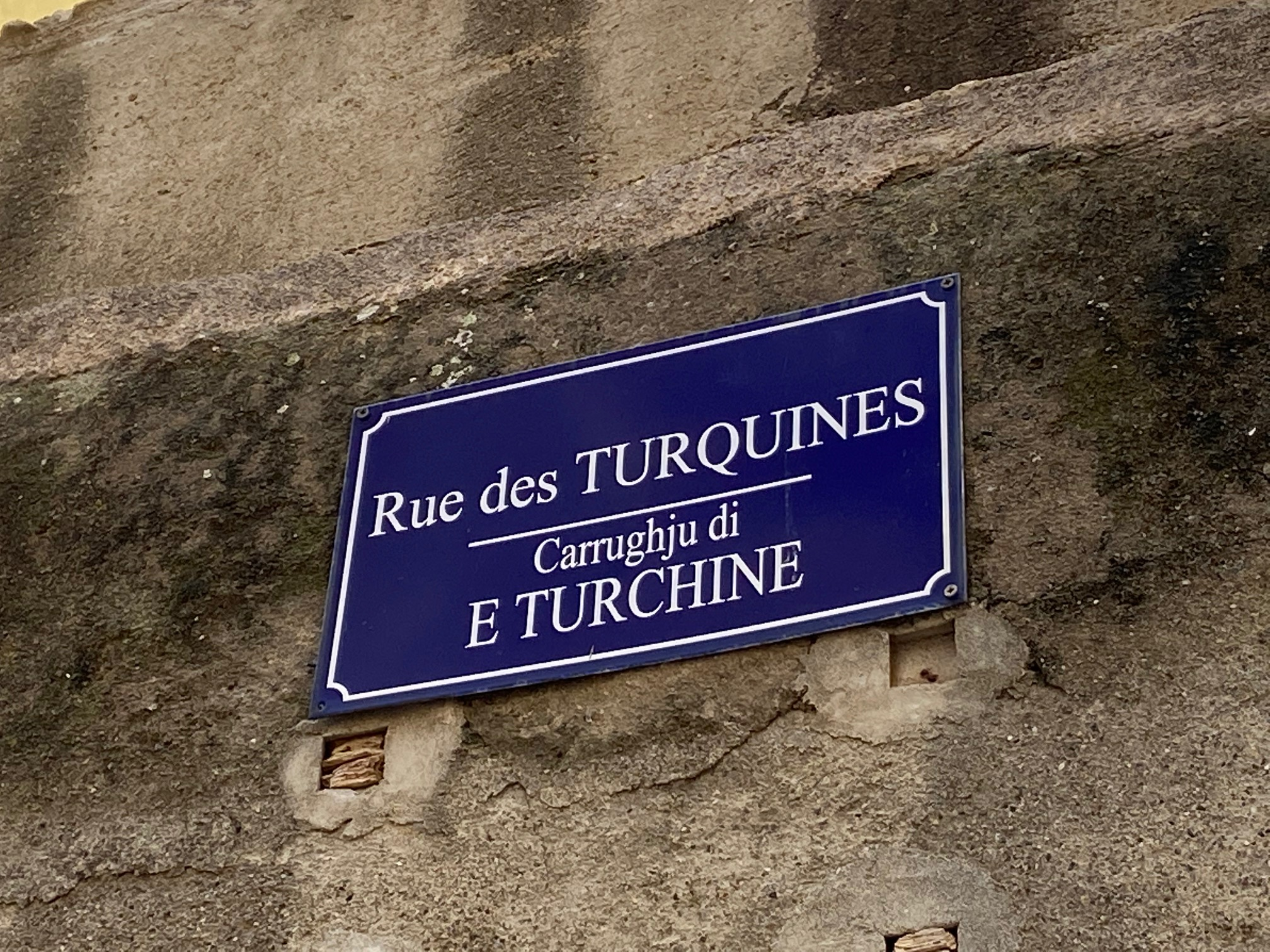
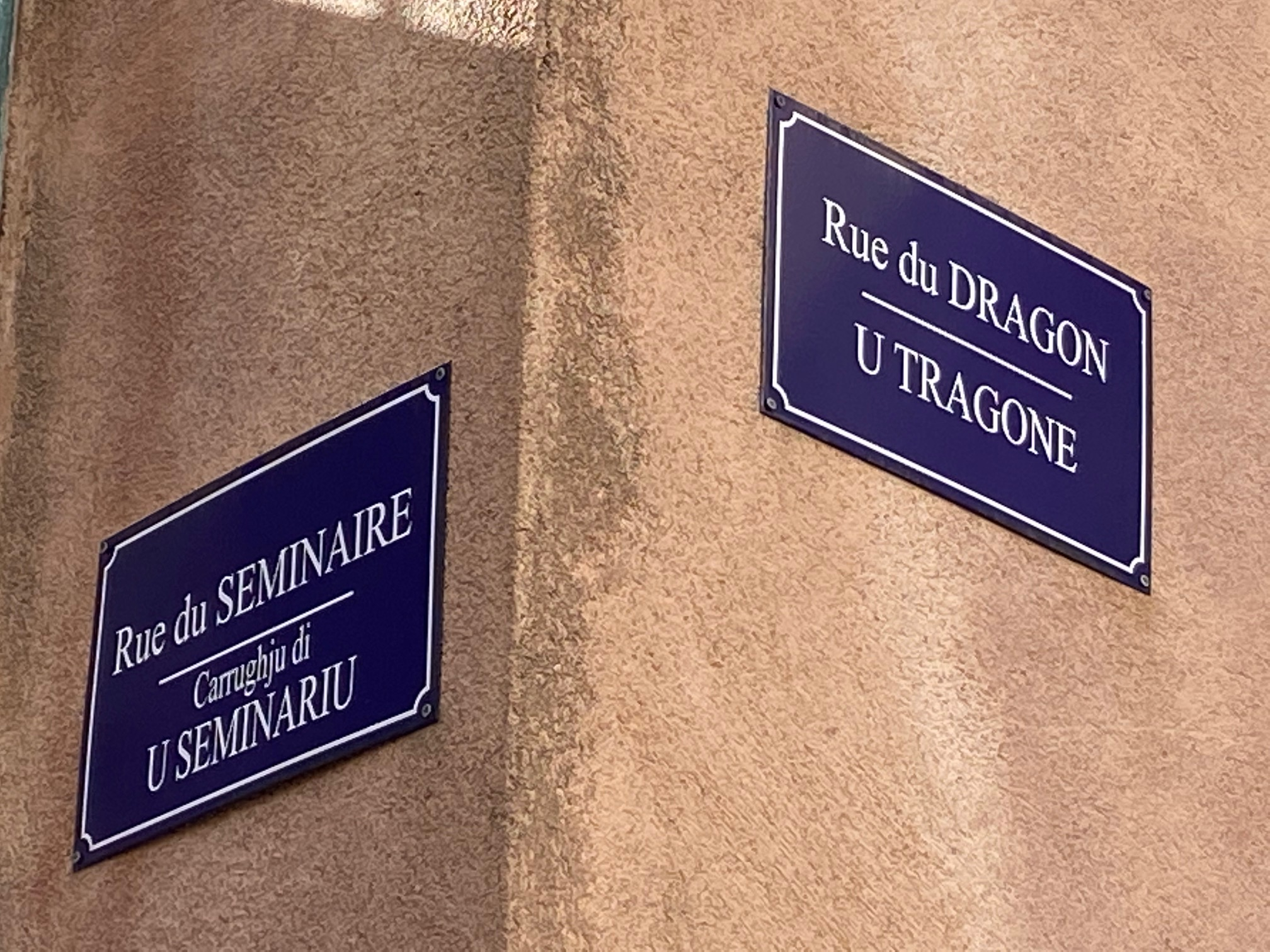
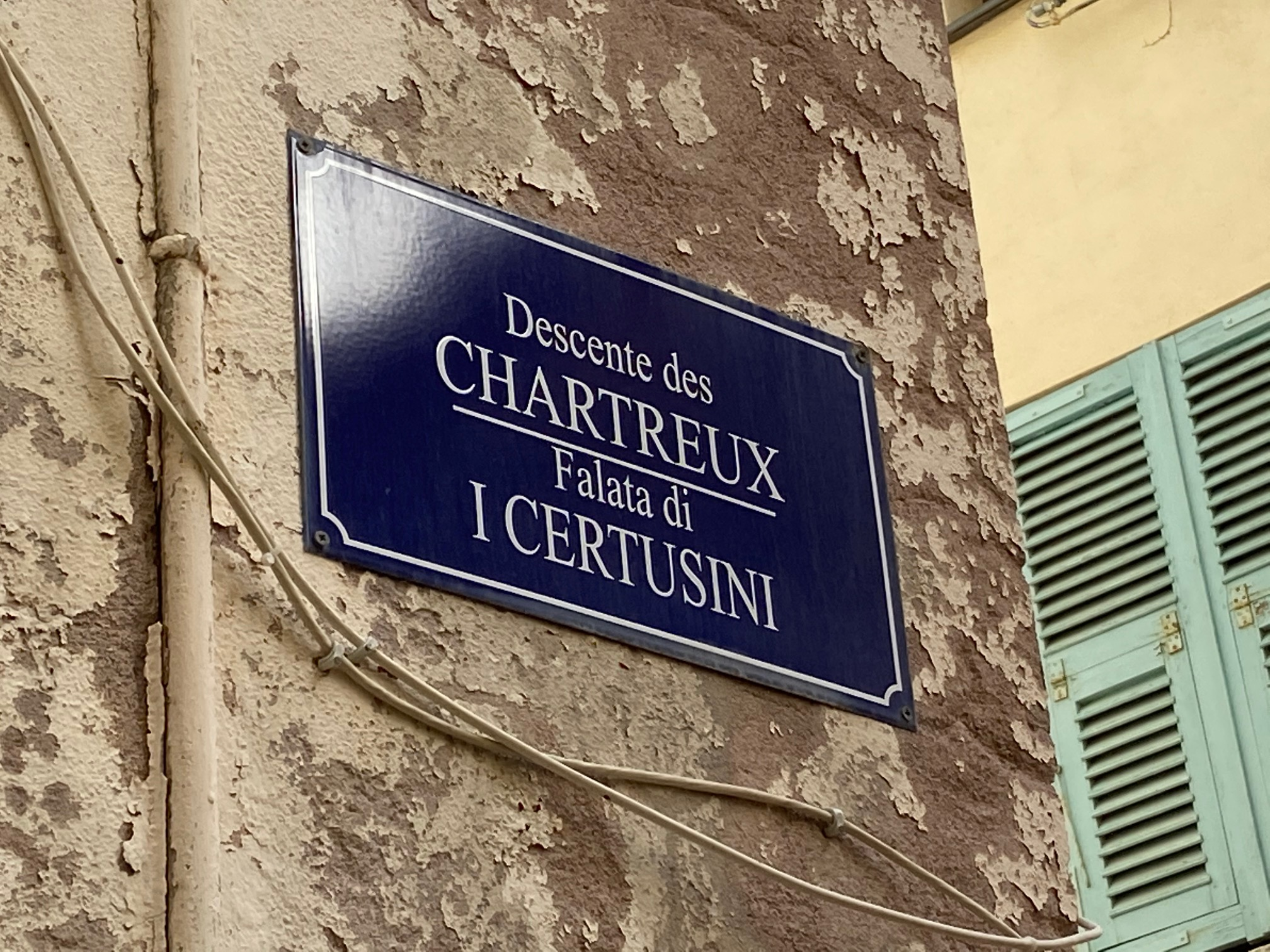
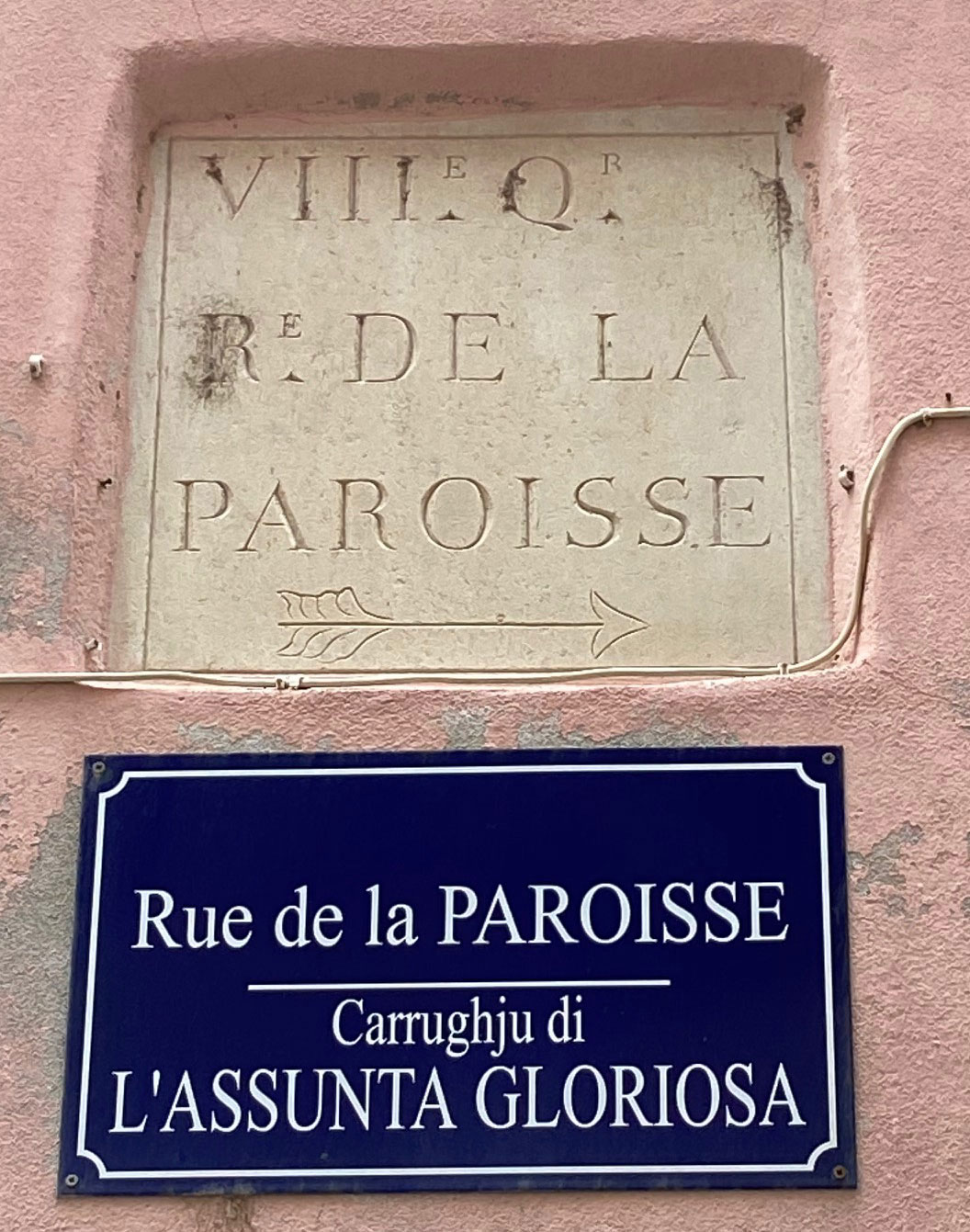
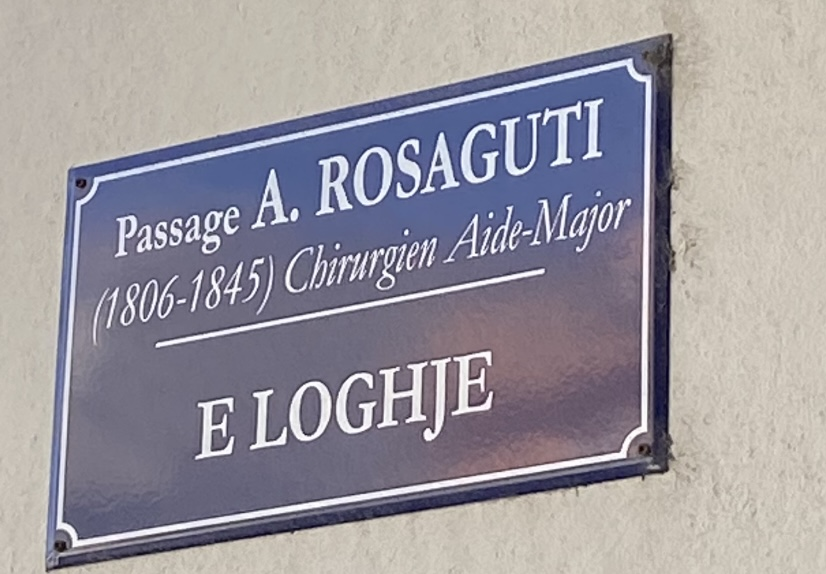
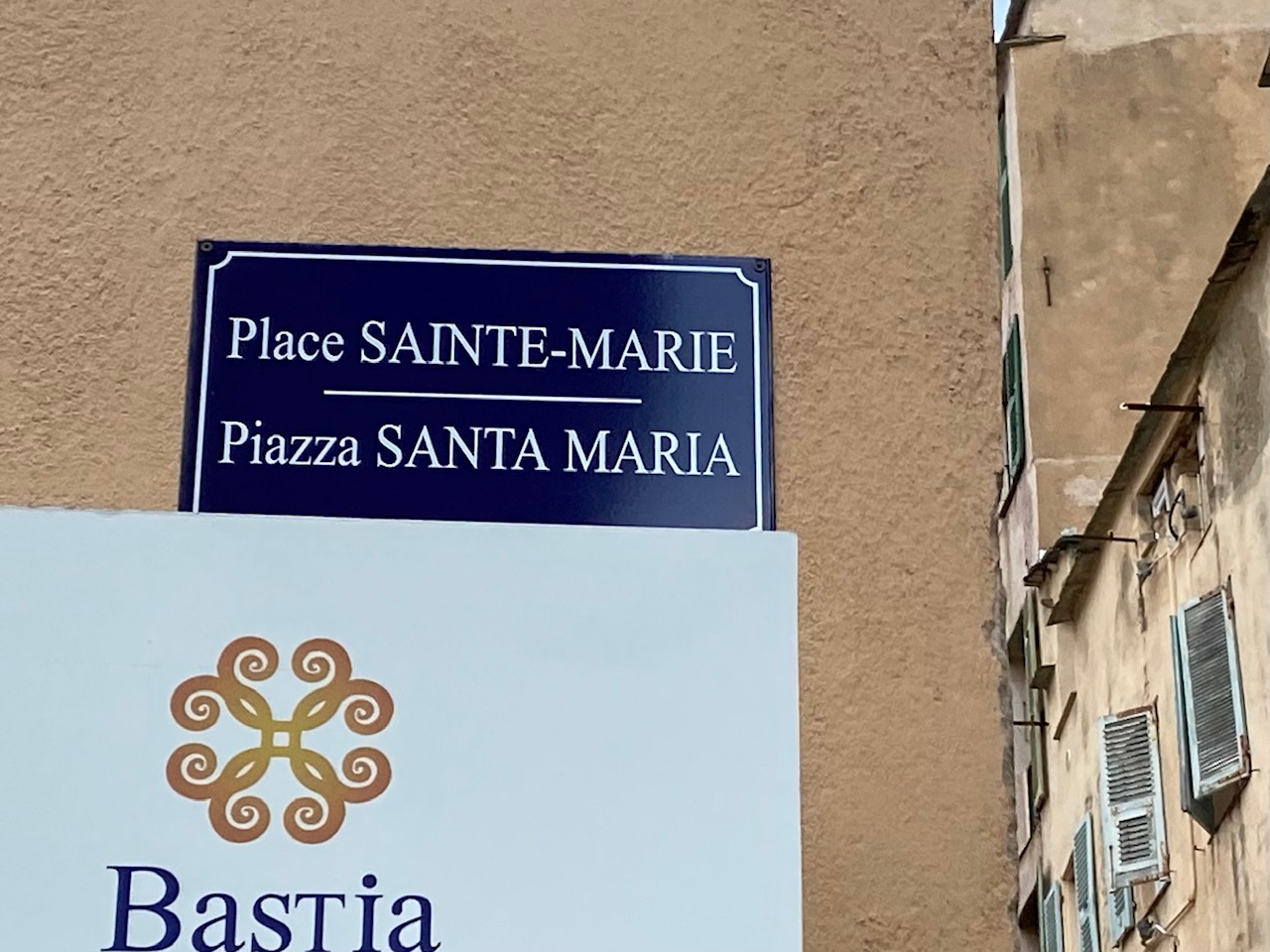
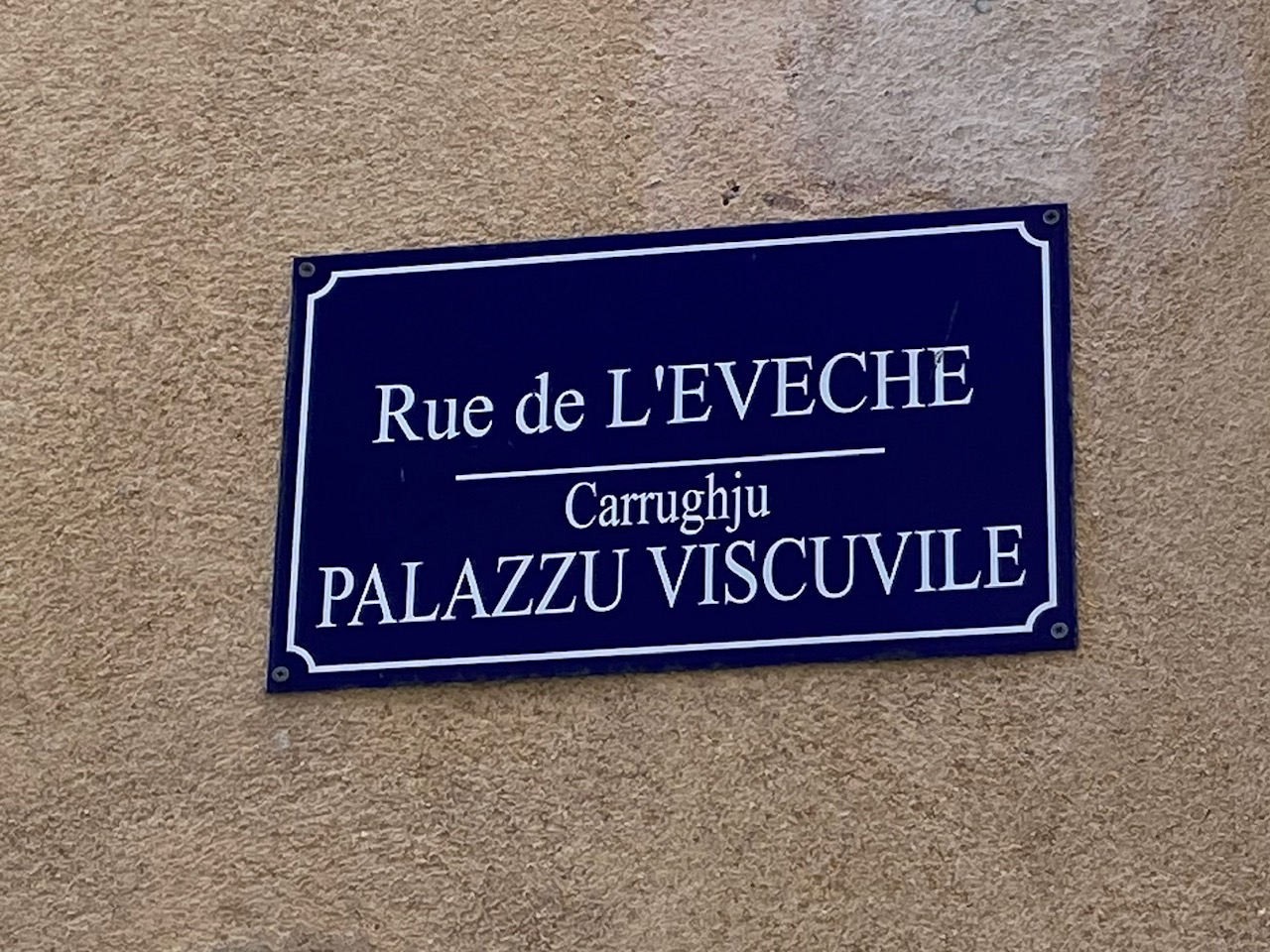

### Rues de la citadelle
Le mot carrughju vient du génois caróggio, qui désigne en langue corse une rue.

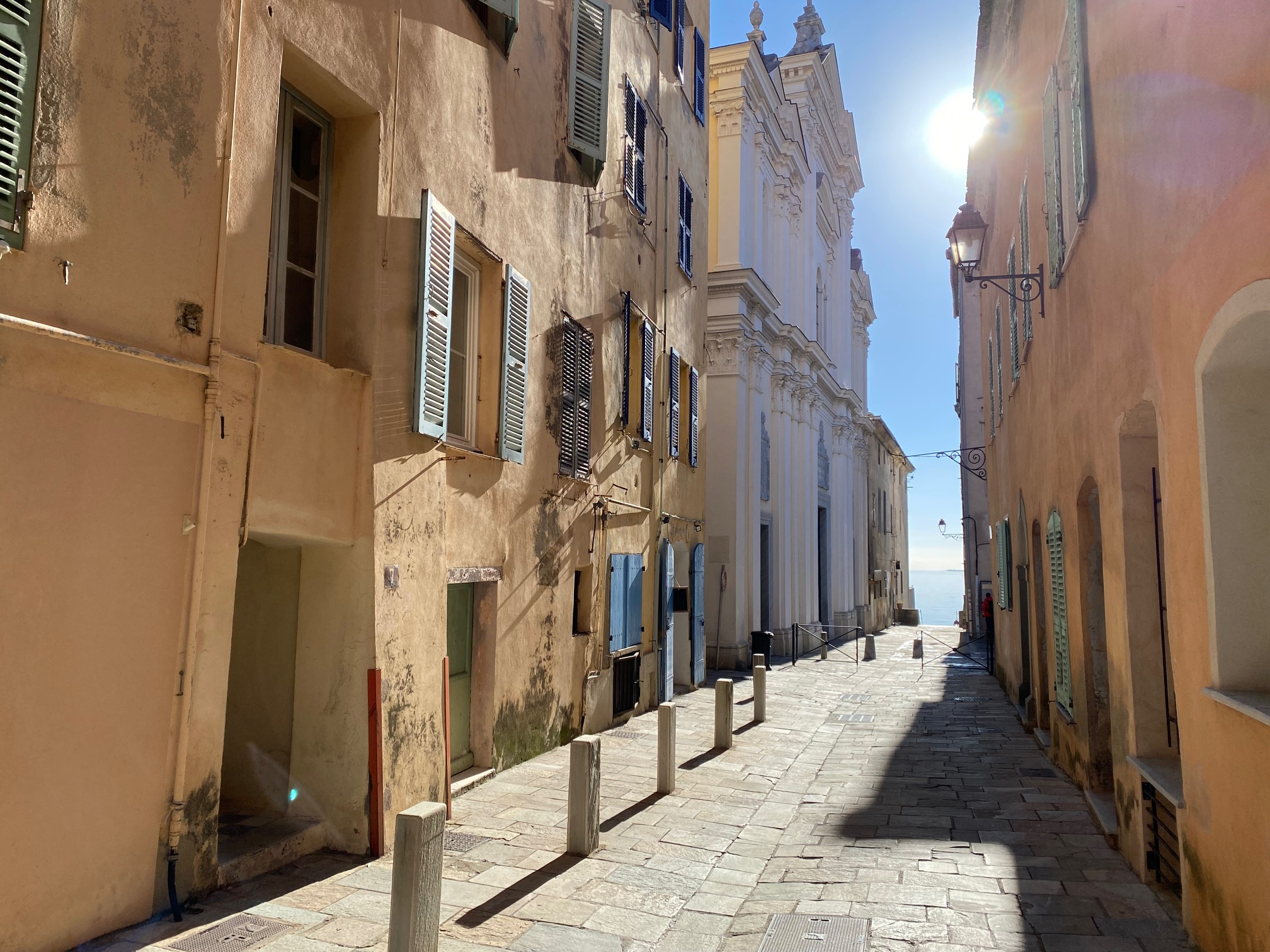
La rue Notre-Dame, Strada Diritta Santa Maria

#### Rue Notre-Dame,Strada dritta
À l'époque génoise c'était la rue principale de la Citadelle. Elle menait de la Piazza di Corte où se trouvaient les bâtiments importants (palais des Gouverneurs, Casetta, Pavillon des Nobles Douze, Vicariat) à la cathédrale Santa Maria. C'est à partir de cet axe nord-sud que s'est construit l'urbanisme de Terra Nova.

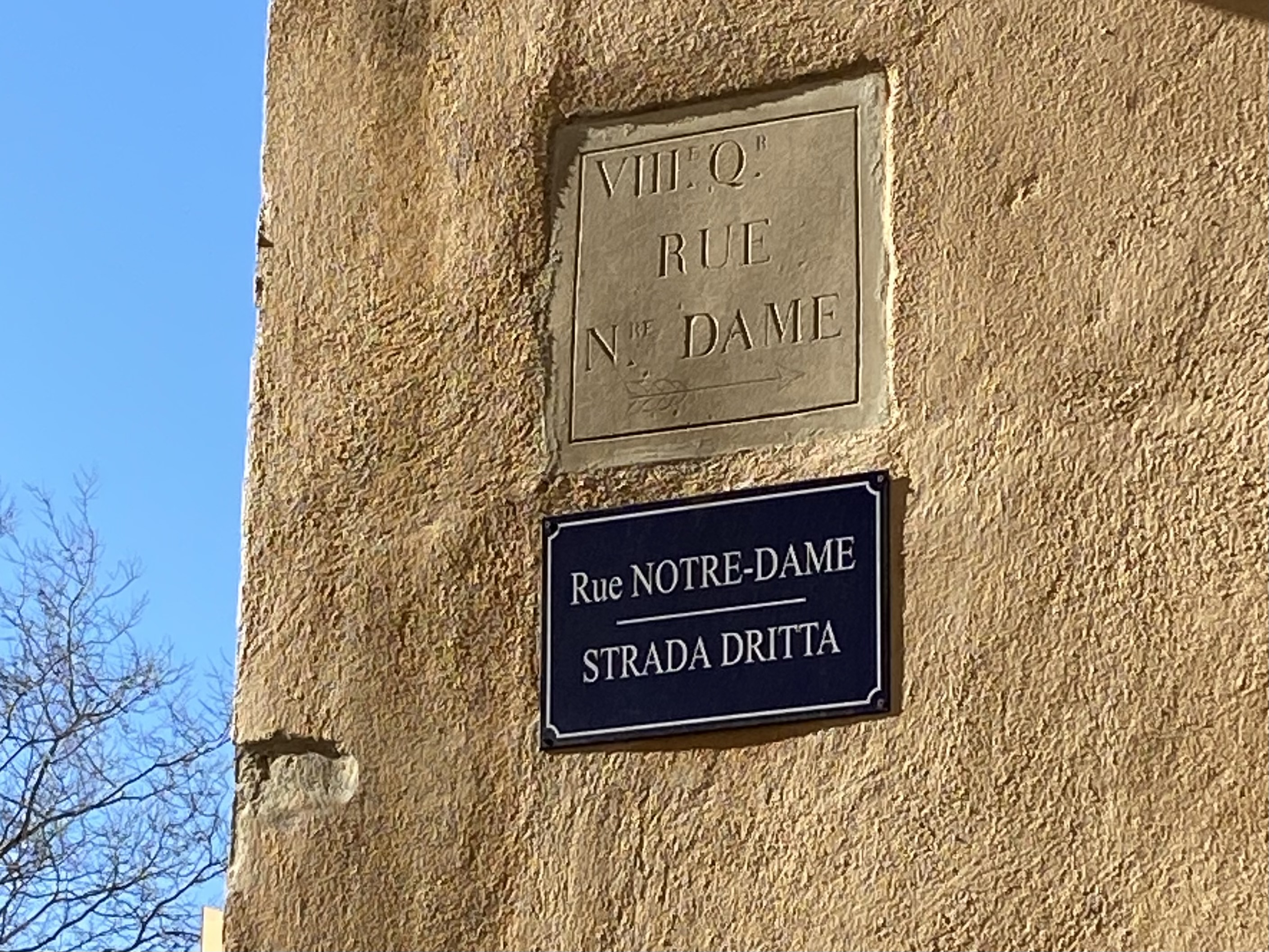
L'ancienne et la nouvelle plaque bilingue de la rue Notre-Dame, Strada Dritta

#### Rue de la Paroisse,Carrughju di l'Assunta Gloriosa
C'est une rue parallèle à la rue Notre-Dame. Elle mène aussi à la cathédrale Santa Maria, paroisse du quartier de Terra Nova.

#### Rue du Dragon,U Tragone
C'est une rue perpendiculaire à la Strada Diritta Santa Maria. Elle menait à la mer. C'est l'axe est-ouest de la première urbanisation de la Citadelle. Elle tire son nom du nom tragone, en corse « ravin ». Elle a été mal traduite en français « dragon ».

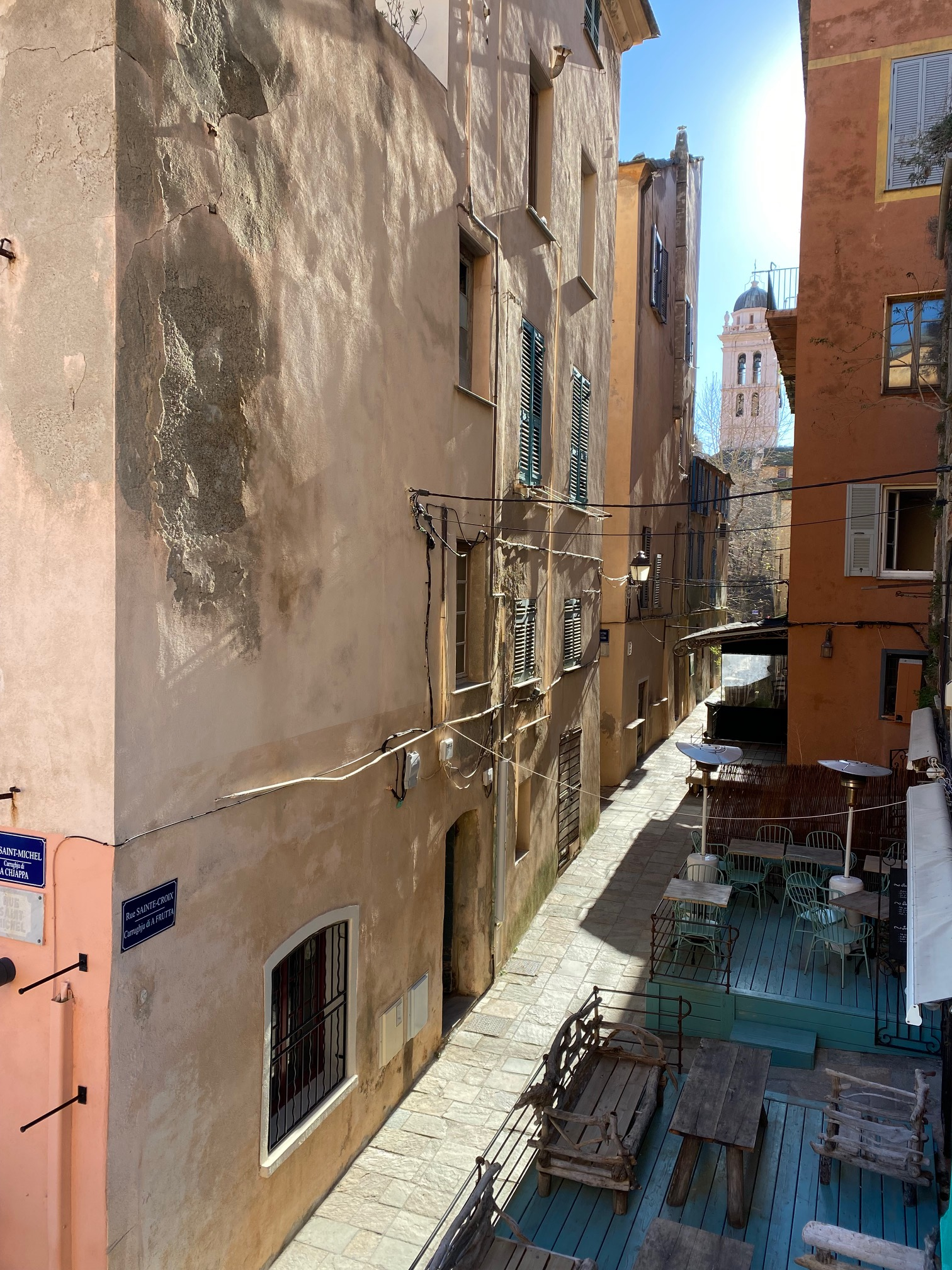
Rue Sainte-Croix, Carrughju di a Frutta

Il serait souhaitable d’abandonner définitivement l’appellation « rue de Dragon » ➡️  traduction erronée comme pertinemment mentionnée! D’autant plus que les résidents de la MARINE/CARDU(appellation revendiquée par opposition à l’appellation « Porto Cardo ») s’insurgeaient de la similitude ou confusion intentionnelle avec le Rocher du Lion/Quai du Lion. Merci. mjc

#### Rue Sainte-Croix,Carrughju di a Frutta
Cette rue mène à l'oratoire Sainte-Croix. Le nord de cette rue débouche sur A Chjappa, l'endroit où se tenait le premier marché de la ville de Bastia (actuellement le haut de la rue Saint-Michel). Elle tire son nom du marché aux fruits.

#### Rue de l'Evêché,Carrughju di u Palazzu viscuvile

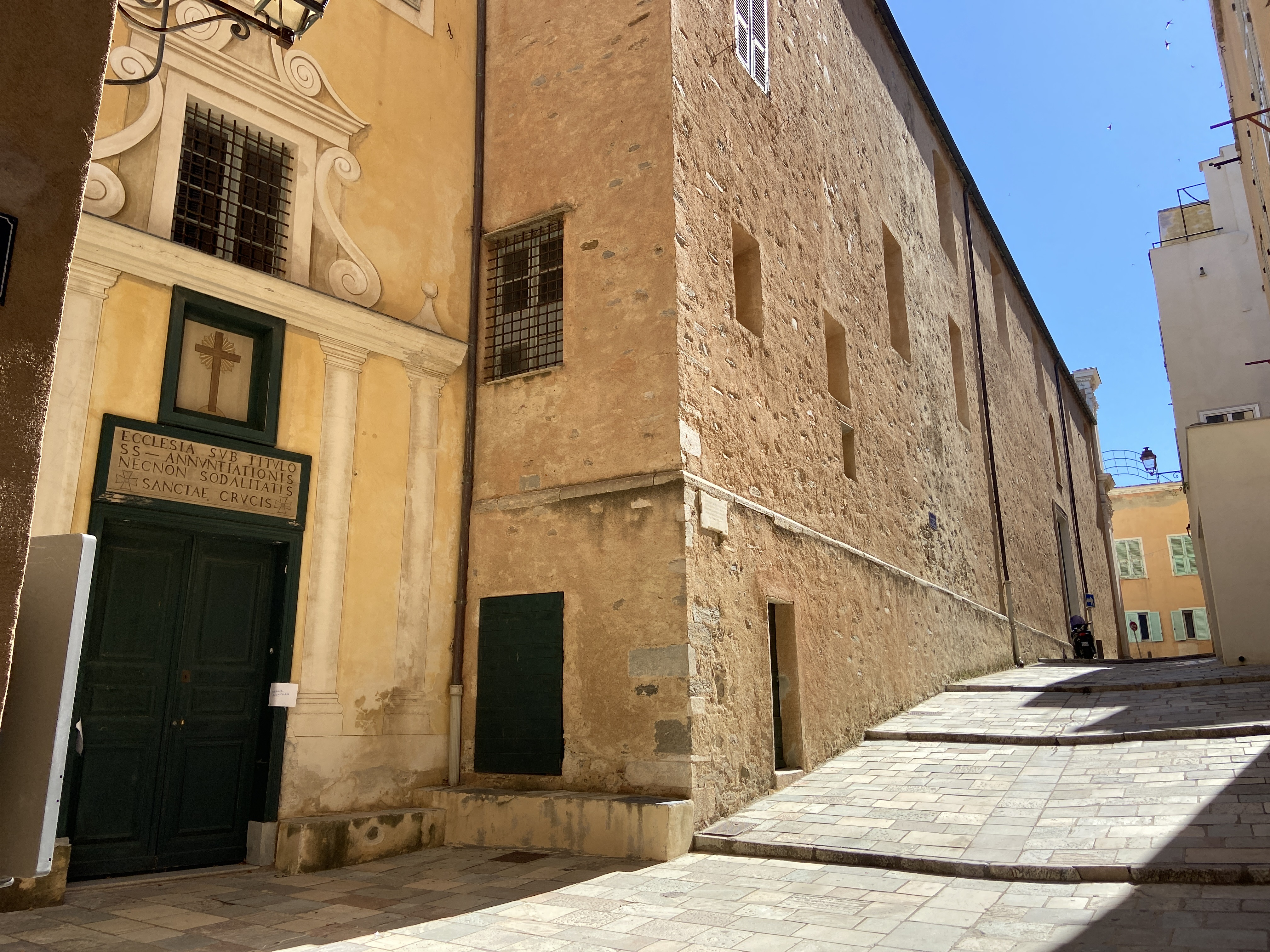
Rue de l’évêché, carrughju di u palazzu viscuvile

C'est une rue perpendiculaire au Tragone. Elle menait à l'ancienne résidence de l'évêque, en corse U Palazzu Viscuvile, le palais épiscopal.

#### Rue des Turquines,Carrughju di e Turchine
Cette rue a conservé la mémoire des sœurs turchine, devenues en français les "turquines, appelées ainsi à cause de leur habit bleu. L'ancien couvent des Turquines se trouve en bas de la rue de l'Evêché.

#### Rue Saint Michel,Carrughju di A Chjappa
C'est la rue qui part du lieu-dit A Chjappa, qui longe la partie nord des remparts jusqu'au bas de la Citadelle. Son nom, a chjappa, désigne en corse une grande dalle de pierre.

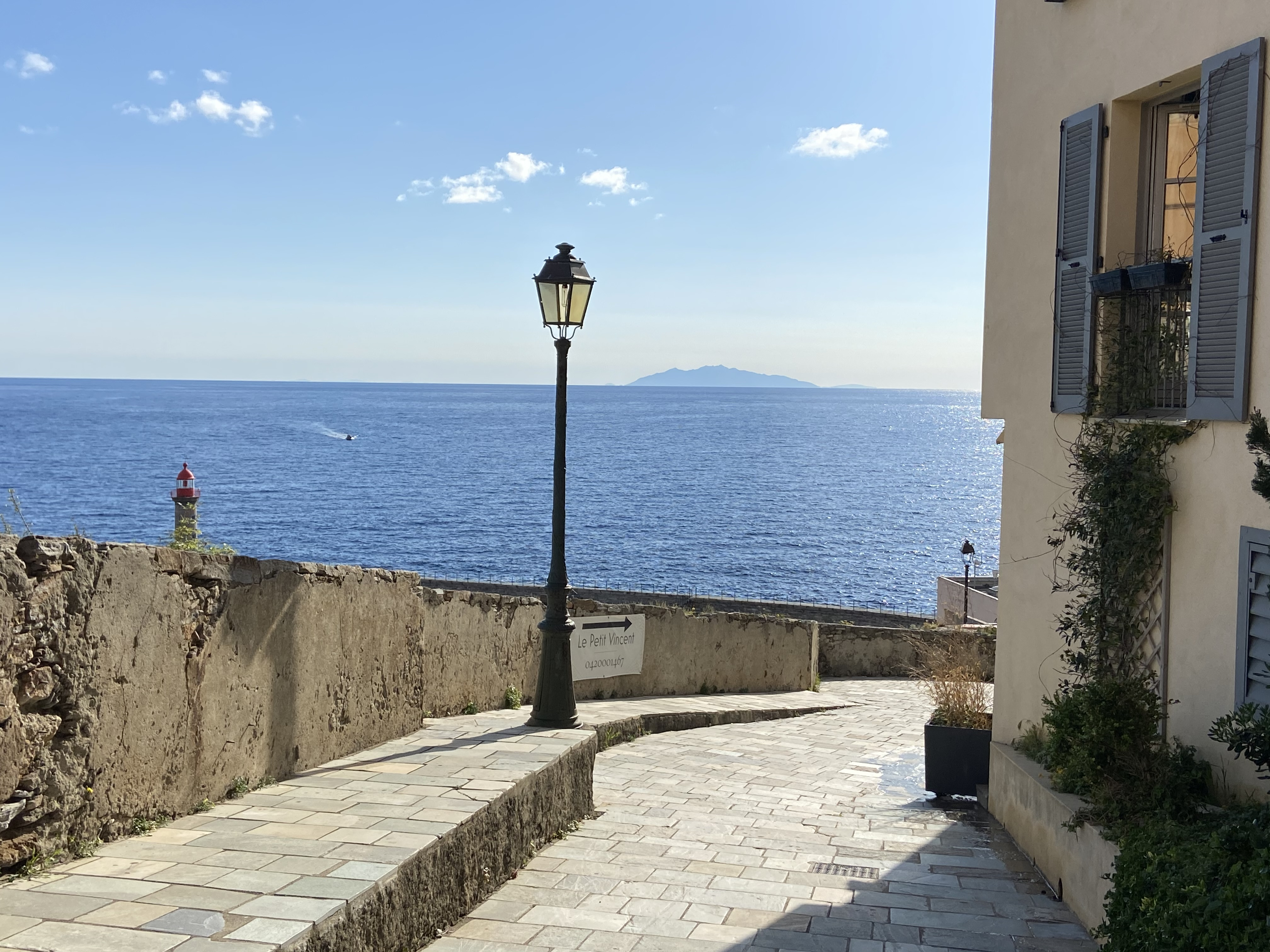
Carrughju di A Chjappa

#### Rue du séminaire,carrughju di u seminariu
Le nom de cette rue rappelle la présence de l'ancien séminaire, en corse u seminariu, qui se trouvait dans la Citadelle.

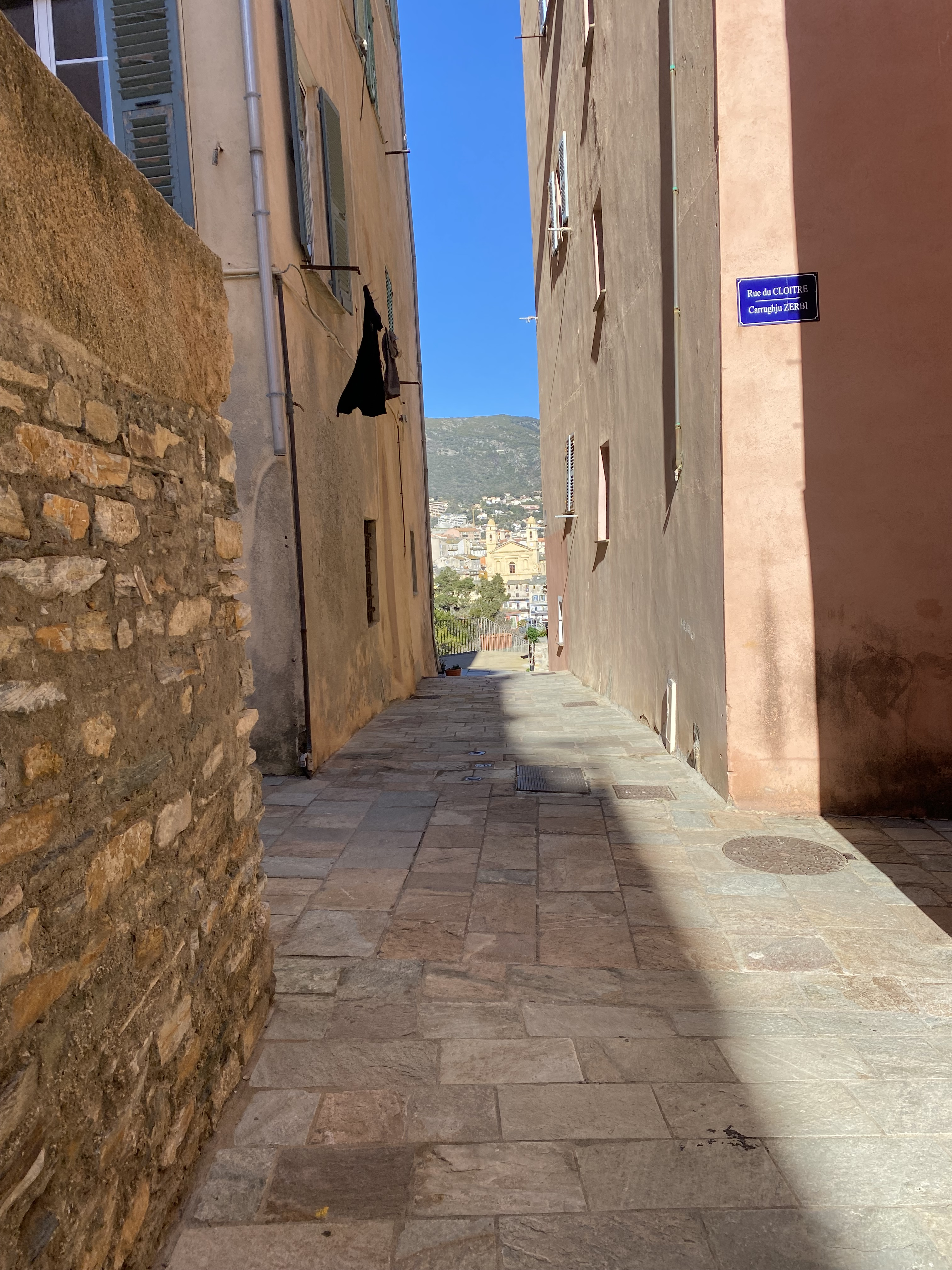
Rue du séminaire

#### Rue Francesco-Ottaviano Renucci,Carrughju Francesco-Ottaviano Renucci
Cette petite rue porte le nom de l'écrivain et historien Francesco-Ottaviano Renucci.

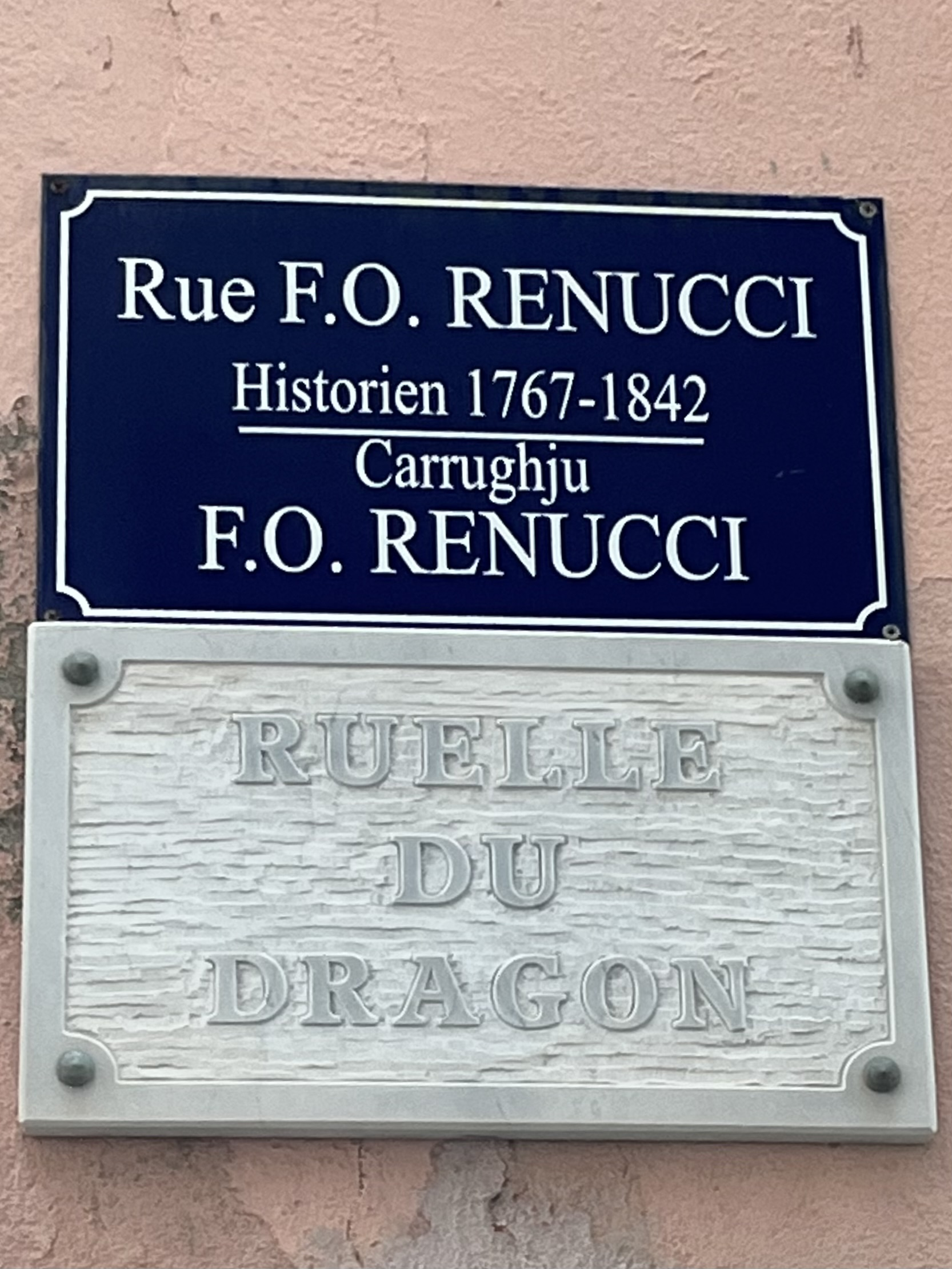
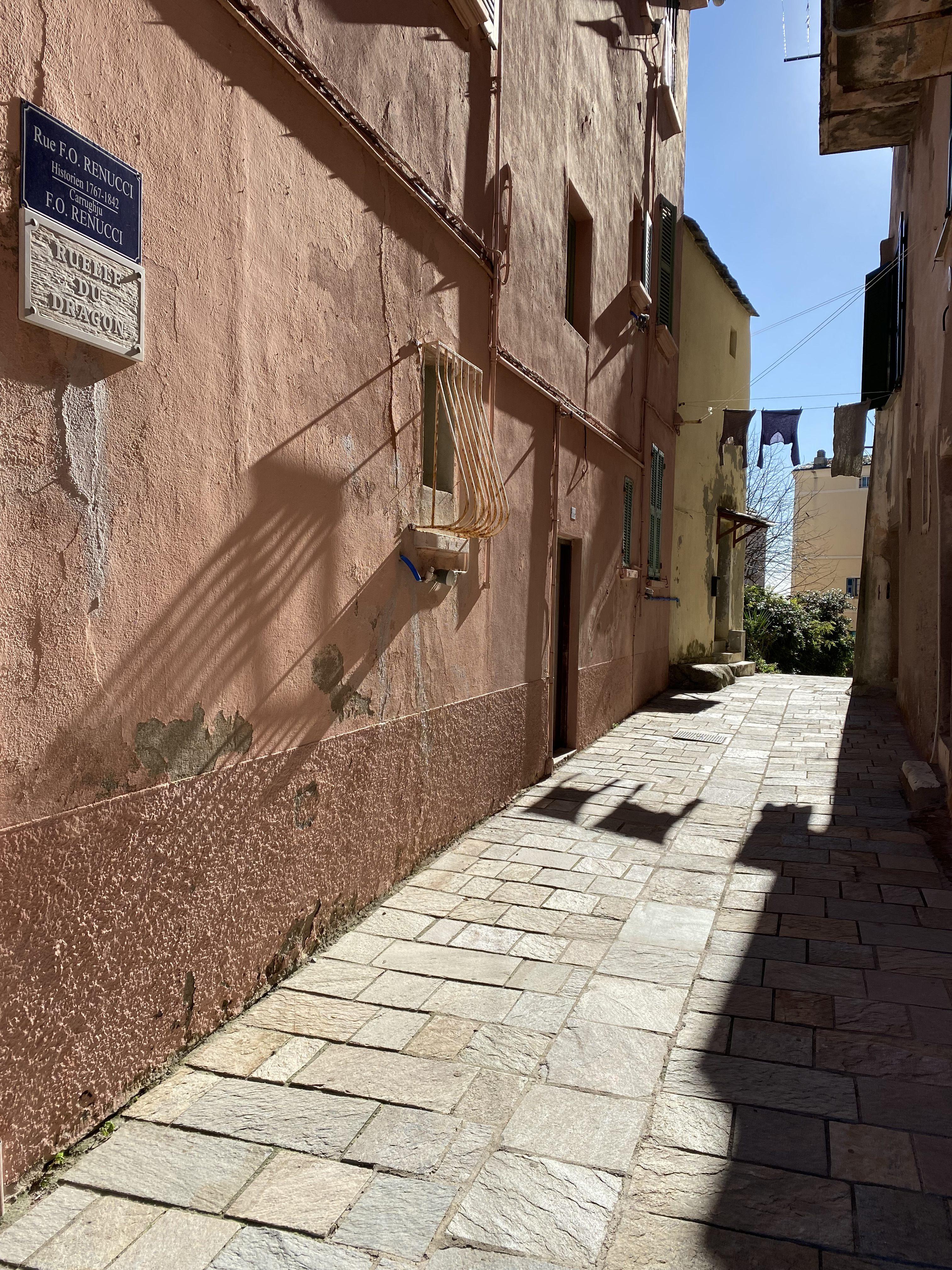